# Liste de régions viticoles

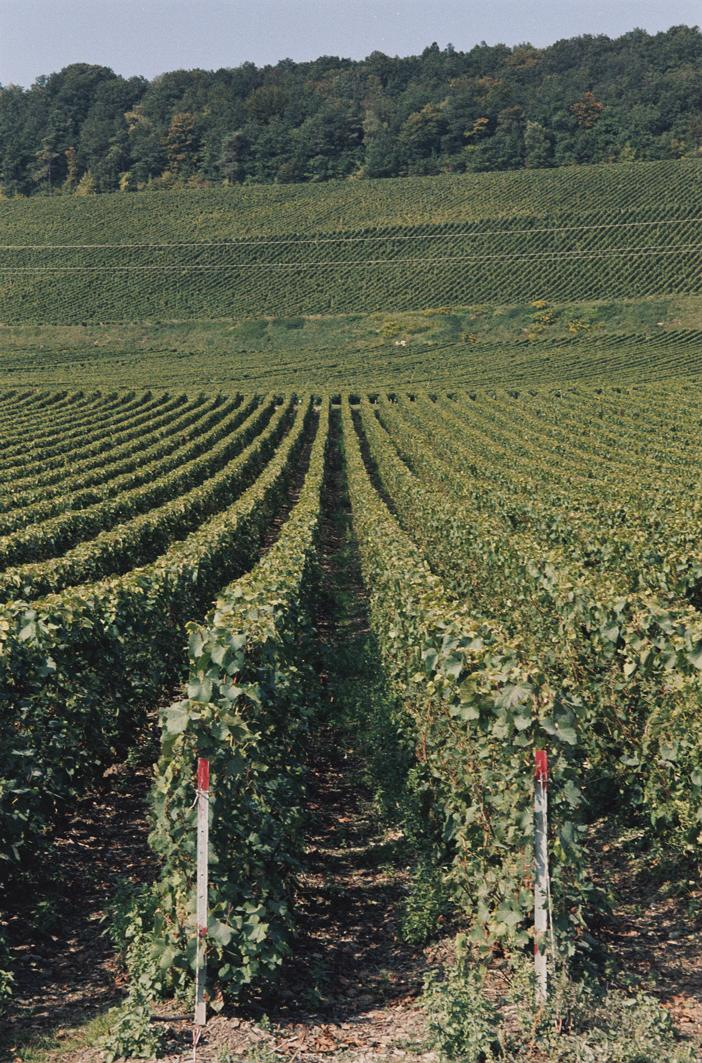
Vignoble en Champagne.

Longtemps, la viticulture fut une spécialité de quelques pays — dont la Grèce, l'Italie, la France, l'Allemagne, l'Espagne et le Portugal — mais aujourd'hui, une cinquantaine de pays peuvent disputer à l'Europe le privilège de planter des vignes et de récolter du vin. La tradition biblique selon laquelle la divinité aurait accordé à Noé échoué sur le mont Ararat le privilège de planter la vigne recouvre une réalité historique puisque les premières vignes cultivées pendant l'Antiquité l'ont été dans le Croissant fertile. Toutefois, les recherches scientifiques ont prouvé que les premières vinifications se sont faites dans l'actuelle Géorgie il y a près de 8 000 ans.
Parmi les nouveaux pays de viticulture, six d'entre eux — Australie, Nouvelle-Zélande, États-Unis, Argentine, Chili et Afrique du Sud — produisent aujourd'hui un quart de la production mondiale (1,6 % au début des années 1980) et continuent à grignoter des parts de marché. La Chine, avec plus de 11 millions d'hectolitres produits en 2005, est septième.
En 2008, la production devrait atteindre 275 millions d'hectolitres (269 millions en 2003), dont 30 millions ne trouveront pas d'acheteurs.

## Zones vitivinicoles mondiales

### Afrique

#### Afrique du Sud

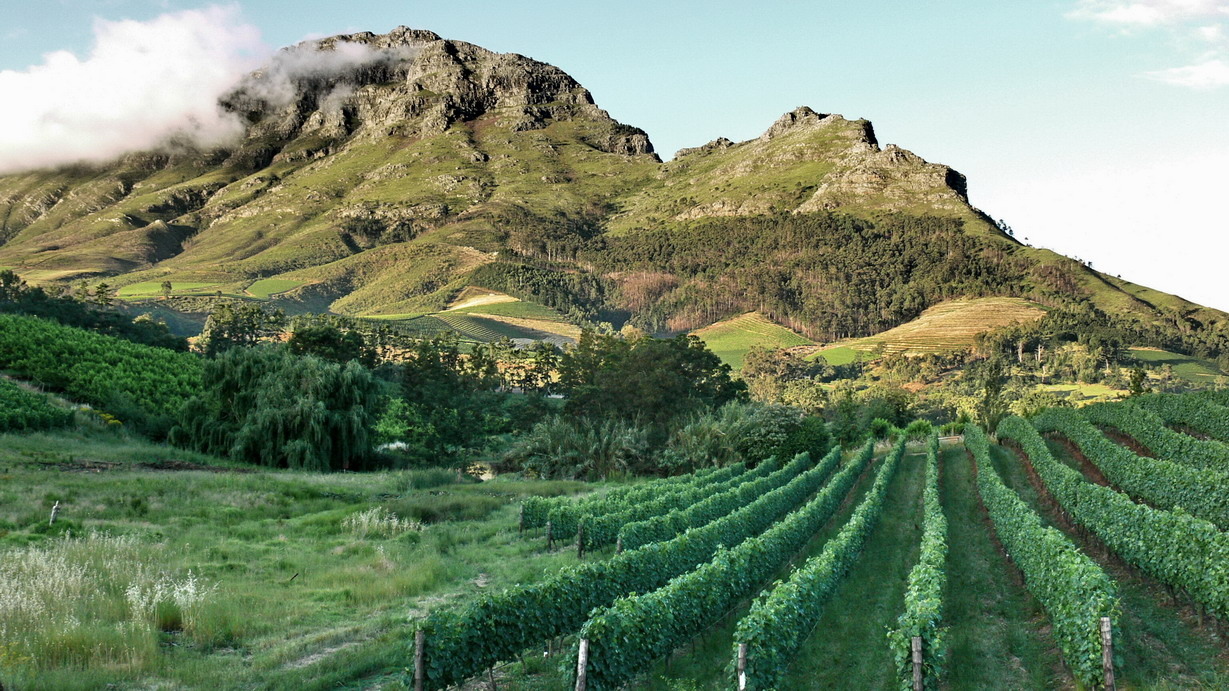
Vignoble de Stellenbosch.

La viticulture en Afrique du Sud s'est développée à partir du XVIIe siècle. Elle a pris son ampleur grâce à l'arrivée de 200 huguenots français. Actuellement[Quand ?], la qualité des vins est très inégale et les rendements varient de 20 à 350 hl/ha. Ce fut Jan van Riebeeck, premier gouverneur d’Afrique du Sud qui ordonna la plantation de vignes provenant de Hollande. Puis Simon Van der Stel créa le domaine de Constancia qui donna naissance à un vin blanc liquoreux réputé dans les cours européennes de la fin du XVIIIe siècle et durant tout le cours du XIXe siècle. Enfin l’arrivée de deux cents huguenots en 1688 issus notamment du Luberon et de Charente chassés de France après la révocation de l’Édit de Nantes et qui s'installèrent dans la vallée de Franschhoek donna une impulsion décisive à la viticulture du Cap.

#### Algérie

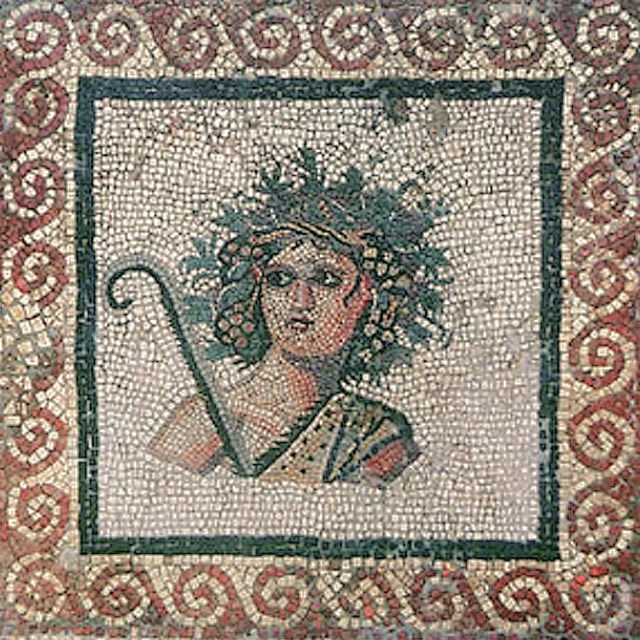
Bacchus jeune, musée archéologique de Cherchell

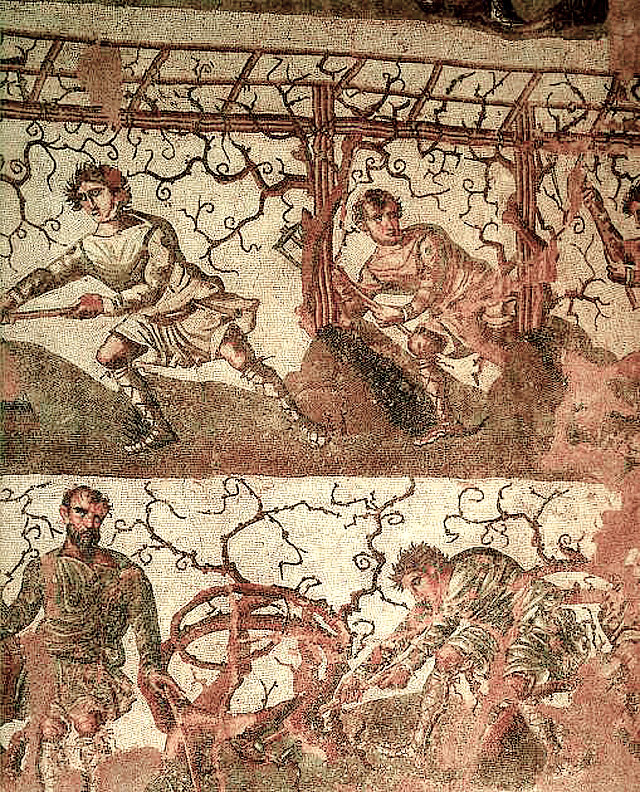
Mosaïque romaine de la série des travaux des champs exposée au musée archéologique de Cherchell

La vigne sauvage (lambrusque) a prospéré dans les collines du littoral où elle poussait en hautain le long des arbres. Elle produisait des petits grains qui furent consommés frais ou séchés par les Berbères. Cette vitis vinifera silvestris se maria aux plants de vitis vinifera sativa importés par les Carthaginois au cap Bon et dans leurs comptoirs côtiers. Ces nouvelles variétés furent à la base d'un encépagement indigène qui a perduré dans les raisins de table, dit kabyles. La colonisation romaine fit de la future Algérie, le grenier à blé de l'Empire. Mais la culture de la vigne ne fut pas absente des cités comme Césarée de Maurétanie (Cherchell), Hippone (Annaba) ou Cuicul (Djemila). Nombre de mosaïques l'attestent.
Au VIIe siècle, l'invasion arabe mis à mal la viticulture de cuve qui céda officiellement la place à celle des raisins de table. Mais dans certaines tribus berbères où l'Islam eut du mal à s'implanter, des vignobles continuèrent à fournir des vendanges à la vinification. Paul Birebent explique : « De nombreux voyageurs racontent avoir trouvé dans les fondouks des vins de dattes, de miel et de raisins secs et un vin très doux obtenu à partir de raisins bouillis et fermentés ». De leur côté, les juifs continuaient à vinifier le vin casher. Les Espagnols, s'installant en Oranie, y relancèrent la culture de la vigne. De plus, une clientèle existait sur place pour ces vins locaux. Elle allait des janissaires turcs aux esclaves chrétiens, des Espagnols des presidios aux membres des consulats, des négociants européens aux équipages des navires marchands.
À l'époque de la colonisation française, le vignoble algérien a atteint 396 000 hectares pour une production annuelle de vin allant jusqu'à 18 millions d'hectolitres. Depuis l'indépendance du pays en 1962, la plus grande partie de ce vignoble a été arrachée.

#### Cap-Vert

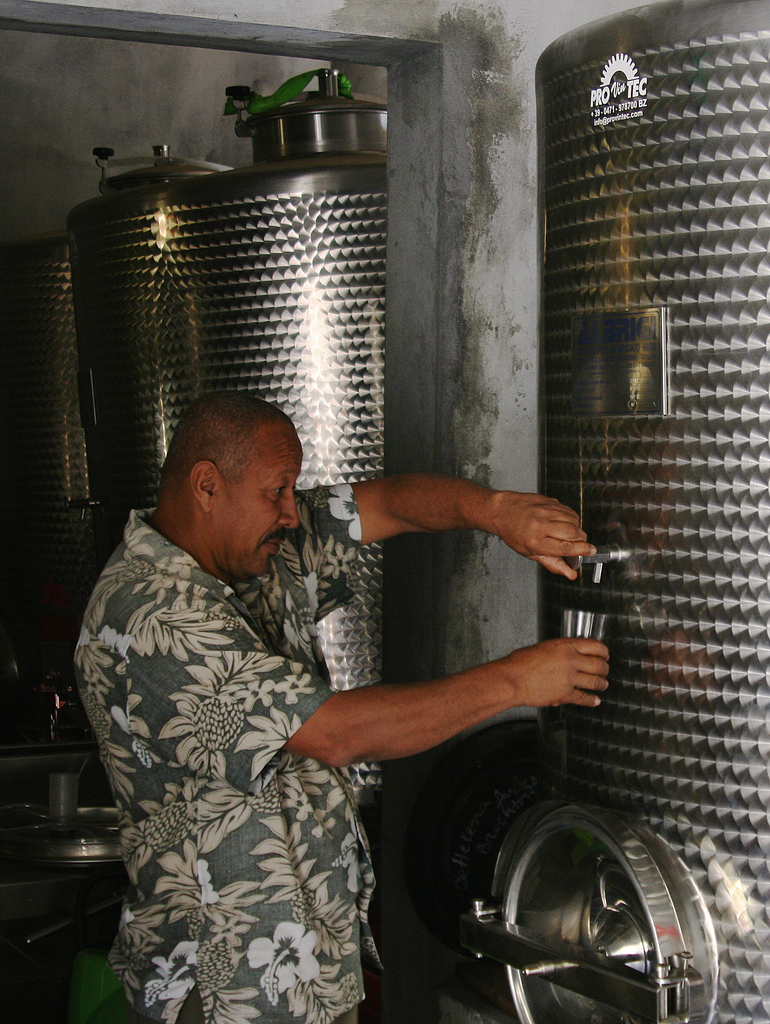
Cave moderne dans la Chã das Caldeiras

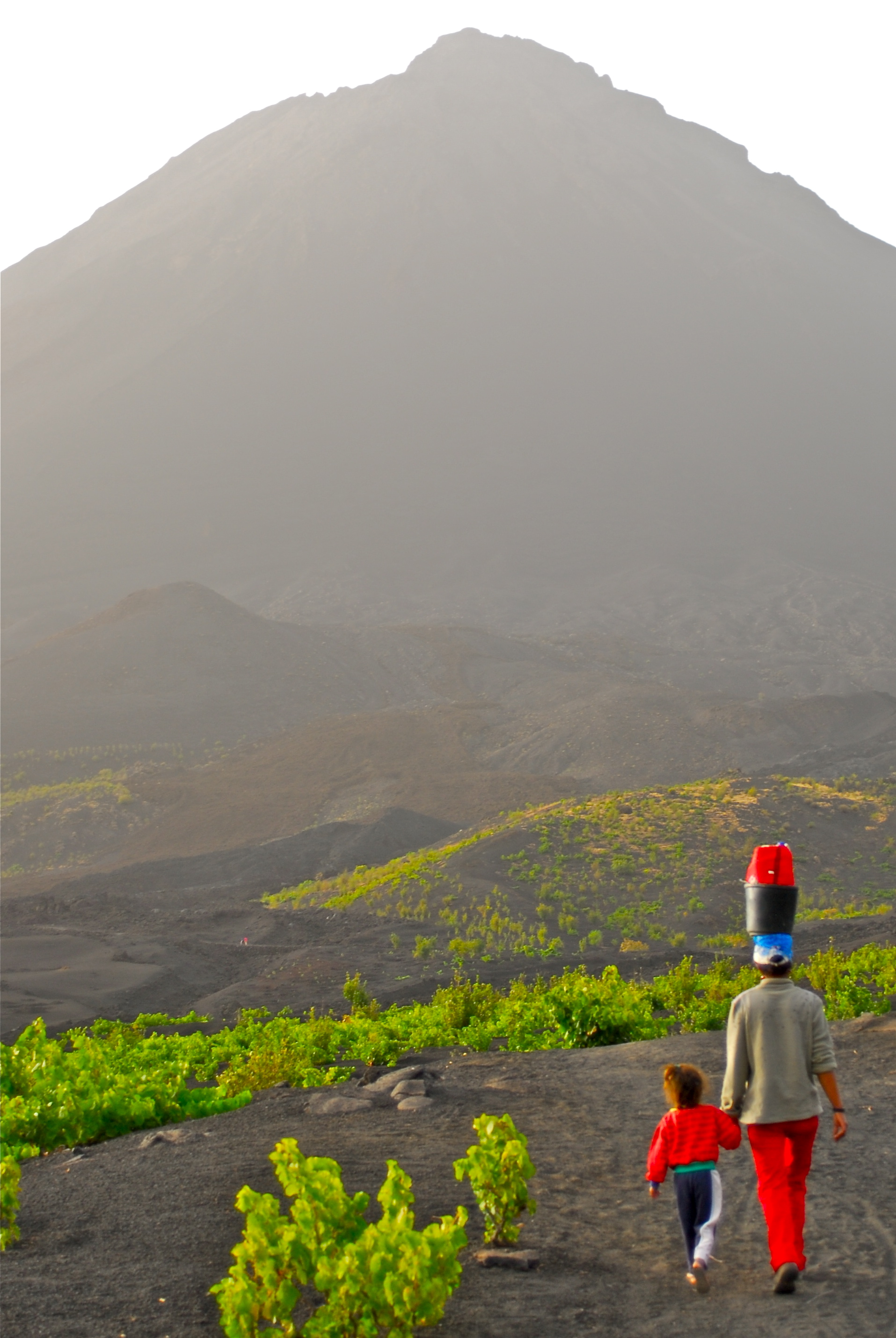
Vignes et volcan dans la Chã das Caldeiras

La viticulture au Cap-Vert est l'une des plus proches de l’équateur. Elle se cantonne sur l’île de Fogo, dans la caldeira de Chã das Caldeiras, au pied du Pico do Fogo. Les vins rouges sont corsés et riches en couleurs. Le vin rouge a une couleur foncée avec des nuances de violet. Les arômes dégagent des notes de petits fruits noirs comme le cassis ou la mûre. Cette sensation est enrichie avec des nuances de poivre et de noix de muscade. Le vin blanc, élaboré à partir de raisins muscat locaux, possède une robe limpide aux reflets dorés. De goût frais, il dégage des arômes d'agrumes comme le pamplemousse. Le vin rosé possède une robe couleur rose élégante et possède des arômes de petits fruits rouges comme les groseilles et les fraises. Le vin de paille, dit passito, est élaboré avec la même variété de raisin muscat que le blanc. Il possède une robe ambre foncé et dégage des arômes des figues, de fruits secs, de raisins secs, de pruneaux et de dattes.

#### Égypte

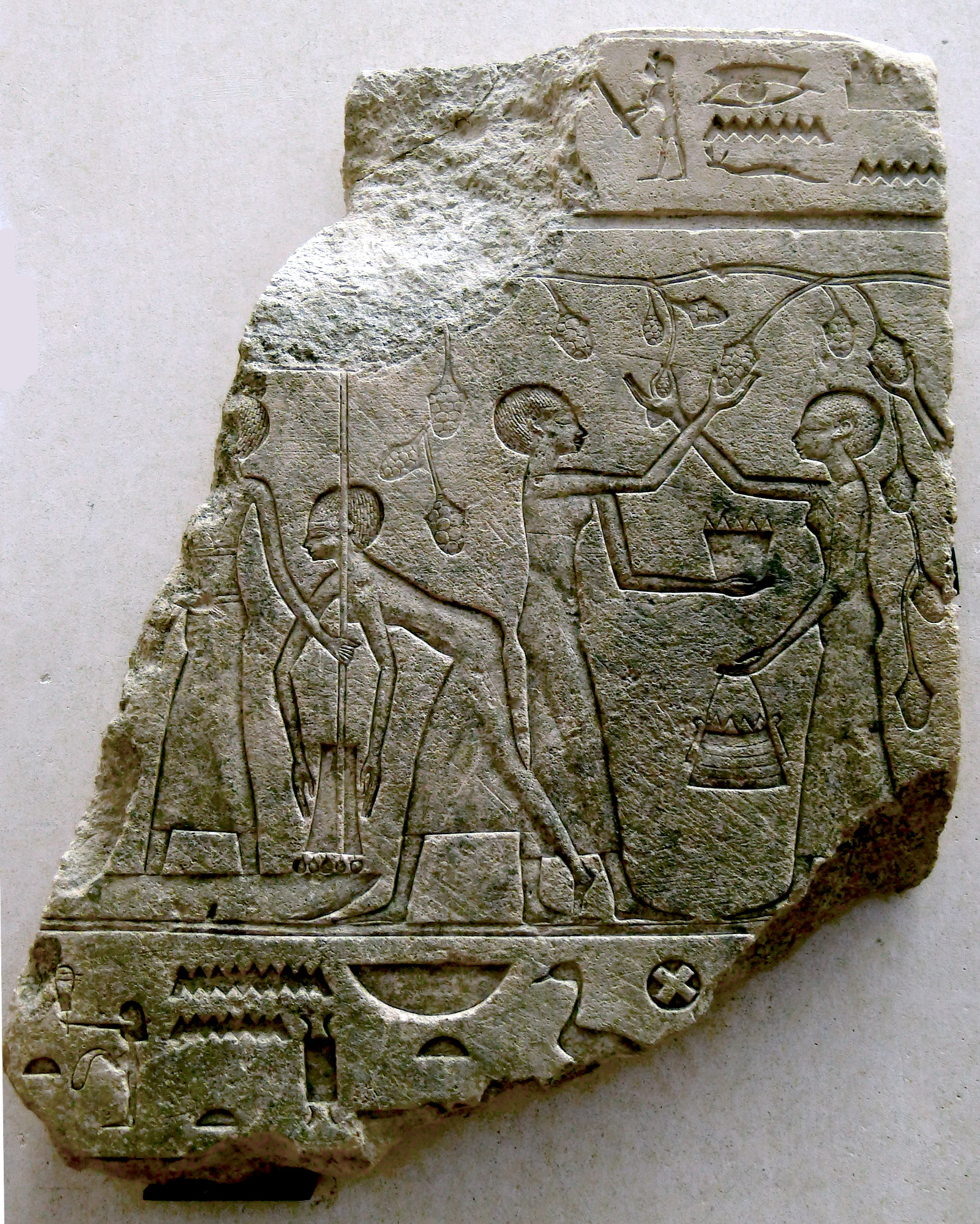
Vendanges dans l’Égypte ancienne (av. J.-C.)

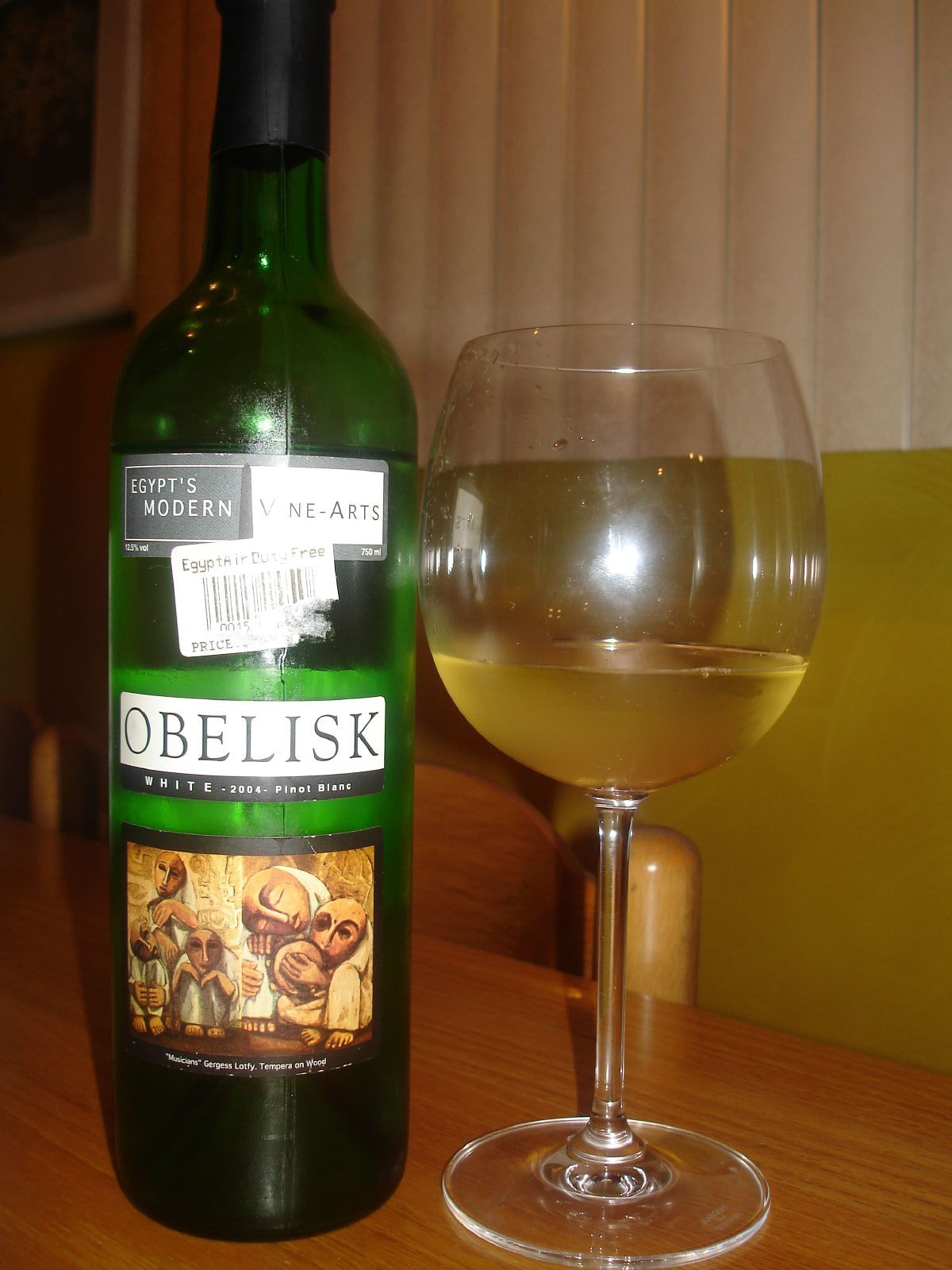
Vin égyptien

La viticulture en Égypte, si elle n'est pas la plus ancienne du monde, est celle sur laquelle nous possédons le plus de renseignements. Sous les pharaons, les fouilles menées dans les tombeaux de la période prédynastique jusqu'à l'Égypte gréco-romaine, ont donné des renseignements précieux sur la vigne et son type de conduite en hautain, l'implantation des vignobles dans le delta du Nil jusque dans les oasis, la façon de vinifier (foulage et pressurage), etc. Si les domaines viticoles furent longtemps le monopole des souverains et des temples, les fouilles archéologiques ont mis en évidence sa démocratisation au fil des siècles, des membres de la cour royale devenus propriétaires à la concession faite par les prêtres aux particuliers de vignobles moyennant une redevance. Les textes des premiers historiens de l'Antiquité nous renseignent aussi sur le rôle du vin dans la société. Il passa petit à petit de l'offrande réservée aux dieux à une boisson royale puis devint celles des nantis ainsi que celle des catégories sociales privilégiées comme l'armée ou des corporations d'ouvriers qui en recevaient en prime. Il était aussi omniprésent dans certaines fêtes en particulier celles d'Osiris, dieu du vin, et donna lieu à des beuveries dont les fresques et les bas-reliefs gardent la mémoire. Devenue chrétienne, l'Égypte continua à cultiver la vigne et à boire son vin. Son islamisation, si elle permit de conserver son vignoble pour le raisin de table (muscat d'Alexandrie), n'autorisa la consommation de vin qu'aux seuls Coptes et Juifs. Une importante parenthèse eut lieu sous les Abbassides qui donnèrent licence à leurs sujets musulmans de boire du vin. La période moderne et la venue des premiers touristes européens a été marquée par une tentative de modernisation du secteur viti-vinicole. Sous l'impulsion d'un homme d'affaires grec, dès 1882, un nouveau vignoble fut créé de toutes pièces, ses vins connurent leur apogée ente 1930 et la fin de la Seconde Guerre mondiale. Ce vignoble nationalisé, en 1966, par Nasser, fut privatisé en 1999, mais ses vins ne correspondaient plus au goût européen. Dès le début du XXIe siècle, des nouveaux producteurs s'installèrent et mirent sur le marché des vins de qualité grâce à l'introduction de cépages qualitatifs adaptés au climat. La parenthèse du gouvernement des frères musulmans ne porta pas ombrage à cette production, car en dépit des proclamations de principe sur l'interdiction du vin, une première tentative fut abolie pour ne pas faire fuir les touristes fournisseurs de devises.

#### Maroc

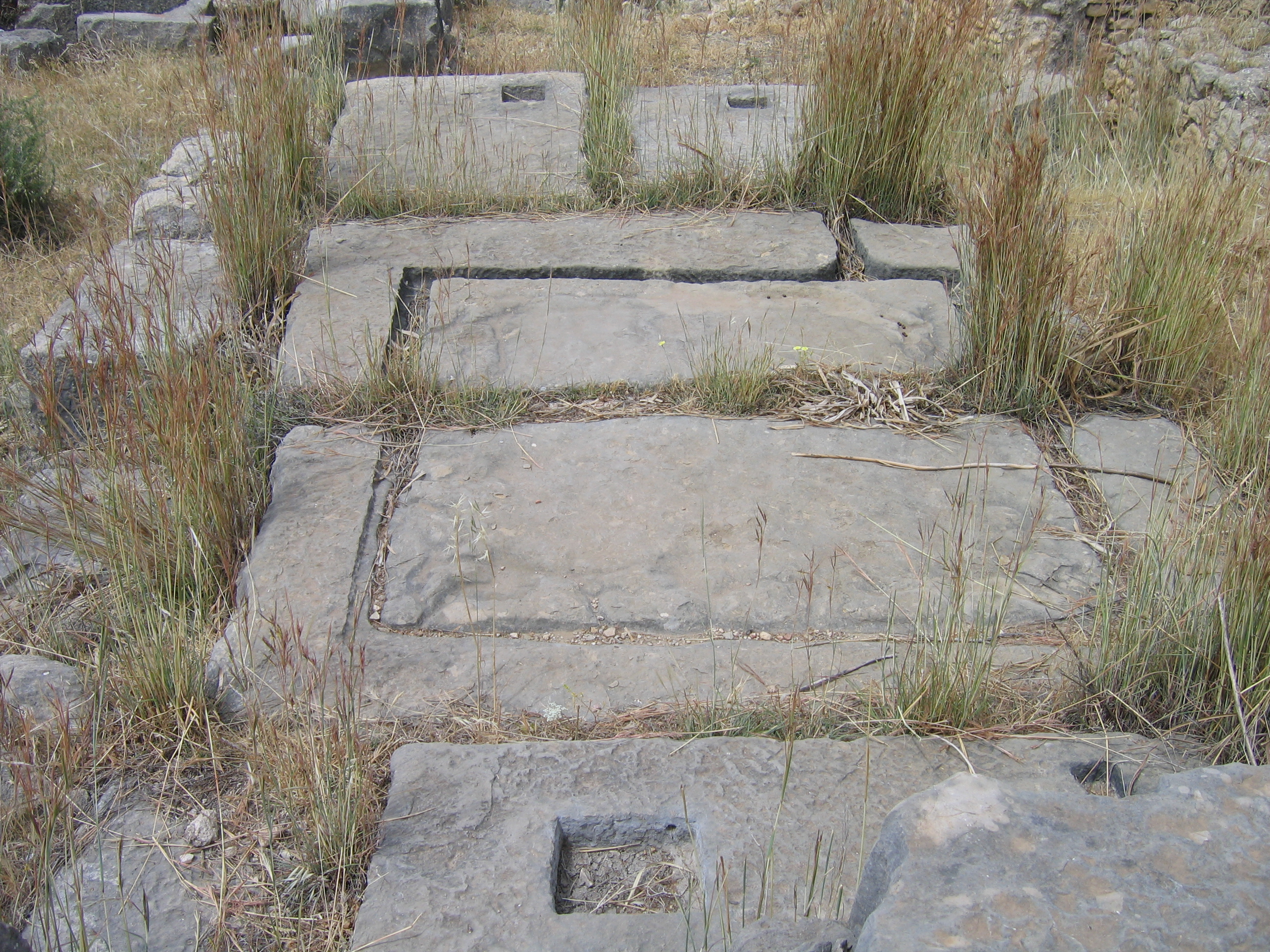
Soubassement d'un pressoir à vin à Volubilis

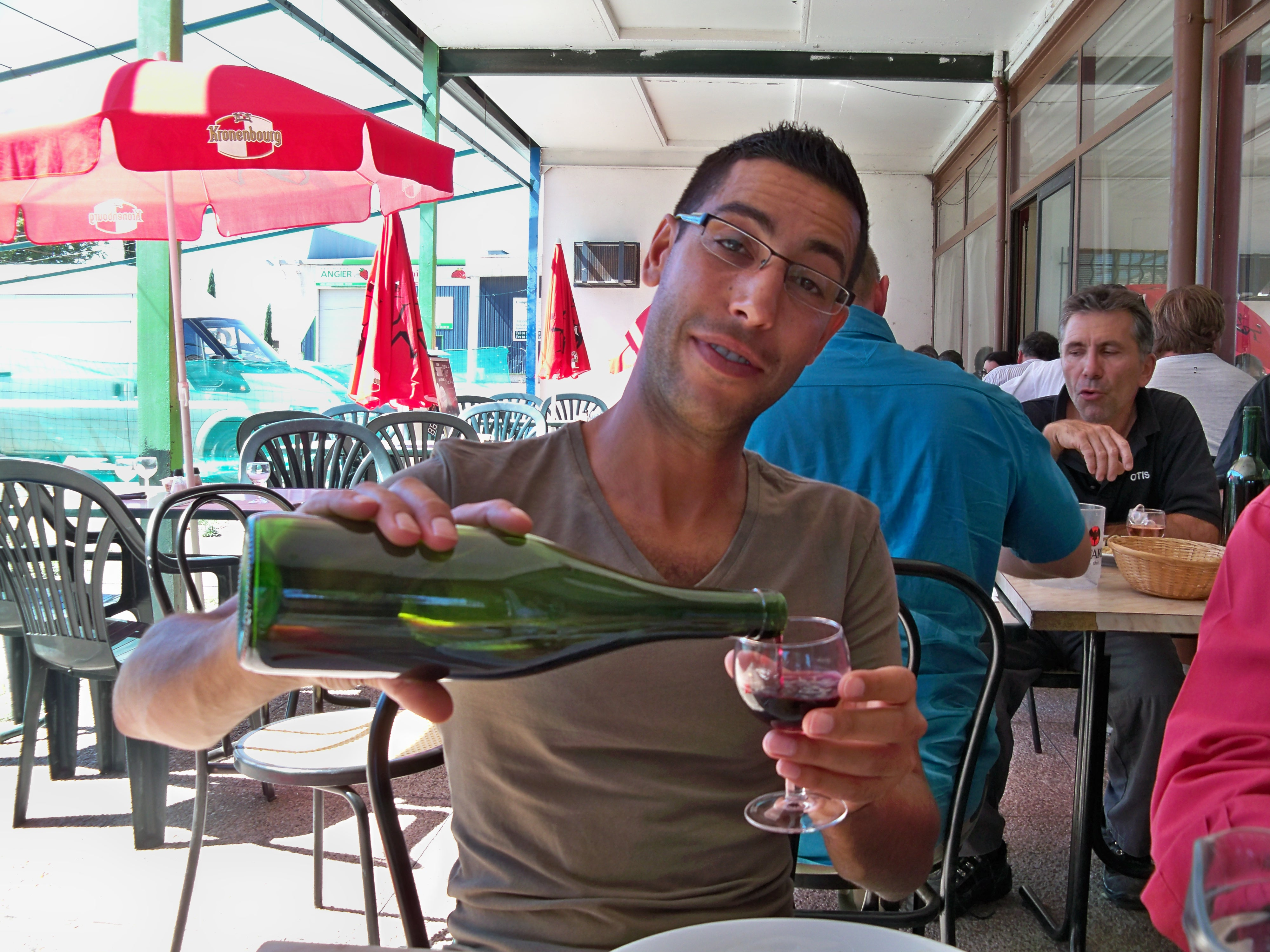
Dégustation à Fès

La viticulture au Maroc et la plantation des premiers vignobles remonte aux Phéniciens et à la colonisation romaine. Sous l'Antiquité, le grand centre de production viti-vinicole était concentré autour de Volubilis. Depuis l'indépendance, la viticulture a beaucoup réduit son emprise pour des raisons aussi bien culturelles que religieuses ; 12 000 hectares étaient cultivés en l'an 2000. Le laboratoire officiel d’analyses et de recherches chimiques pour le vin est localisée à Casablanca. Aujourd'hui, le Maroc fait partie des États membres de l'organisation internationale de la vigne et du vin. En 2008, le pays a produit 35 millions de bouteilles.

#### Namibie

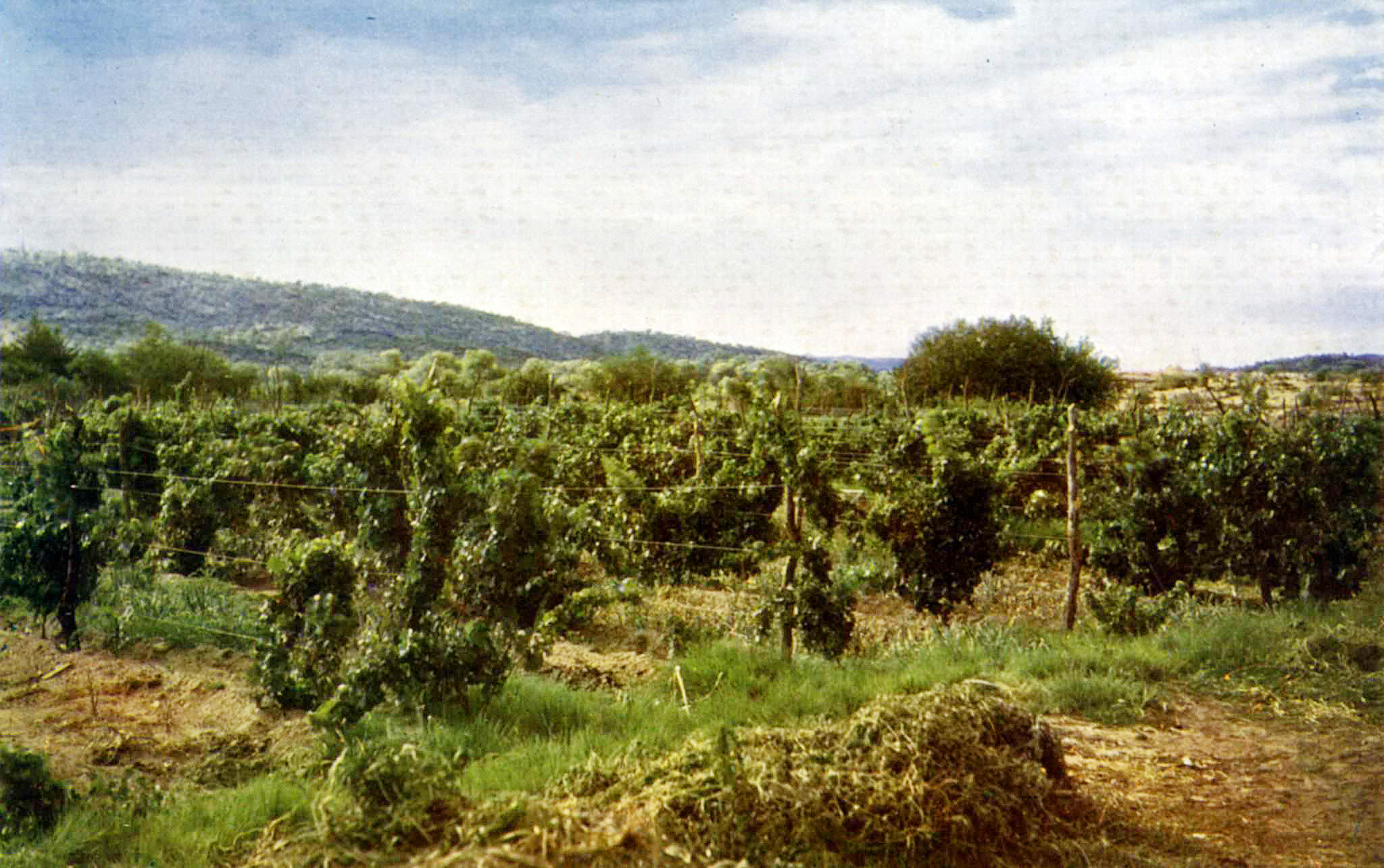
Vignoble de la Ferme Ludwig (début XXe siècle)

La viticulture en Namibie débuta avec la colonisation allemande en 1884. Les premières vignes sont plantées par des prêtres catholiques allemands dans le faubourg de Klein Windhoek situé à l'est de la capitale, Windhoek. Les prêtres produisaient un vin blanc ainsi qu'un schnaps, lequel était connu sous le nom approprié de « Katholischer ».
Dans les années 1990, année de l'indépendance du pays, plusieurs hectares de vignes furent replantés près d'Omaruru, de Maltahoehe et d'Otavi.

#### Tunisie

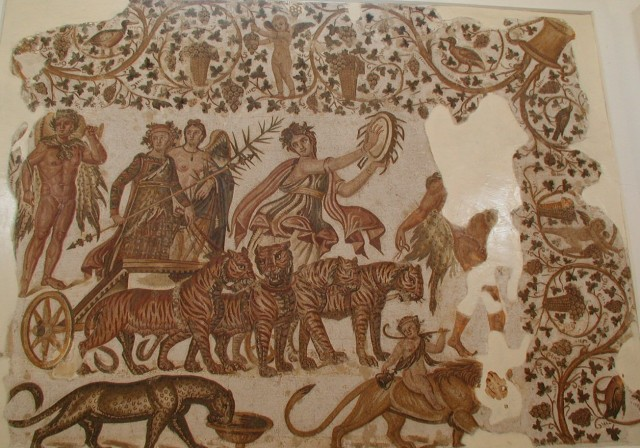
Mosaïque du Triomphe de Bacchus au Musée de Sousse.

La viticulture en Tunisie a une longue tradition qui a débuté dans l'Antiquité comme dans beaucoup d'autres pays du bassin méditerranéen, grâce aux Phéniciens et, dans ce cas spécifique, grâce aux Carthaginois. L'agronome Magon, qui vit dans la Carthage phénicienne, note dans son traité d'agronomie viticole, des pratiques qui sont toujours en vigueur de nos jours. La colonisation romaine fut à l'origine de la création de nombreuses villæ rustica consacrées uniquement à la culture de la vigne. Avec l'arrivée d'un pouvoir musulman dès le VIIe siècle et l'indépendance de la Tunisie en 1956, la viticulture n'a jamais disparu et cette branche de l'agriculture a une importance réelle dans l'économie de la Tunisie.

### Europe

#### Albanie

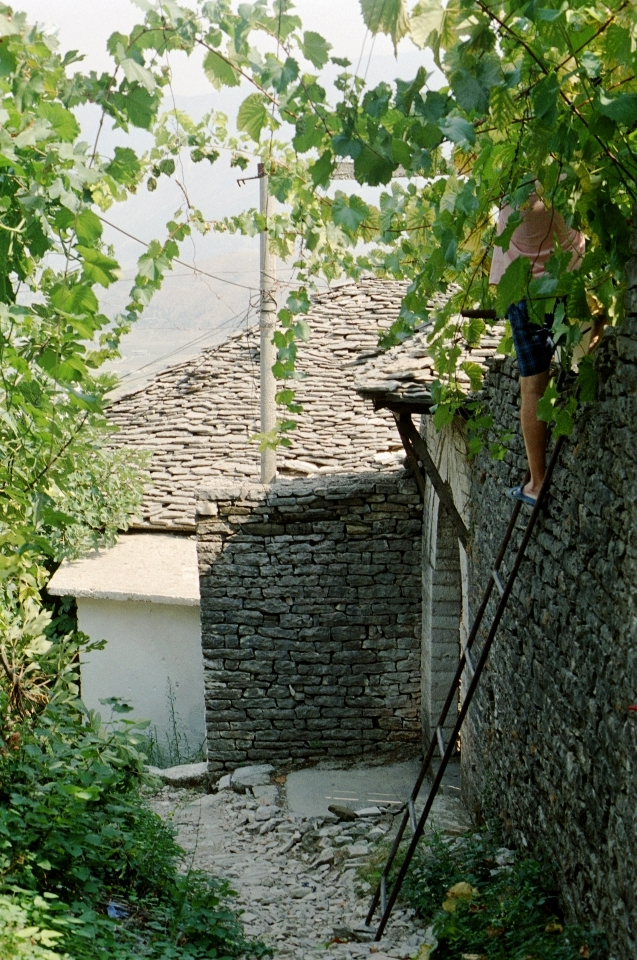
Vendanges à Gjirokastra

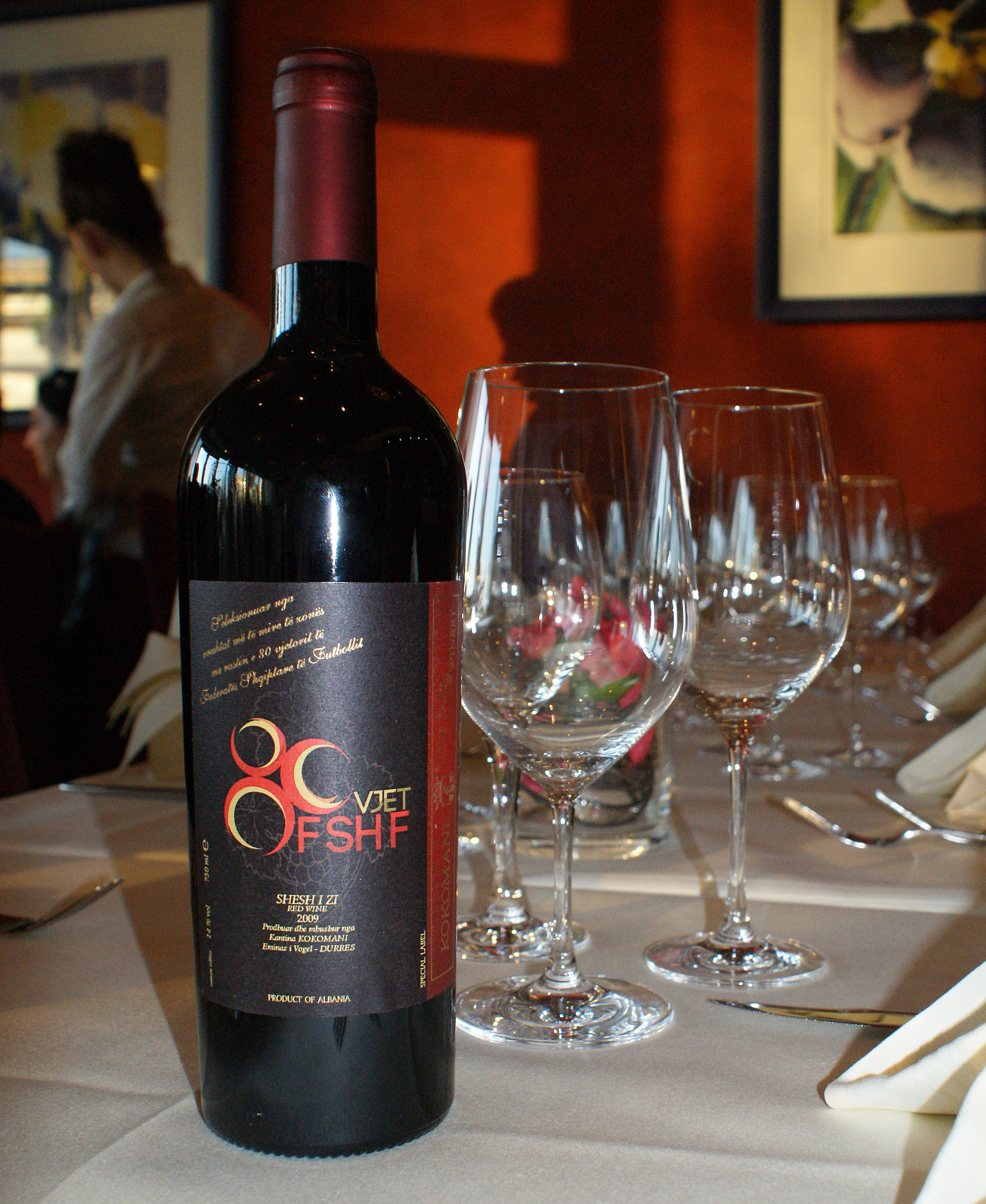
Bouteille de Sheshi i Zi

L'Albanie, tout comme les îles Ioniennes de la Grèce et le sud de la Dalmatie dans l'actuelle Bosnie-Herzégovine, semble avoir été le dernier refuge européen de la vigne après l'ère glaciaire. C'est ce qu'a pu déterminer le professeur Henri Enjalbert lors de ses travaux et ses recherches.
Les premières références d'une viticulture en Illyrie datent du VIIIe siècle av. J.-C. Sous la colonisation romaine, les auteurs latins citent l'Illyrie comme pays d'origine d'une vigne à haut rendement introduite en Italie.
Mais la production de vin, sous l'influence de l'Islam, ne perdura pas au-delà du XVIIe siècle. Pendant le demi-siècle de régime soviétique, le vignoble reprit sa progression pour atteindre 20 000 hectares. Sur cette superficie, 14 000 hectares étaient consacrées aux cépages de cuve. Actuellement[Quand ?], les principaux cépages locaux sont le Shesh i bardhe, pour les vins blancs, et le Shesh i zi, pour les vins rouges. Ils représentent 35 % de l'encépagement et tirent leur nom du village de Shesh, qui se situe à 15 kilomètres de Tirana. Avec de faibles rendements, le premier dégage au nez des arômes floraux et le second produit des rouges de garde.

#### Arménie

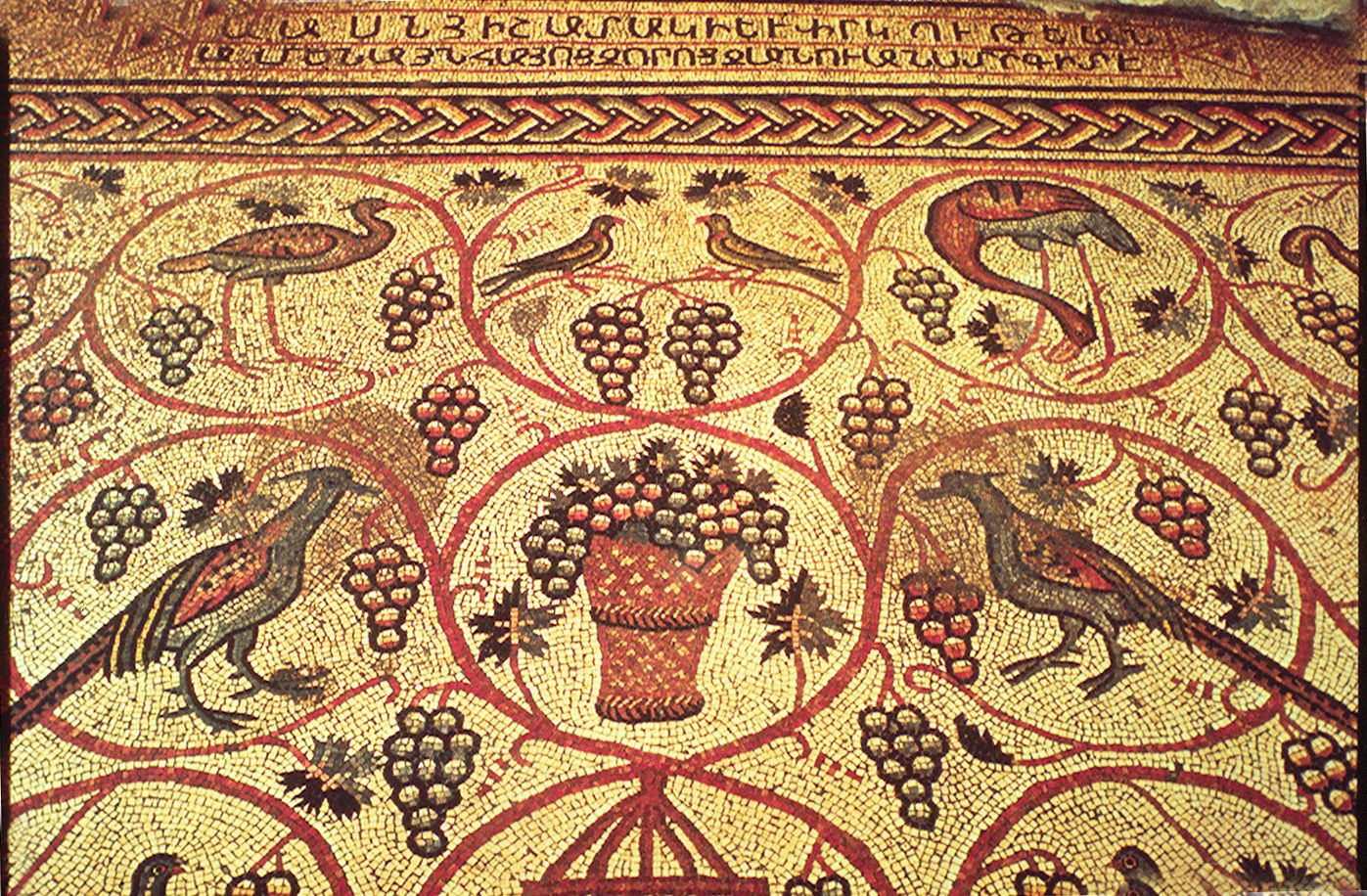
Mosaïque arménienne

La viticulture en Arménie est l'une des plus anciennes du monde. Elle fait partie avec celle de la Géorgie voisine de cette Transcaucasie, un des lieux d'origine de la vigne où la vigne sauvage (Vitis vinifera subsp. sylvestris) muta en vigne cultivable (vitis vinifera subsp. sativa) et où eurent lieu les premiers foulages du raisin pour obtenir du vin. Se basant sur les plus récentes découvertes archéologiques, des auteurs comme Alexis Lichine situent en Arménie la « patrie du raisin », tandis que Hugh Johnson ne manque pas de souligner que ce lieu d'origine de la vigne cultivée est en même temps celui où le mont Ararat sert de frontière septentrionale entre la Turquie et l'Arménie occidentale. Lieu où la légende biblique fait planter la vigne par la patriarche Noé à la fin du Déluge.
Au cours de l'année 2007, une équipe composée de vingt-six archéologues irlandais, américains et arméniens a fouillé un site, proche de la rivière Arpa, près de la communauté d’Areni. Dans une caverne composée de trois chambres, ils ont trouvé un crâne contenant encore son cerveau, des traces de cannibalisme ainsi que des vases emplis de pépins de raisin permettant de supposer qu'en ce lieu, il y a 6 000 ans, aurait eu lieu la plus ancienne vinification au monde.
Cette découverte dans le Vayots Dzor, région arménienne au sud du pays, de pépins de raisin, en 2007, a incité la National Geographic Society à financer une nouvelle campagne au cours de l'année 2010. Les fouilles archéologiques, faites sur le site Areni-1 ont mis au jour un complexe de vinification daté de 6 100 avant notre ère. Découverte qui permet d'établir avec certitude que le berceau de la vigne et du vin se situe actuellement en Arménie.

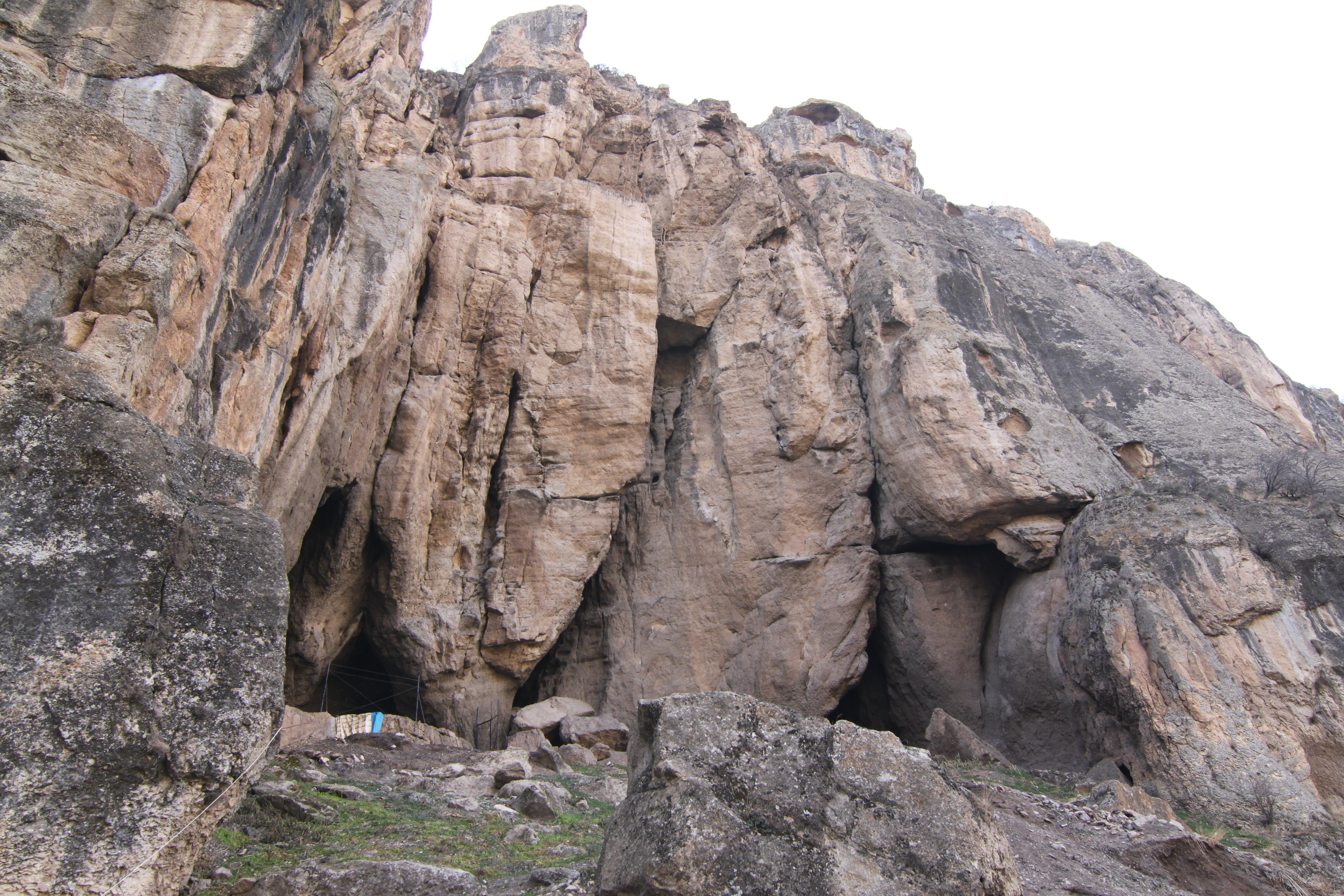
Entrée du site Areni-1

Une équipe internationale d'archéologues a retrouvé les traces et les équipements d'une vinification sur un site de 700 mètres carrés. Ce complexe de vinification correspond à la période du chalcolithique. Ils ont identifié un fouloir et une cuve de fermentation en argile abrités dans une grotte. Ce sont les plus anciens connus à ce jour, a indiqué le 11 janvier 2011, Gregory Areshian, de l'Institut d'Archéologie Cotsen à l'UCLA, codirecteur des fouilles. Il considère aussi que c'est l'exemple le plus complet de production vinicole au cours de la Préhistoire,.
Outre fouloir et cuve, ont été identifiés des pépins, des reliquats de grappes pressées, des sarments de vigne desséchés, des tessons de poterie, une tasse ouvragée dans une corne et un bol cylindrique servant à boire le vin ,. Le fouloir, un bassin d’argile d'un mètre carré et de 15 centimètres de profondeur, possédait un conduit pour permettre au jus de raisin de se déverser dans la cuve de fermentation. Profonde de 60 cm de profondeur, celle-ci pouvait contenir de 52 à 54 litres de vin,.
Ce complexe a été découvert dans les montagnes du sud-est de l'Arménie, dans une grotte dénommée Areni-1, du nom du village proche et toujours renommé pour sa production viticole. Cette grotte est située dans une gorge profonde dans la région de Vayots Dzor. Ces premiers vignerons de l'humanité pourraient être les ancêtres des peuples Kouro-Araxes, une ancienne civilisation du Caucase,. Ce site de vinification était entouré de dizaines de tombes, faisant penser que le vin pourrait avoir joué un rôle cérémonial. L'idée que cette population ne devait pas boire uniquement du vin lors des inhumations mais aussi dans la vie courante a été avancée. Mais aucune trace de cette consommation à l’extérieur de la grotte n'a jusqu'à présent été prouvée,.
Par contre, il est sûr pour les paléo-botanistes que les pépins sont du type vitis vinifera vinifera, variété de vigne qui produit les plus grands vins de nos jours,. La vigne, à l'origine sauvage et identifiée comme vitis vinifera silvestri, avait donc été domestiquée il y a six millénaires, passant de la lambrusque à l’état de raisin de cuve. « De toute évidence, les raisins étaient écrasés avec les pieds comme cela a été fait très longtemps dans toutes les régions de production viticole », a précisé Gregory Areshian,.

#### Allemagne

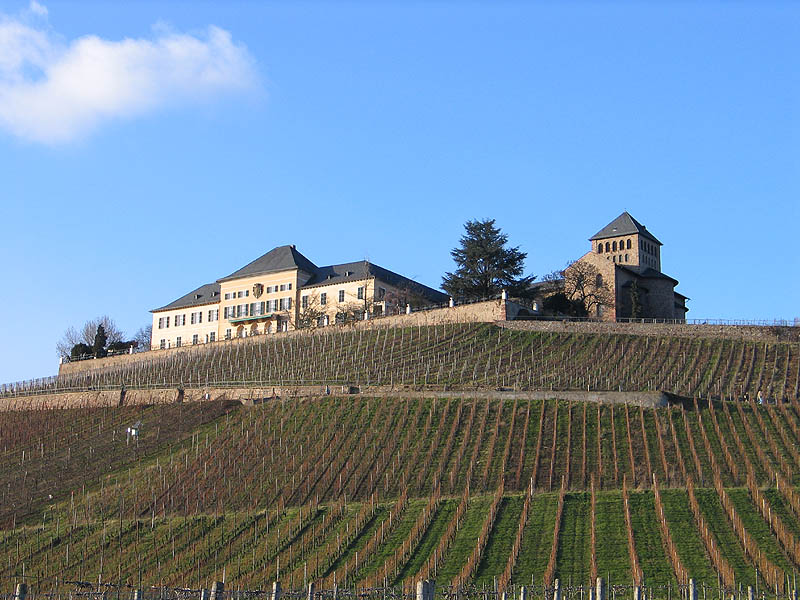
Le Johannisberg, région du Rheingau, en Allemagne (Domaine Johannisberg).

La viticulture en Allemagne connaît une longue tradition. Les premiers vignobles y ont été plantés du temps des Romains, malgré un climat difficile pour la vigne, puis à l'époque de l'empereur Charlemagne et durant tout le Moyen Âge. Ils se sont développés sur les coteaux escarpés des cours d'eau, essentiellement de la partie occidentale du pays, sur les rives orientées au sud et protégées des vents. Les vignobles en Allemagne s'étendent sur 100 000 hectares dont 65 % sont réservés aux raisins blancs. Avec dix millions d'hectolitres produits en 2003, l'Allemagne est le huitième producteur mondial de vin et le quatrième de l'Union européenne. La fraîcheur des climats rend difficile l'obtention d'une maturité satisfaisante des raisins. L'emplacement des parcelles est donc primordial et ce sont en général des vins légers et fruités.

#### Autriche

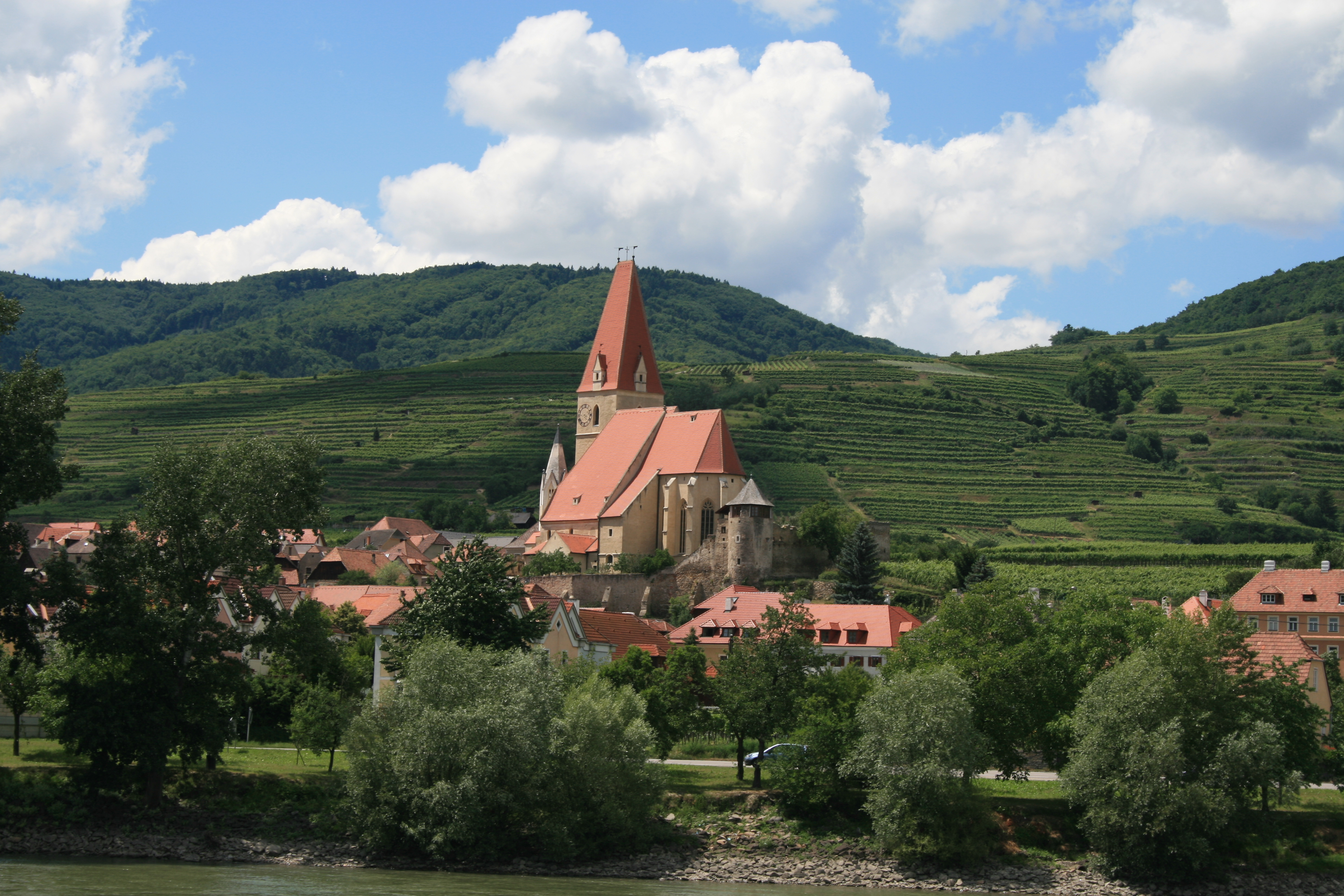
Le vignoble en terrasses de la Wachau, le long du Danube

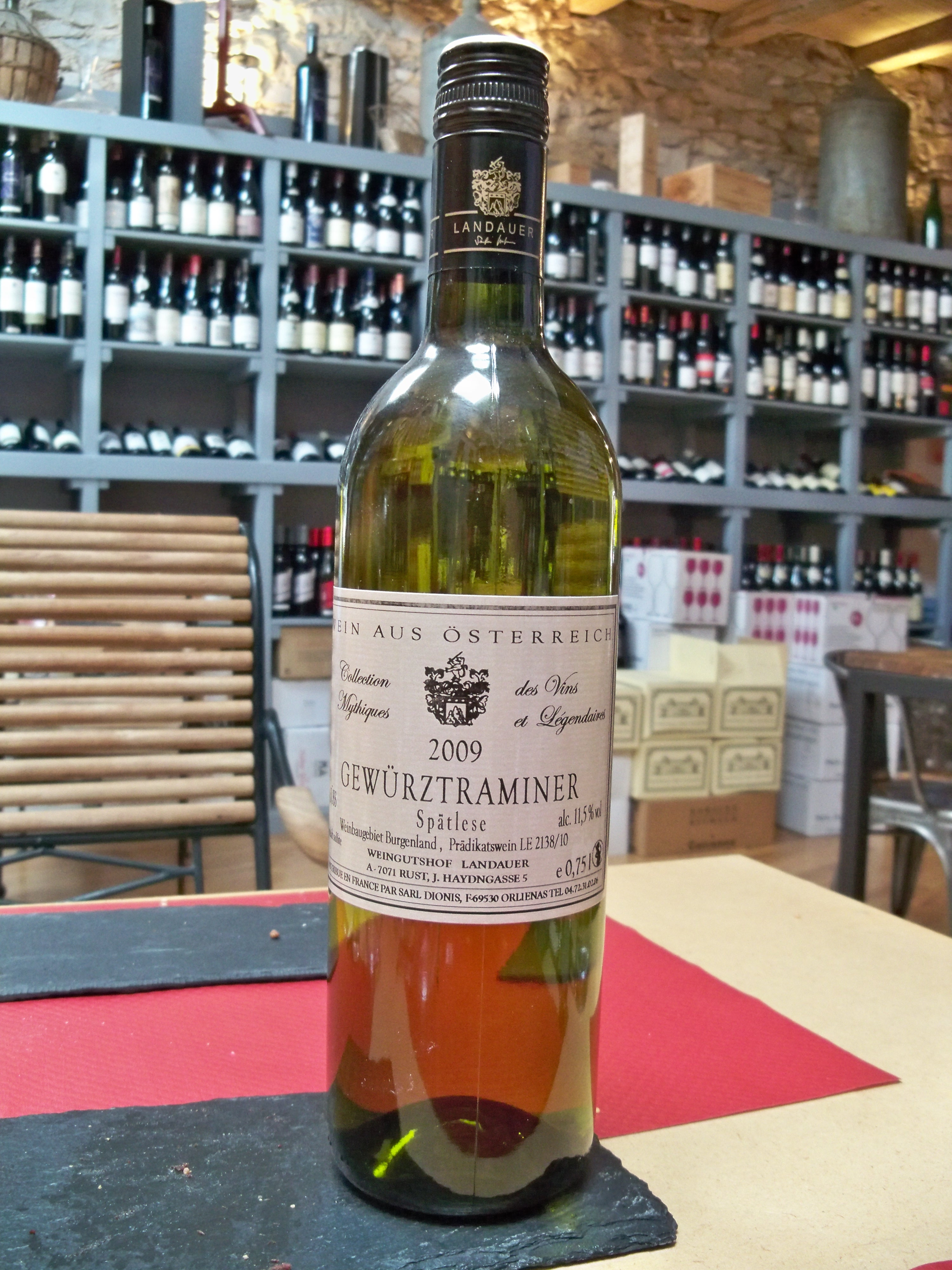
Le cépage Gewürztraminer d'Autriche, littéralement Traminer épicé

La viticulture en Autriche remonte à la plus haute Antiquité. La vigne y était cultivée avant la domination des Romains. Sa production actuelle tourne autour de 3 millions d'hectolitres avec 83 % de vin blanc souvent élaborés à base du cépage Grüner Veltliner. Les vins rouges assemblent les variétés Blaufränkisch (également connu sous le nom Lemberger ou Kékfrankos), pinot noir et Zweigelt. La viticulture autrichienne a été ébranlée, en 1985, par le scandale des vins traités à l'antigel par certains négociants. Ce qui a contraint l'Autriche à délaisser la commercialisation du vin en vrac et de se repositionner en tant que producteur de vins haut de gamme qui soutiennent la comparaison avec la production mondiale de qualité.

#### Belgique

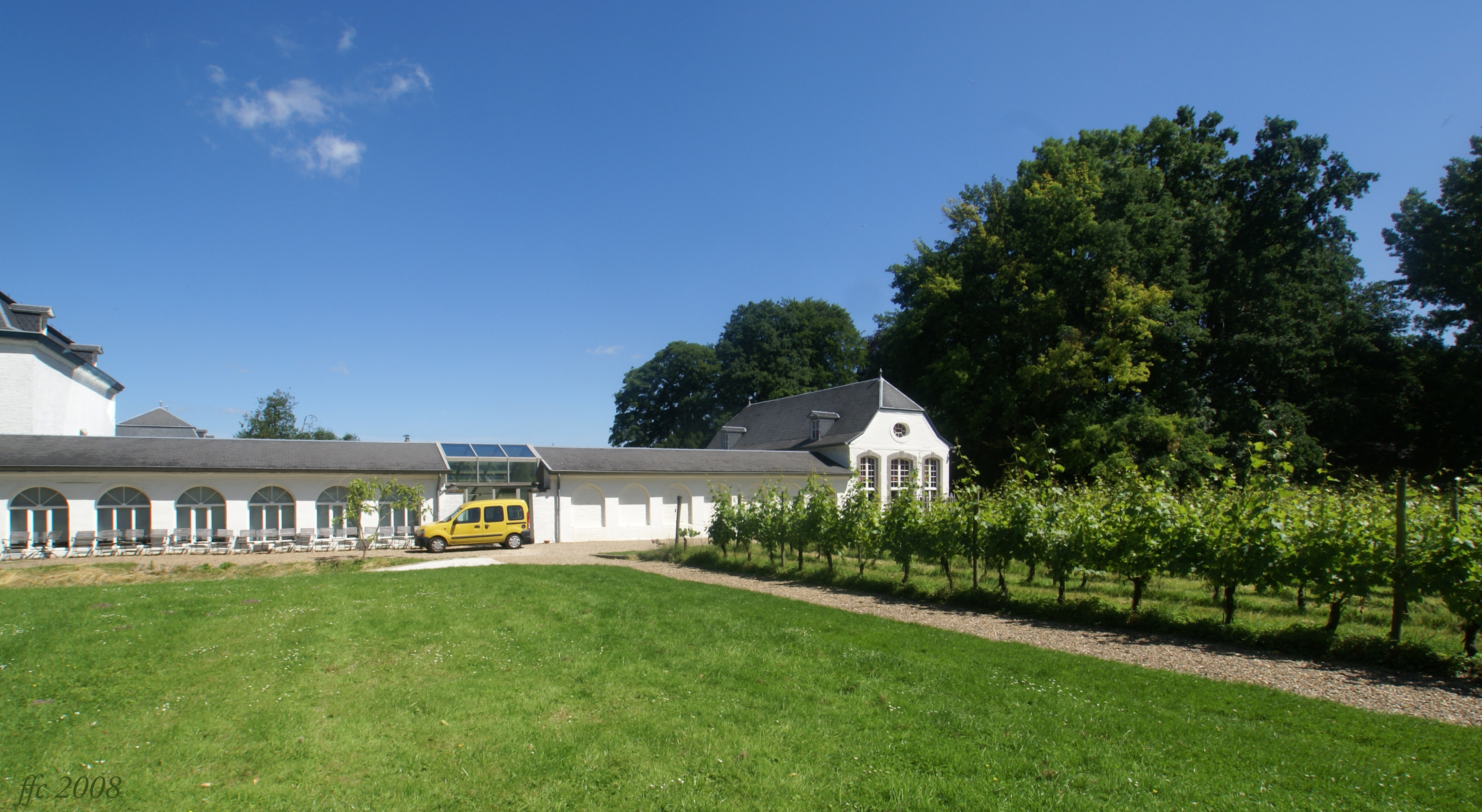
Orangerie et vignoble du château d'Elderen.

La viticulture en Belgique est apparue au Moyen Âge aux alentours du IXe siècle. Mais l'on sait que des vignobles étaient déjà bien implantés à Amay : le vignoble de Vivegnis, au Nord de Liège, était déjà réputé comme ancien au IXe siècle ainsi que le vignoble hutois qui appartenait en partie à l’évêque de Liège. Les bords de la Meuse étaient des lieux fort cultivés car ils présentaient des coteaux bien exposés. Au XIVe siècle, chaque ville possédait son propre vignoble que ce soit à l’intérieur ou à l’extérieur des murs d’enceinte. Toutes ces villes (Tournai, Louvain, Bruxelles, Bruges, Gand, Thuin, Hal, Dinant, Namur, Tongres, Huy, Liège) ont laissé des traces de leur vignoble grâce à certaines toponymies locales telles que Wijnberg, « mont des vignes », Wijngaard, « aux vignes », Vivegnis, Vinalmont. Après avoir complètement disparu au XVIIIe siècle, lors du petit âge glaciaire, la viticulture belge est en pleine renaissance.

#### Bosnie-Herzégovine

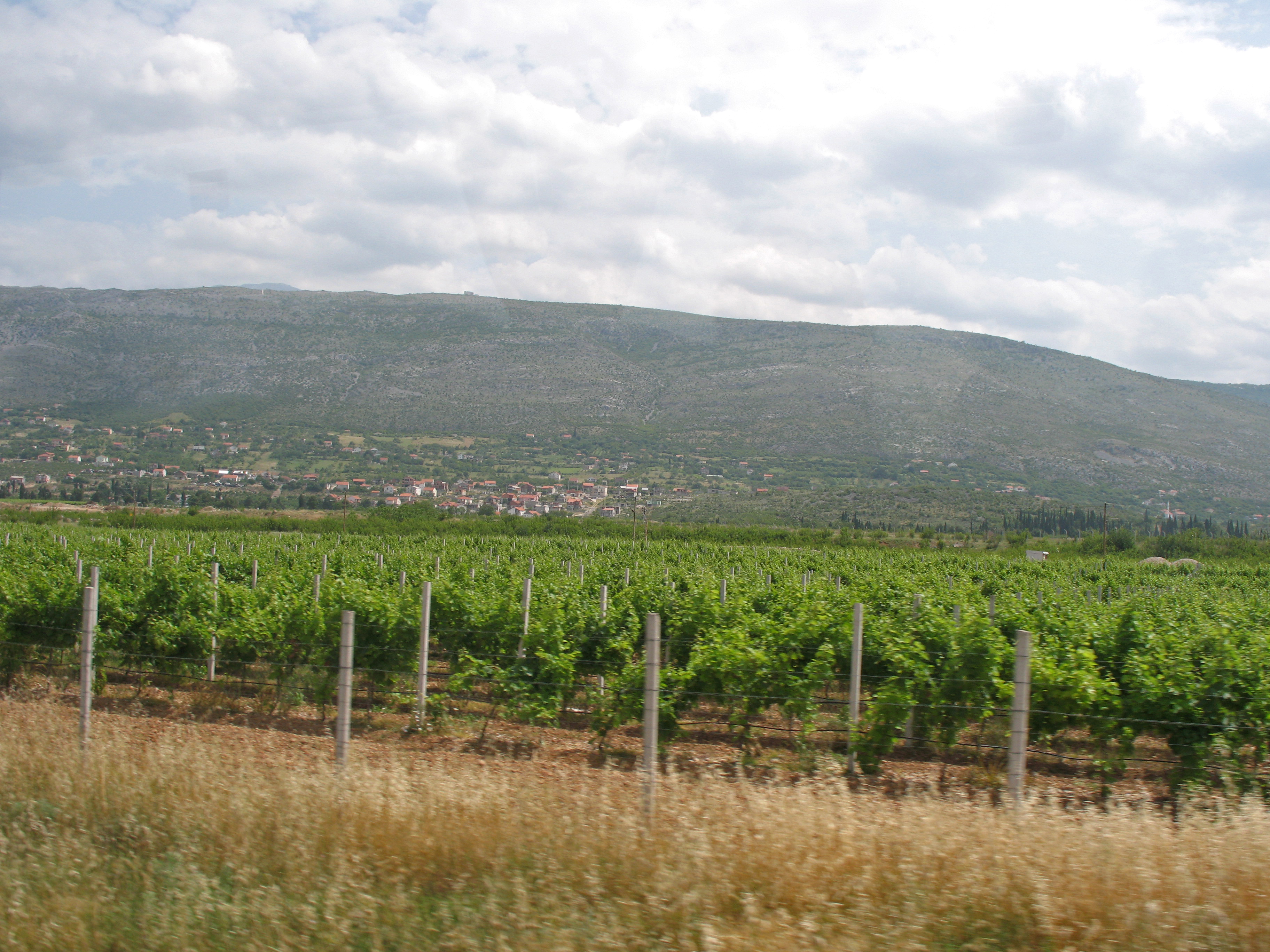
Vignoble de Mostar sur la route menant à Dubrovnik

Le sud de la Dalmatie, dans l'actuelle Bosnie-Herzégovine, tout comme l'Albanie et les îles Ioniennes de la Grèce, semble avoir été le dernier refuge européen de la vigne après l'ère glaciaire. C'est ce qu'a pu déterminer le professeur Henri Enjalbert lors de ses travaux et ses recherches.
Les vignes, durement touchées par la guerre de 1992-1995, se concentrent dans la région de Mostar (Côtes de Mostar). Tout au long de la vallée de la Neretva les petits et grands vignobles ont été plantés sur un sol pierreux qui reflète la lumière du soleil. Certains de ses cépages autochtones tels que le Zilavka et le Blatina sont des éléments fondamentaux du patrimoine viticole au niveau mondial.
Depuis le 12 novembre 2010, la Bosnie-Herzégovine est devenu le 44e État membre de l’OIV.

#### Bulgarie

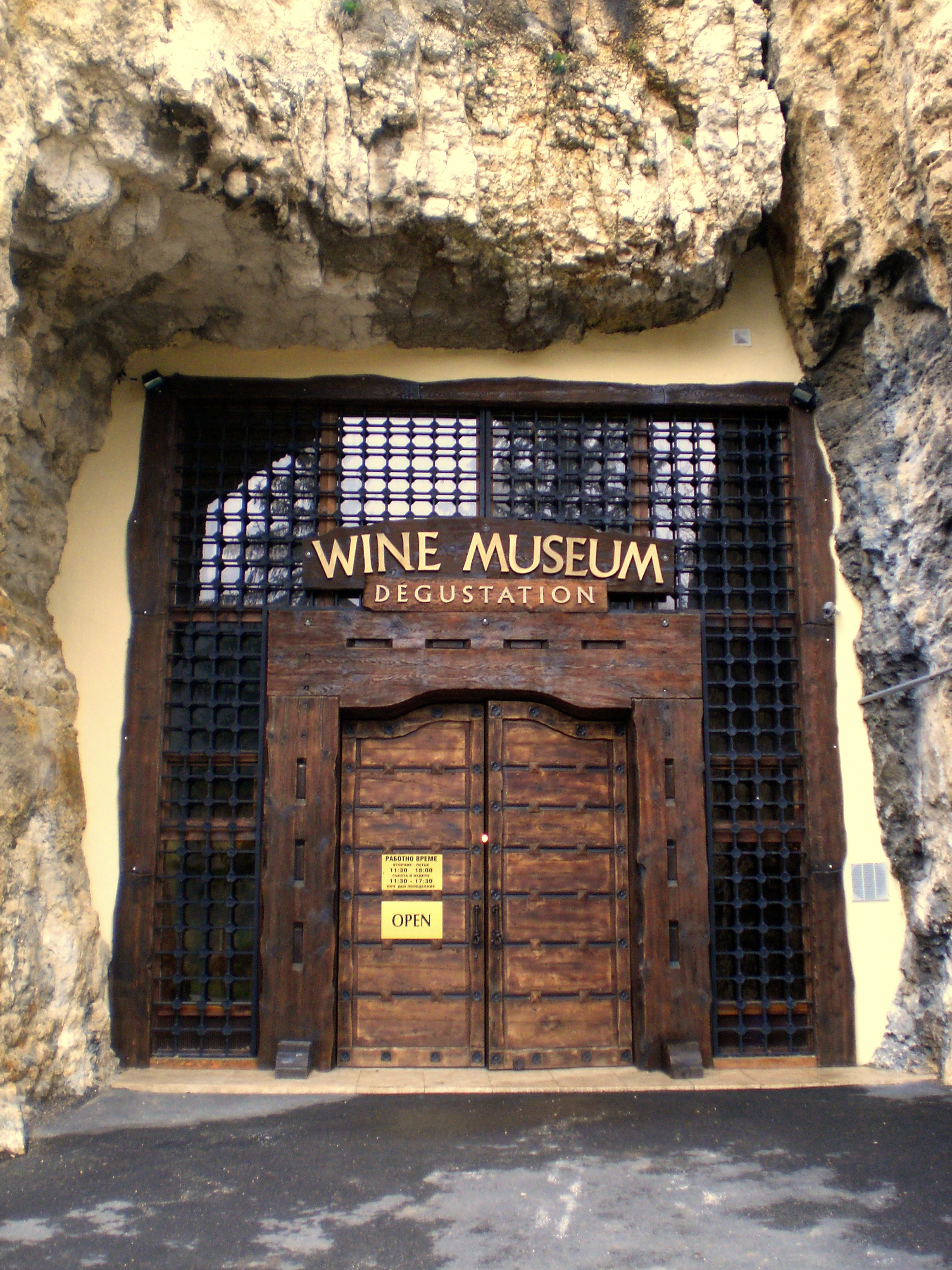
Entrée du Musée du Vin à Pleven

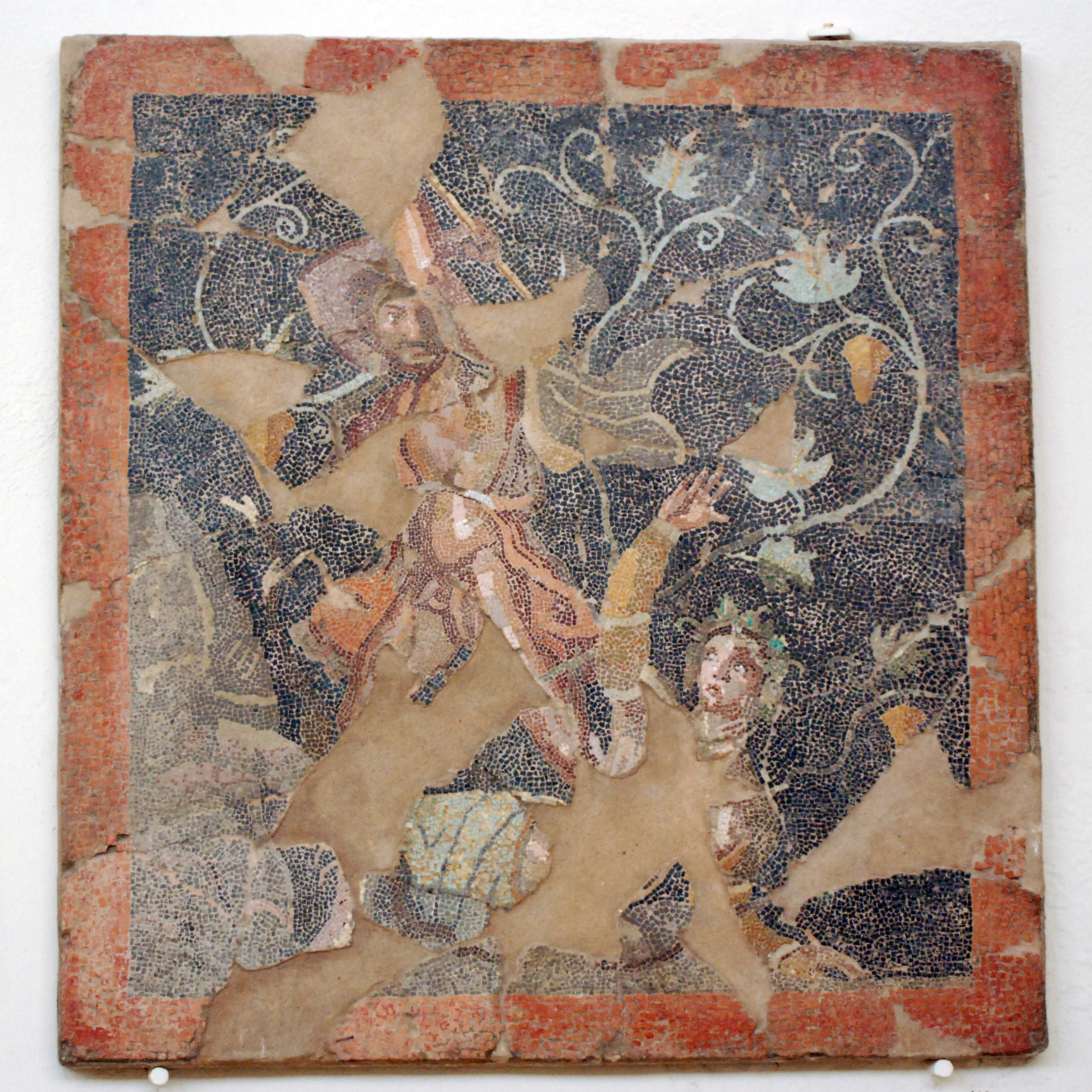
Lycurgue s'apprête à frapper Ambrosie, qui se transforme en pied de vigne, mosaïque grecque de Délos, fin du

La viticulture en Bulgarie est vieille d’au moins 3 000 ans. Dans l’Iliade, Homère parlait déjà, des vignes de la Thrace (une partie de l’actuelle Bulgarie, de la Grèce et de la Turquie) ; le culte de Dionysos y est né. Les Thraces, dont le pays jouxtait la Grèce, vouaient un culte à Dionysos. Le dieu de la vigne et du vin dans la mythologie grecque est censé être originaire de cette région. En effet c'est ici que, dans l'Iliade, il est fait pour la première fois mention du dieu enfant auquel était hostile le roi thrace Lycurgue. La victoire de Dionysos sur ce roi qui arrachait les vignes marque le début des mythes dionysiaques et Nysa, qui devint le centre de son culte, est considérée comme la patrie du dieu du vin. L'emplacement de la cité de Nysa restant hypothétique, il y a un distinguo fait par les hellénistes entre « la Thrace historique des bords de l'Hellespont, du mont Pangée et du mont Haemus et la Thrace mythique où se déroulent les légendes dionysiaques ». Cette dernière s'étendait « depuis les vallons de l'Olympe et la Piérie jusqu'aux pentes de l'Hélicon et aux confins de l'Attique ». Ce qui est incontestable c'est que, selon le témoignage fourni par Hérodote, Dionysos était le dieu national des Thraces.
La mention Controliran concernait 27 crus en 1996 et constitue un gage de qualité. Les cinq grandes régions viticoles sont la plaine du Danube au nord, les rives de la mer Noire à l'est, la vallée Rose sur le piémont balkanique, la basse Thrace au sud et la vallée de la Stuma au sud-ouest.

#### Chypre

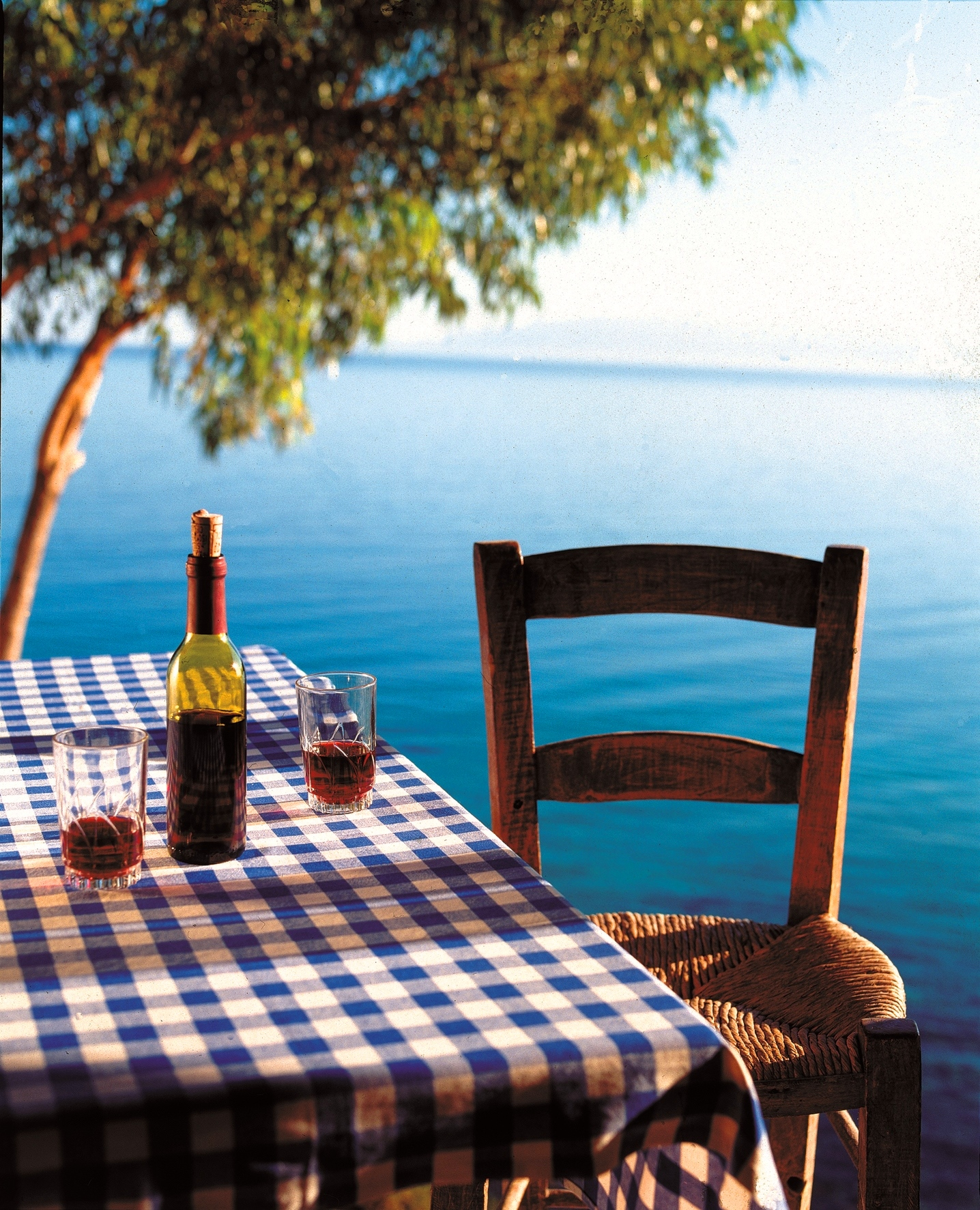
Vin rouge et grande bleue à Chypre

La viticulture à Chypre est très certainement une des plus anciennes du monde méditerranéen comme l'attestent les découvertes archéologiques récentes. Le vin produit sur l'île entra très tôt dans la mythologie grâce à Aphrodite, native de Chypre, et à Dionysos, dieu du vin, dont les mosaïques à Paphos montrent l'importance du culte qui lui était porté. De plus l'île peut se targuer, avec la Commandaria de posséder la plus ancienne appellation au monde. Ce vin, découvert lors des croisades fut, tout au cours du Moyen Âge considéré comme le meilleur et le roi Philippe-Auguste le fit pape de sa cave. Devenu le royaume de la maison de Lusignan, Chypre pendant quatre siècles fut la plaque tournante du commerce entre l'Occident et les comptoirs d'Orient. Passée ensuite sous la domination de Venise, elle fut intégrée à l'empire ottoman de 1571 à 1878. Ce fut une période défavorable pour ses vins. Les Anglais ayant récupéré l'île aux Turcs, permirent un renouveau à la viticulture. Entre la première et la seconde guerre mondiale, le vin produit se vendit en vrac sans problème. La quantité prima sur la qualité, les quatre grandes unités de vinification de Chypre - the Big Four - privilégiant les gros rendements. Mais le goût des consommateurs au niveau mondial changea et il fut de plus en plus recherché des vins de qualité et de terroirs. La municipalité de Limassol eut une idée prémonitoire en créant, un an après l'indépendance de l'île le festival du vin, le 7 octobre 1961. Les gros producteurs durent, petit à petit, s'orienter vers la qualité. L'adhésion de Chypre à la Communauté européenne ne fit qu'accélérer le processus. Actuellement[Quand ?], ce sont 60 unités de production (caves coopératives et caves indépendantes) qui proposent aux nombreux touristes des vins de qualité et qui se tournent de plus en plus vers l'exportation.

#### Croatie

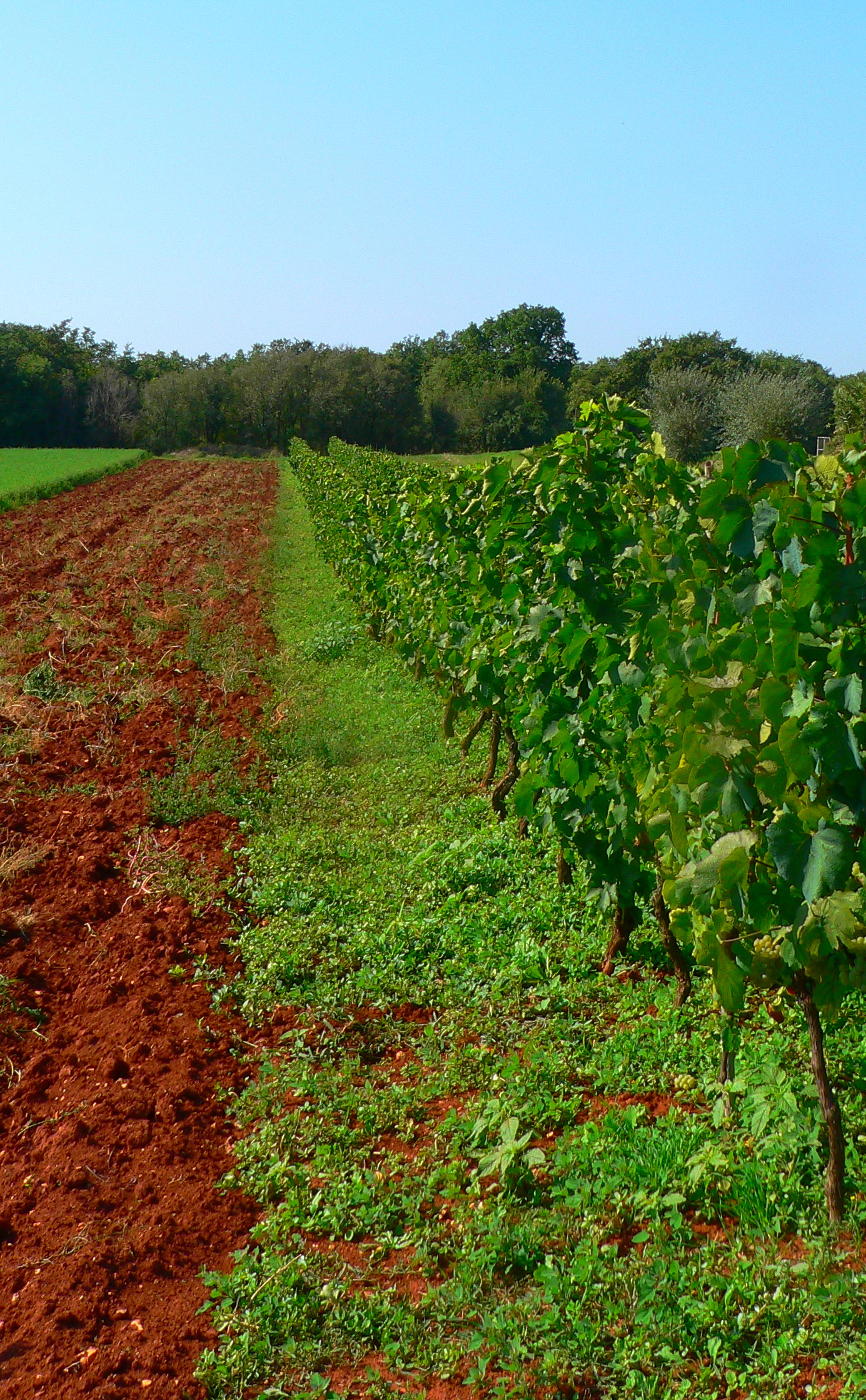
Dans le sud de l'Istrie, vignoble de Malvasia sur terra rossa

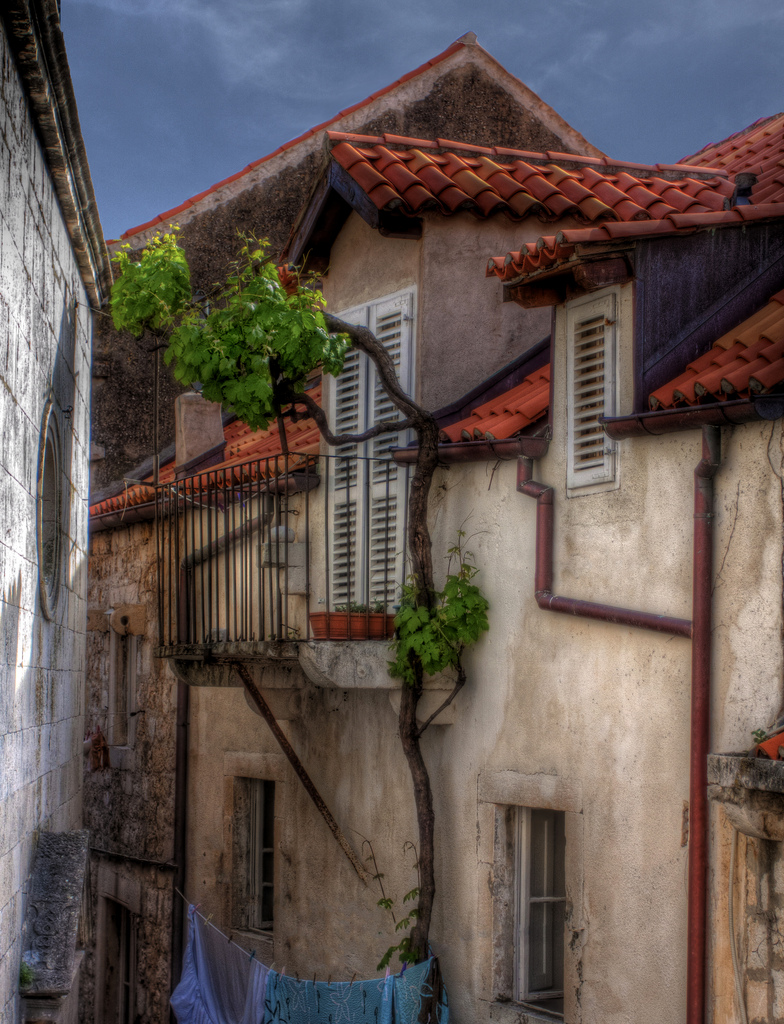
Hautain à Dubrovnik (Croatie)

La viticulture en Croatie place ce pays au 21e rang mondial des pays producteurs de vin. Actuellement[Quand ?], il y a plus de 300 régions viticoles classées pour assurer la qualité et l'origine. La majorité des vins croates sont blancs avec quelques vins rouges et un faible pourcentage de vins rosés.
La viticulture remonte à l'âge du Bronze, puisque des découvertes récentes ont démontré que les Illyriens cultivaient déjà la vigne. Lors de la colonisation de la Grèce antique il y a 2 500 ans, la fondation des premiers comptoirs grecs développa la production de vin sur les îles de Vis, Hvar, Korculasud, au sud de la Dalmatie. Avec l'arrivée des Romains, la vigne prit une nouvelle extension dans toute la Dalmatie. À la fin du Moyen Âge, les villes libres prirent des dispositions statutaires pour protéger leurs vignoble. Lors de l'appartenance de la Croatie à l'Empire Austro-Hongrois, au cours du XIXe siècle, la production de vin a été rendue plus difficile par une « clause du vin » privilégiant l'importation italienne. Depuis les années 1990, les nouvelles fondations pour le développement de la viticulture ont été créées. Les propriétés viticoles sont majoritairement familiales.

#### Danemark

Vin effervescent, vin de fête. Peder Severin Krøyer, 1888, peintre danois, Konstmuseum de Stockholm.

En raison de la surproduction du vin en Europe, les Danois avaient été interdits, par la commission de Bruxelles, de produire du vin lors des 10 dernières années du XXe siècle. Cette restriction a été levée en 1999, avec une limite de plantation fixée à 99 hectares. Ce qui a permis aux premières bouteilles, millésime 2001, d'être mises en vente.
Le pionnier de cette nouvelle viticulture, a été Sven Moesgaard, un pharmacien d'un petit village du Jutland, dont le vignoble du Moesgaard Skaersoegaard jouxte l'autoroute qui mène vers Copenhague. Ayant passé toute la durée du moratoire de l'Union européenne à perfectionner ses vins, il a pu les commercialiser dès l'interdiction levée. Il fut suivi par une vingtaine de propriétaires de petits vignobles dans le Jutland et de Lolland qui vinifièrent une gamme de cépages rouges ou blancs où dominait le Cabernet Cortis. Huit cépages différents ont été importés d'Allemagne au cours de l'été 2007 pour permettre à un centre de recherche gouvernemental d'étudier leur potentiel.
Le réchauffement climatique a rendu possible de cultiver la vigne et de produire du vin au-dessus du 55e parallèle. Au cours des dernières décennies, il a prolongé la période végétative de trois semaines. De plus, le pays étant à la limite du jour polaire de l'hémisphère nord, les nuits blanches font que le soleil est présent jusqu'à onze heures du soir. Ce qui a une influence sur le raisin.

#### Espagne

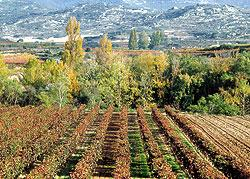
Vignoble de la Rioja.

La viticulture en Espagne a été introduite dans le sud par les Phéniciens et sur les côtes orientales par les Grecs venus de Massalia. Les archéologues espagnols ont mis en évidence un rituel de « libation du vin », daté de -750, à Cancho Roano. Cette découverte financée par l’OIV, a permis de retrouver le tracé de deux routes du vin remontant du Sud de l’Espagne vers la Meseta centrale en bifurquant sur Avila et sur Salamanque.
La colonisation romaine a structuré le vignoble actuel. Aujourd'hui, le vignoble espagnol a une superficie de près de 1 100 000 hectares, ce qui en fait le premier au monde par sa surface, cependant la surface du vignoble est en forte baisse, l'Espagne a perdu 52 000 ha entre 2008 et 2009. La région de Castille-La Manche à elle seule possède une surface d'environ 600 000 ha. Cependant, le volume de production en Espagne n'atteint que 80 % de la production de pays comme la France ou l'Italie. Actuellement[Quand ?], il y a en Espagne soixante Denominación de Origen (DO, appellation d'origine) reconnues, dont la liste est regroupée en quinze communautés autonomes. En 1991, les vins de la Rioja ont accédé à la Denominación de Origen Calificada (DOC).

#### Finlande
Il existe notamment une culture de la vigne à Vaasa en Finlande, qui est l'une localisation les plus septentrionales, et qui demande des techniques spécifiques étant donné les particularités climatiques.

#### France

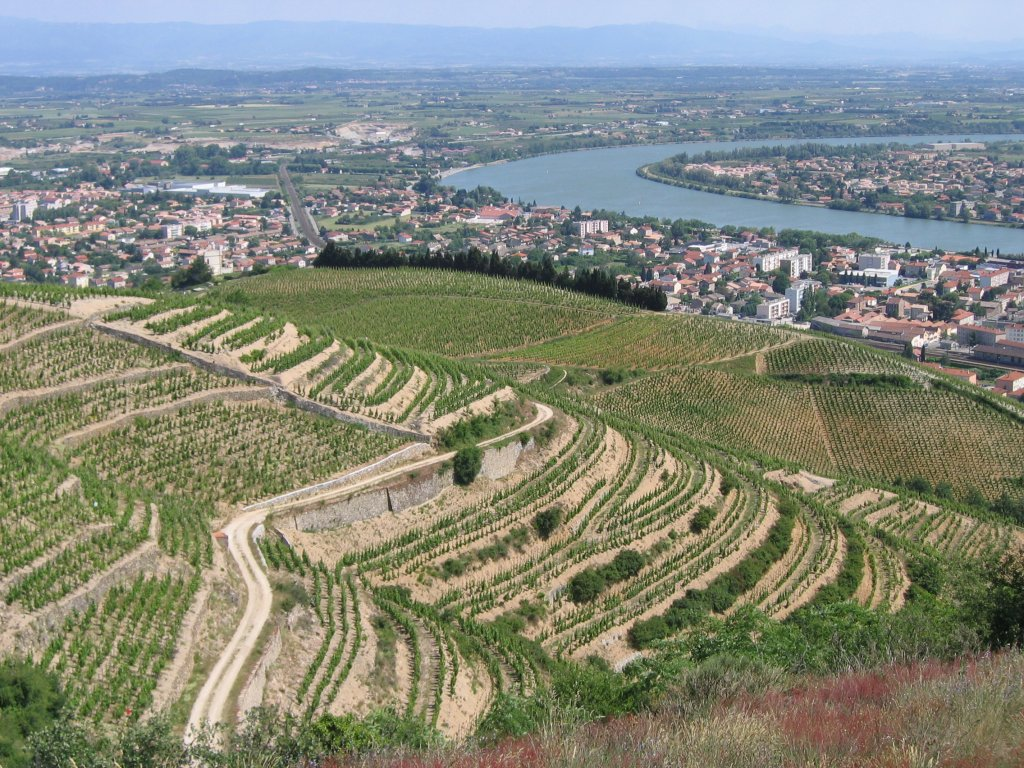
Tain-l'Hermitage, fleuron des côtes-du-rhône, dont les vignobles furent plantés lors de la colonisation romaine et firent la réputation des vins de Vienne.

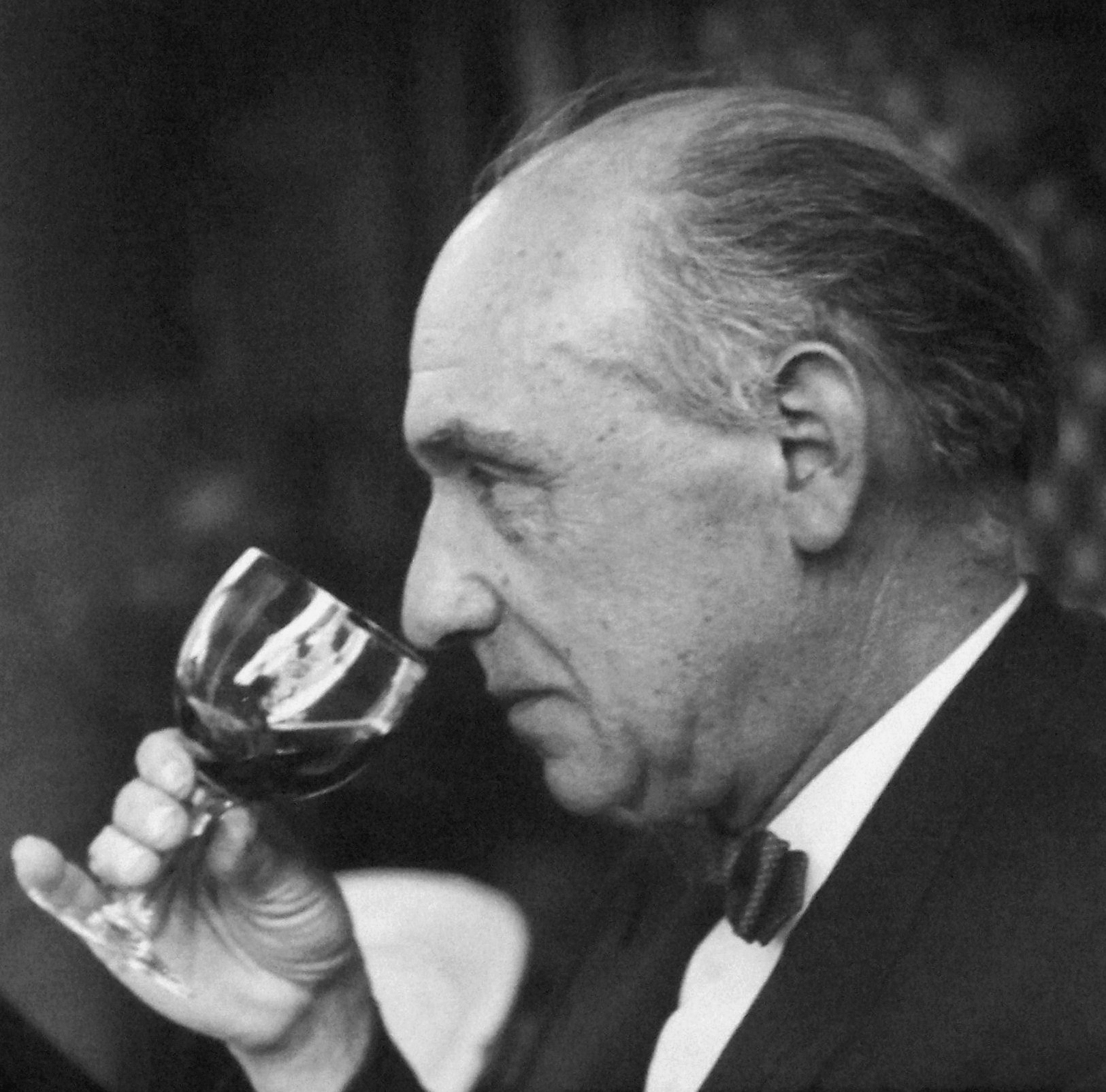
Le baron Le Roy que ses pairs considéraient comme le premier vigneron du monde.

La viticulture en France trouve ses sources à l'époque de la colonisation grecque. Les premiers comptoirs grecs établis sur les rivages méridionaux de ce qu'aujourd'hui est la France furent fondés entre le VIIe et le VIe siècle av. J.-C. par les Grecs phocéens qui y apportèrent la culture de la vigne et du vin à partir de Massalia. Plus tard, les Romains commencèrent à étendre la production et la consommation de vin à l'ensemble du territoire de la Gaule dès leur arrivée jusqu'aux derniers siècles de l'Antiquité. Au cours du Moyen Âge, le paysage viti-vinicole français évolua et subit de profondes modifications grâce à l'effort de plantation réalisé par les différents ordres monastiques et les prélats. Dans les siècles qui suivent, les vignobles français dessinèrent peu à peu le paysage qui est actuellement connu. Le champenois produit essentiellement des vins mousseux dès le XVIIe siècle, le bergeracois avait découvert la botrytisation, Napoléon III établit la Classification officielle des vins de Bordeaux de 1855, le vignoble du Pays basque survécut à l'épidémie de phylloxéra de 1863, la loi d'août 1905 établit le système d'appellations. Celle-ci fut améliorée en 1936 par le baron Pierre Le Roy de Boiseaumarié, vigneron à Châteauneuf-du-Pape, et Joseph Capus, sénateur de la Gironde. Ils furent à l'initiative de la création de l'INAO et de l'OIV.
La France est considérée comme le deuxième pays produisant les vins dans le monde, avec 42,1 tonnes produites en 2019, depuis les 47,5 produites en Italie. La France compte le plus grand nombre d'appellations et de dénominations : l'INAO recense 3 022 produits (vins) différents dans le commerce, produits regroupés en 1 371 dénominations, chacune d'elles appartenant à son tour à l'une des 293 AOC officiellement recensées.

#### Grèce

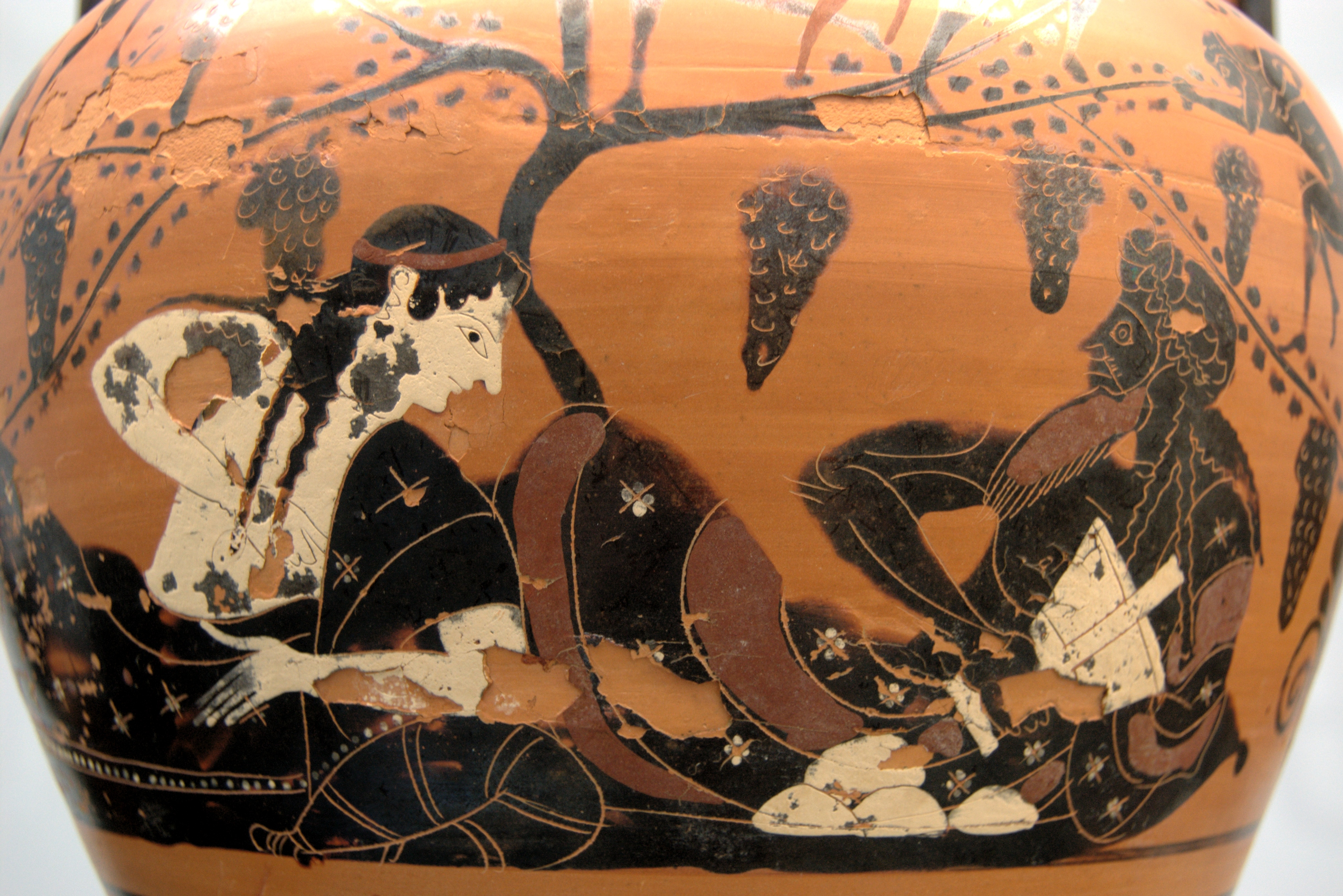
Dionysos et Ariane sous une vigne.

La viticulture en Grèce est l'une des plus vieilles du monde. La conjonction du sol et du climat a permis son essor et les plus anciens textes de la littérature grecque comme l’Iliade et l’Odyssée en portent témoignage. Les tout premiers vins grecs ont été datés de 6 500 ans, leur élaboration correspondant aux besoins d'une famille ou d'une petite communauté. Suivant les avancées de la civilisation grecque, leur production et leur commercialisation ont pris une grande ampleur. Les fouilles archéologiques ont prouvé que la consommation du vin a été effective d'un bout à l'autre de la Méditerranée. Il a acquis un très haut prestige en Italie sous l'Empire romain. Cette réputation a perduré jusqu'au Moyen Âge, où les vins exportés de la Grèce ou de ses îles étaient considérés comme les seuls dignes des tables royales ou pontificales en Europe occidentale.

#### Géorgie

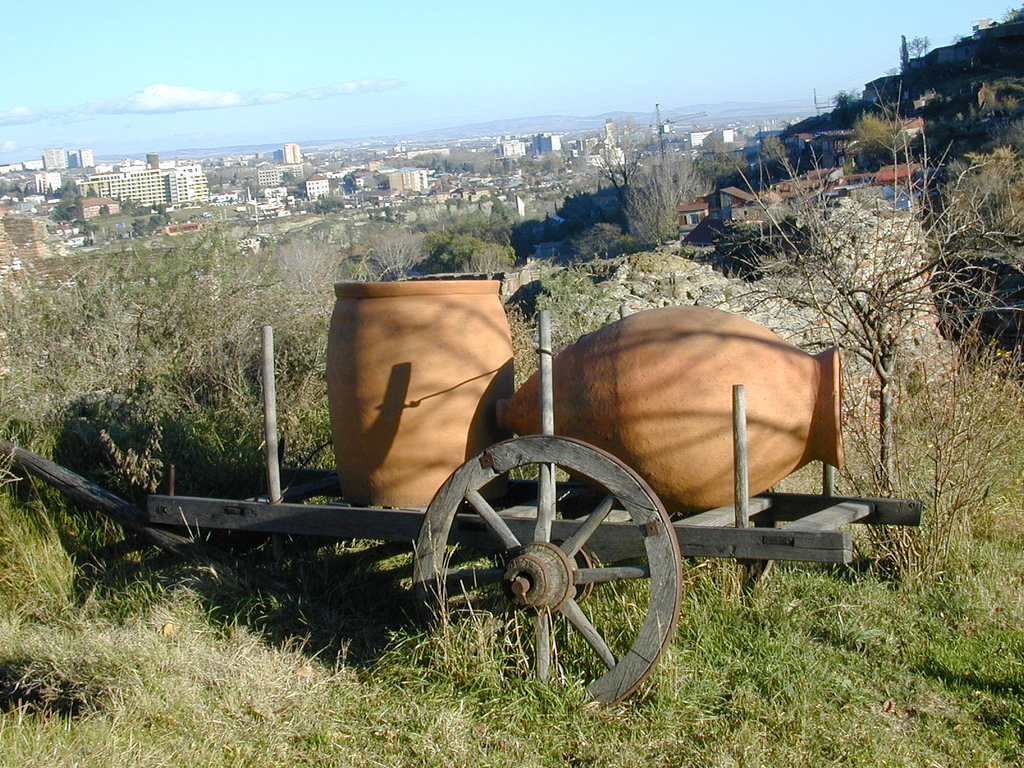
Kvrevris servant à la vinification

La viticulture en Géorgie est la plus ancienne du monde avec une histoire remontant à près de 6000 ans av. J.-C. Ses vignes couvrent actuellement 100 000 hectares. Les vignobles se sont implantés essentiellement dans la Kakhétie, qui produit des vins de terroir dont le gourdjaani, le tsinandali, qui sont des vins blancs, ainsi que les napareouli, mukuzani et kindzmarauli qui sont vinifiés en rouge. La plus grande partie des vins est encore vinifiée selon la méthode ancestrale qui n'a pas connu d'interruption depuis ses débuts. Tout au long de l'été, chaque viticulteur aménage son marani, c’est-à-dire sa cuve à vin. Il est constitué de troncs d’arbre évidés, à l’ombre des lauriers, dans lequel les raisins sont apportés dans de longs paniers coniques. À côté, les kvevris, jarres à vin enfouies dans le sol jusqu’au col et surmontées d’une taupinière de terre, sont dégagées. Un bouchon de chêne les obture. Nettoyés avec un bouchon de paille, les kvevris sont ensuite complètement remplis avec le raisin foulé. Celui-ci va fermenter au frais et rester en terre tout l'hiver. Au printemps le vin est transvasé dans d'autres kvevris, au moyen d'une calebasse, tandis qu’est laissé dans la première jarre le marc (peaux et rafles), source de la tchatcha, sorte de marc de raisin déjà redouté par les Ibères, ancêtres des Géorgiens. Sous sa taupinière, scellé dans sa jarre, enterré dans le sol frais du marani ombragé, le vin pouvait se conserver presque indéfiniment.

#### Hongrie

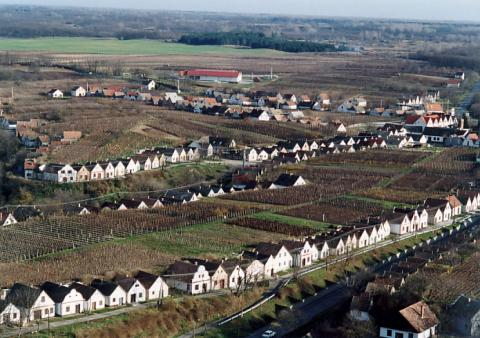
Village viticole de Hajós

Ce sont les Romains qui ont apporté la viticulture sur le territoire de l'actuelle Hongrie. La Hongrie est surtout connue pour son célèbre vin, le Tokaji, qui avait connu une sérieuse baisse de qualité durant toute la période communiste. Ses vignobles s'étendent sur 140 000 hectares à l'ouest et au centre du pays. Avec 4 millions d'hectolitres produits en 2003, elle se place au 15e rang mondial, sensiblement au même niveau que la Grèce. L'entrée du pays dans l'Union européenne pourrait se traduire par une forte diminution des taxes sur les vins européens et donc une concurrence dangereuse pour la viticulture hongroise de la part d'agricultures nettement plus productives.

#### Italie

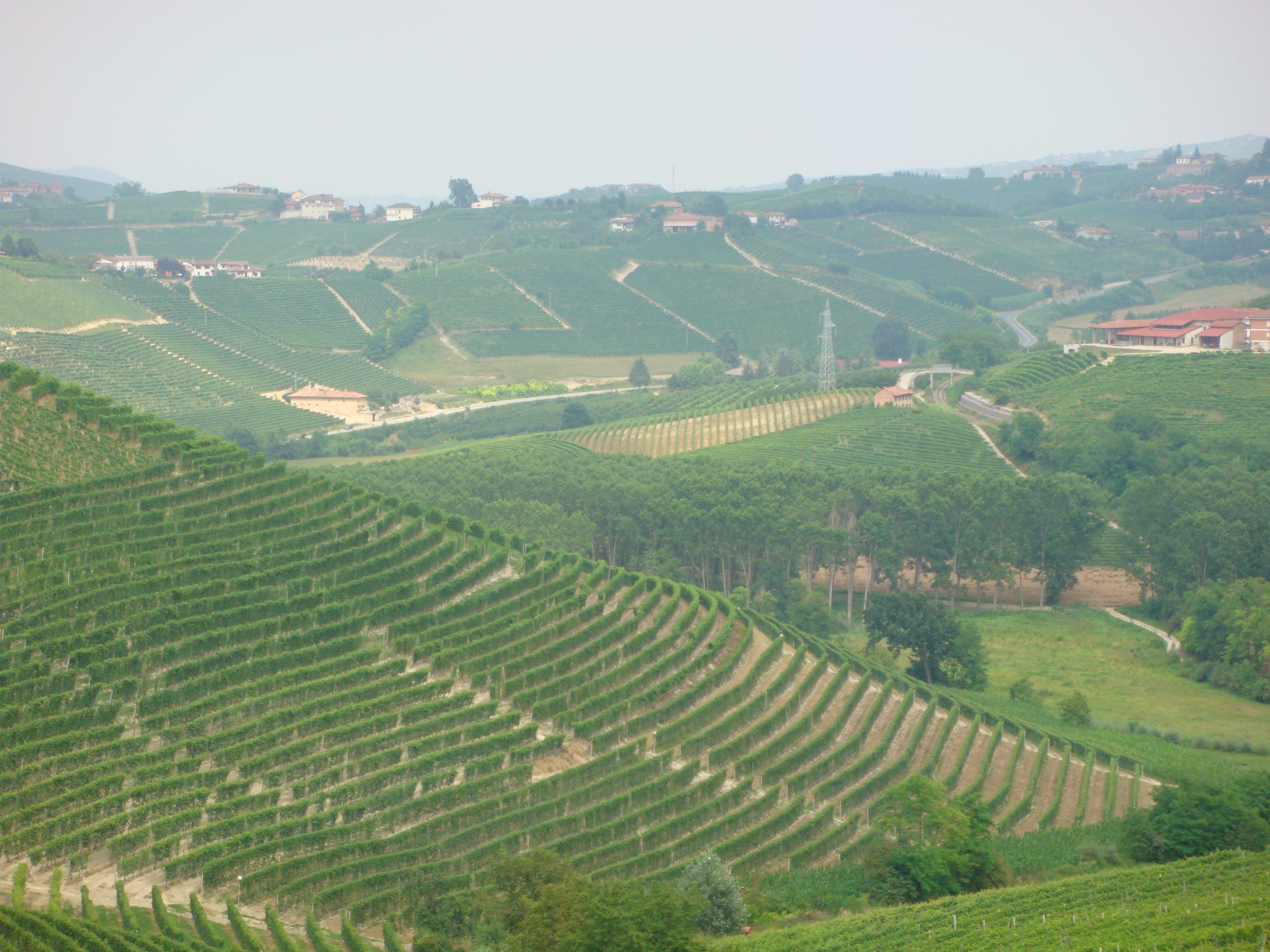
Vignoble d'Alba dans le Piémont

La viticulture en Italie remonte à la plus haute Antiquité. Les Romains et avant eux les Étrusques cultivaient la vigne. Les Grecs avaient donné au territoire le surnom d' Œnotria signifiant la terre du vin (appellation plus spécifique à la Calabre, alors colonie grecque). Le vignoble s'étend dans toutes les régions italiennes de la Vénétie à la Sicile. Dès 1200, la république de Florence divisa son territoire en « ligues », identifiant dès cette époque la zone du Chianti, vouée à la viticulture depuis le temps des Étrusques. À l'époque actuelle, deux réglementations fondamentales régissant la production viti-vinicole en Italie se sont succédé. Ce sont :
- la loi no 116 du 3 février 1963, qui portait sur les normes en matière de dénominations d'origine des moûts et des vins, qui fut en vigueur jusqu'en 1992 ;
- puis la loi no 164, dite loi Gloria, intitulée « Nouvelle discipline des dénominations d'origine ».

Aujourd'hui, la péninsule est le premier pays au monde pour sa production de vin, avec 47,5 millions des hectolitres et le premier pays exportateur avec 21,6 millions d'hectolitres par an, suivi de l'Espagne et de la France. Ses principaux débouchés sont l'Union européenne (Allemagne et Royaume-Uni) et l'Amérique du Nord.
Jusqu'à la loi Gloria il valait mieux privilégier la notoriété et le talent des producteurs plutôt que de trop se fier aux appellations. Les plus grands vins d'Italie étaient classés en simples vins de table car les domaines voulaient avoir droit d'utiliser les cépages français comme le cabernet.

#### Liechtenstein

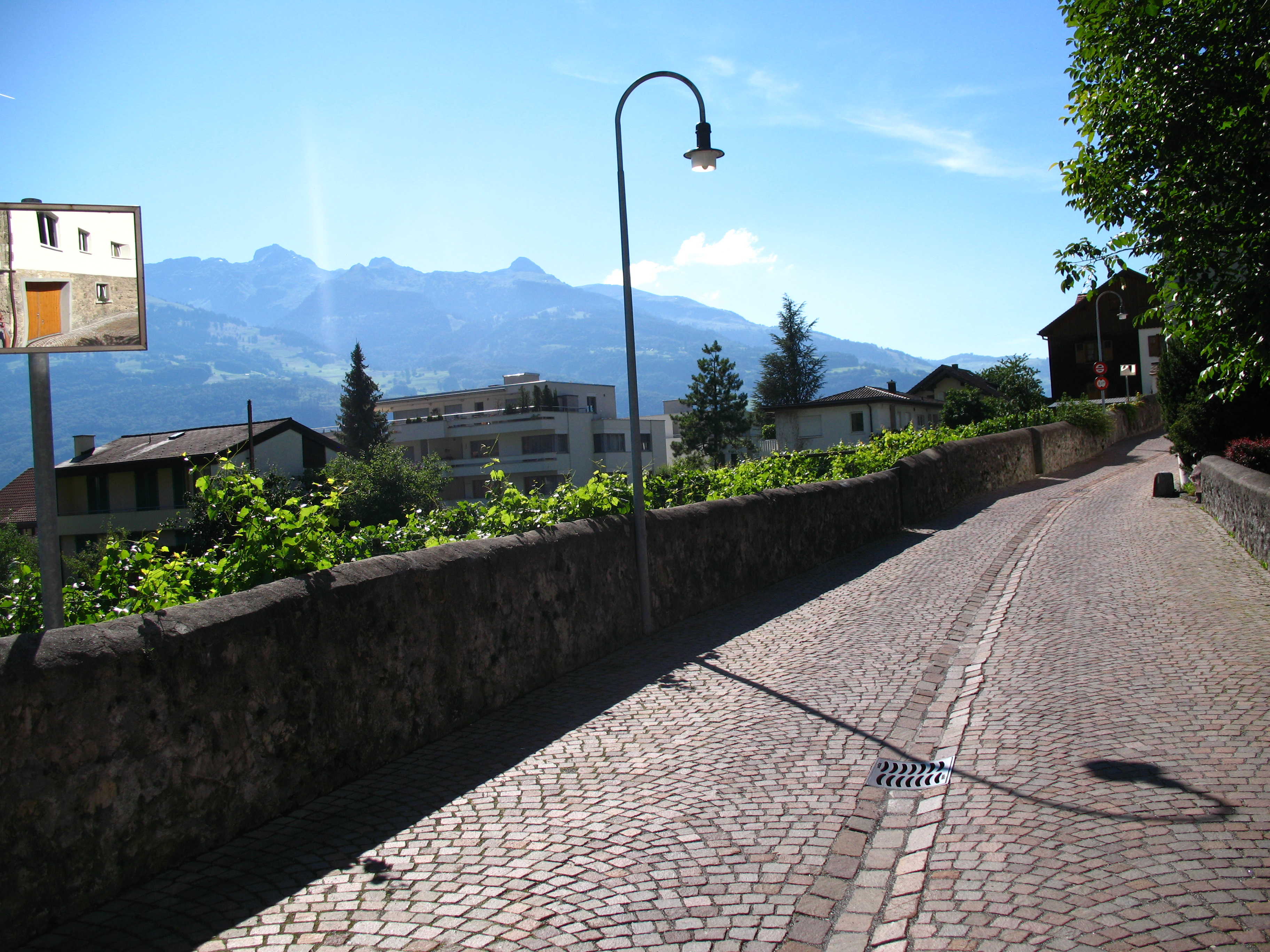
Vignoble dans Vaduz avec en fond le Mitteldorf

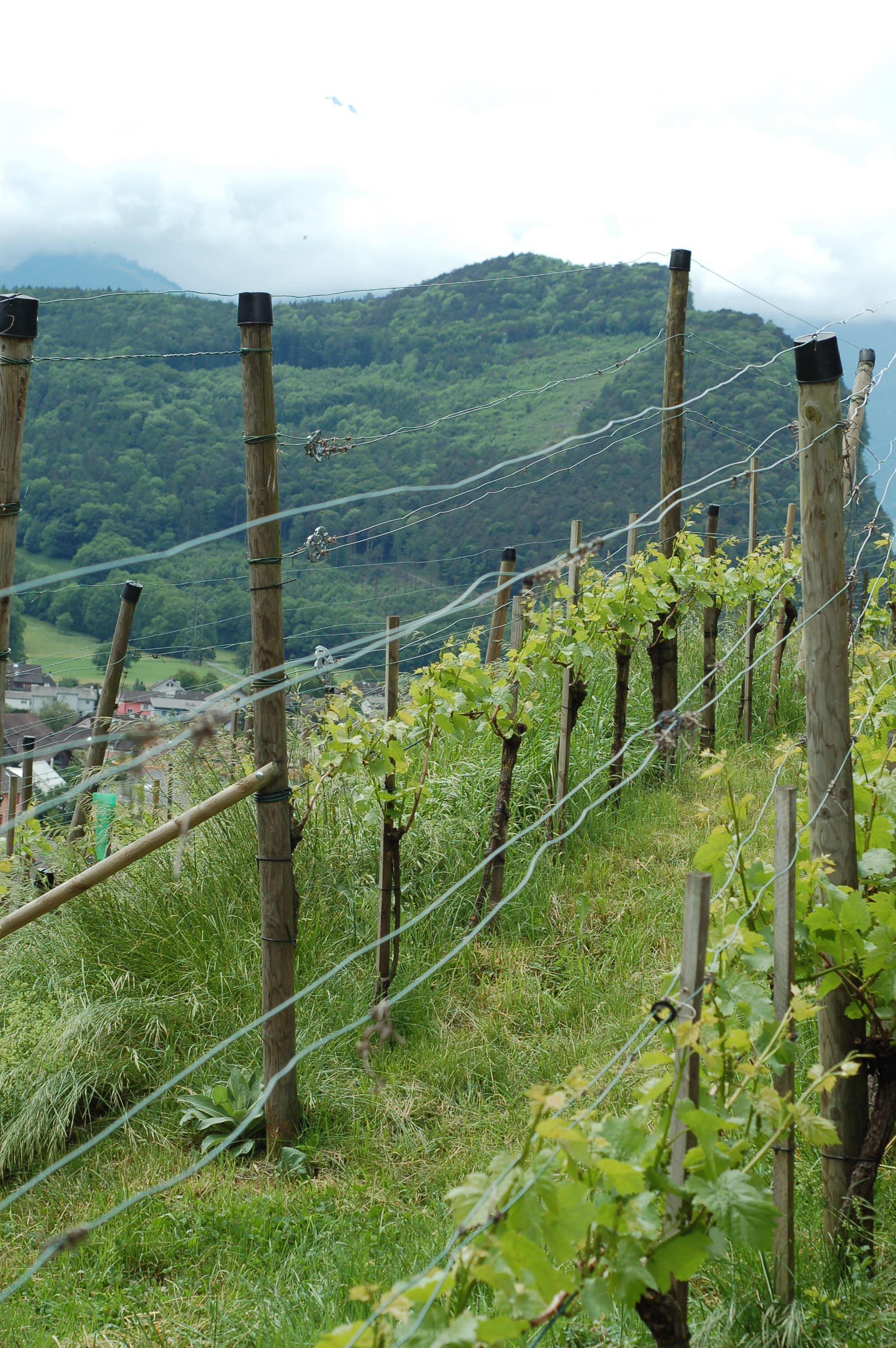
Vignes en coteaux au Liechtenstein

La viticulture du Liechtenstein, qui remonte à un peu plus de 20 siècles, a commencé avant notre ère grâce à une tribu celtique qui s'était installée dans la région. La colonisation romaine a amplifié sa production. Les Alamans, qui s'installèrent dans la région, mirent un terme à la viticulture. La production ne reprit qu'au IVe siècle, quand les moines replantèrent de nouveaux vignobles. Sous le règne de Charlemagne, la plupart des paroisses et des monastères possédaient leurs propres vignobles. Le plus gros producteur était le castrum Gutenberg avec quelque 113,56 hectolitres de vin par an.
La viticulture prit son véritable essor il y a quatre siècles. Puis durant la seconde moitié du XIXe siècle, le vin fut la principale exportation du Liechtenstein avec les bovins. La production culmina en 1871 quand 320 hectares furent consacrées à la vigne. L'ouverture de la voie ferrée Arlberg, qui permit d'importer facilement d'autres vins, quelques mauvaises récolte, le phylloxéra et l'échec des mesures gouvernementales, prises en 1890, pour faire traiter la vignoble, mirent un terme à cette viticulture dans la première moitié du XXe siècle. Cependant, le 31 juillet 1932, Vaduz fit graver sur son blason des grappes des raisins. Depuis les années 1970, il y a une reprise de la viticulture et, en 2008, 26 hectares était en culture.
Le Liechtenstein fait partie du système qualité du vin européen et la classification internationale AOC.

#### Luxembourg

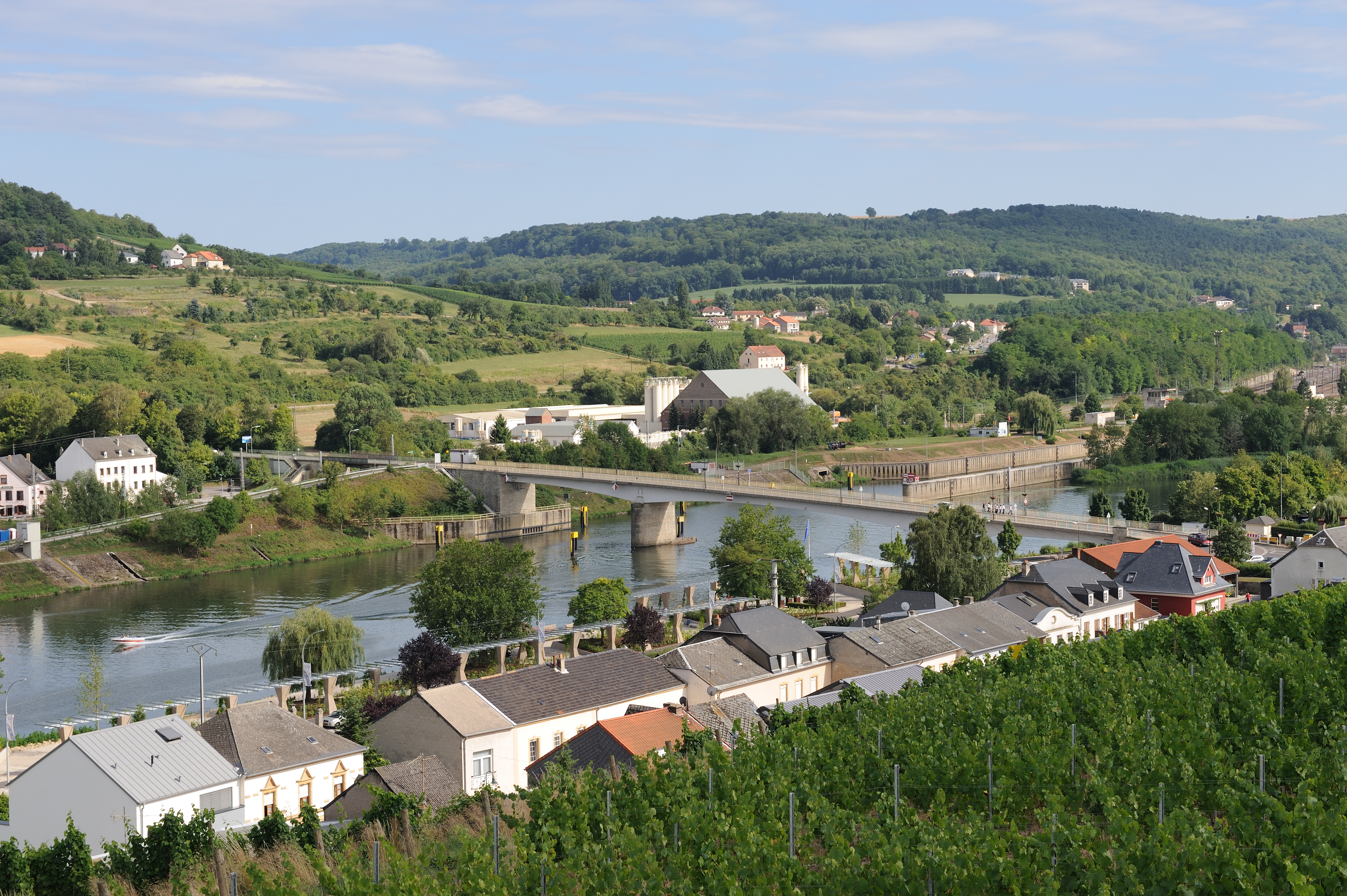
Vue du mont MarkusLa, du vignoble de la Moselle luxembourgeoise à la rencontre des trois frontières France, Allemagne, Luxembourg

La viticulture au Luxembourg longe la vallée de la Moselle et est implantée dans une des régions les plus septentrionales pour la culture de la vigne, elle bénéficie d'un micro-climat qui rehausse les températures de 1 ou 2 °C. Dans cette vallée, les Celtes, les Gaulois puis les Romains cultivèrent la vigne avant que les monastères ne s'en emparent au Moyen Âge et étendent le vignoble à une grande partie du pays. Les rigueurs de l'hiver 1709 rendirent à la Moselle son exclusivité viticole de Schengen à Wasserbillig. Ce n'est qu'après l'accord d'une Union douanière avec la Belgique (1922), la fondation de l'Institut viti-vinicole à Remich (1925) et la création de la Marque Nationale (1935) que le vignoble se diversifia et se développa. Depuis les années 1980, l'introduction de la dénomination « Moselle Luxembourgeoise - Appellation contrôlée », la création de l'appellation « Crémant de Luxembourg », puis celle des mentions particulières « Vendanges Tardives », « Vin de Glace » et « Vin de Paille » ainsi que les « Vins barrique » confèrent au vignoble sa réputation actuelle soutenue désormais par la Commission de Promotion des Vins et Crémants de Luxembourg.

#### Macédoine du Nord

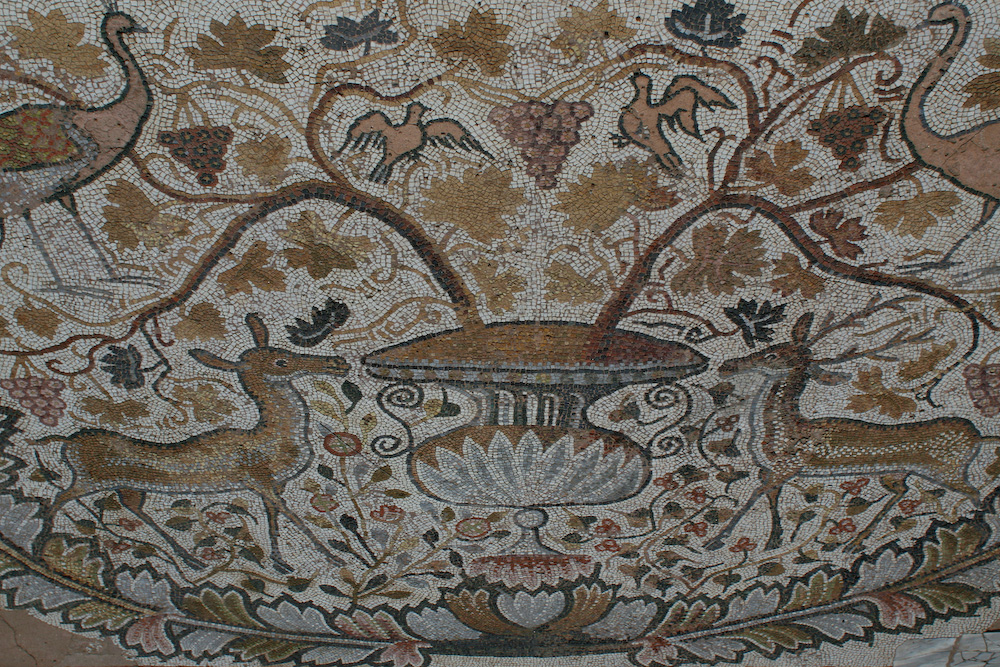
Mosaïque romaine d'Heraclea, l'actuelle Bitola, sur la Via Egnatia

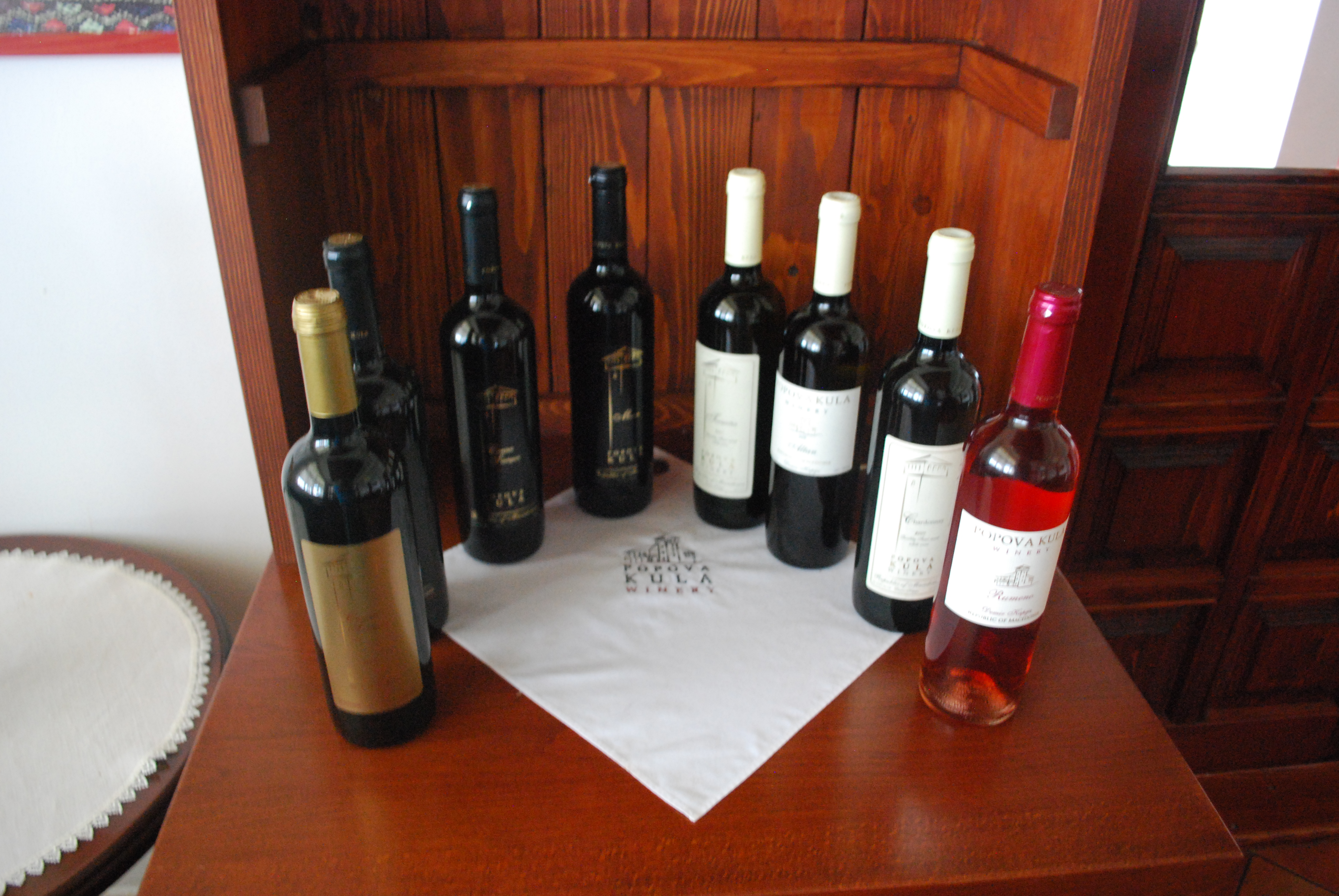
Vins de Popova Kula

La Macédoine du Nord possède une grande diversité de sols et de climats. Sa tradition viticole remonte à l'Antiquité. Le pays produit surtout du vin rouge et compte aussi bien des cépages internationaux comme le chardonnay que des cépages locaux. Les vignes macédoniennes se concentrent surtout dans le sud du pays, dans la région de Kavadartsi, mais il existe aussi des domaines dans la vallée du Vardar et dans les monts Osogovo.

#### Malte

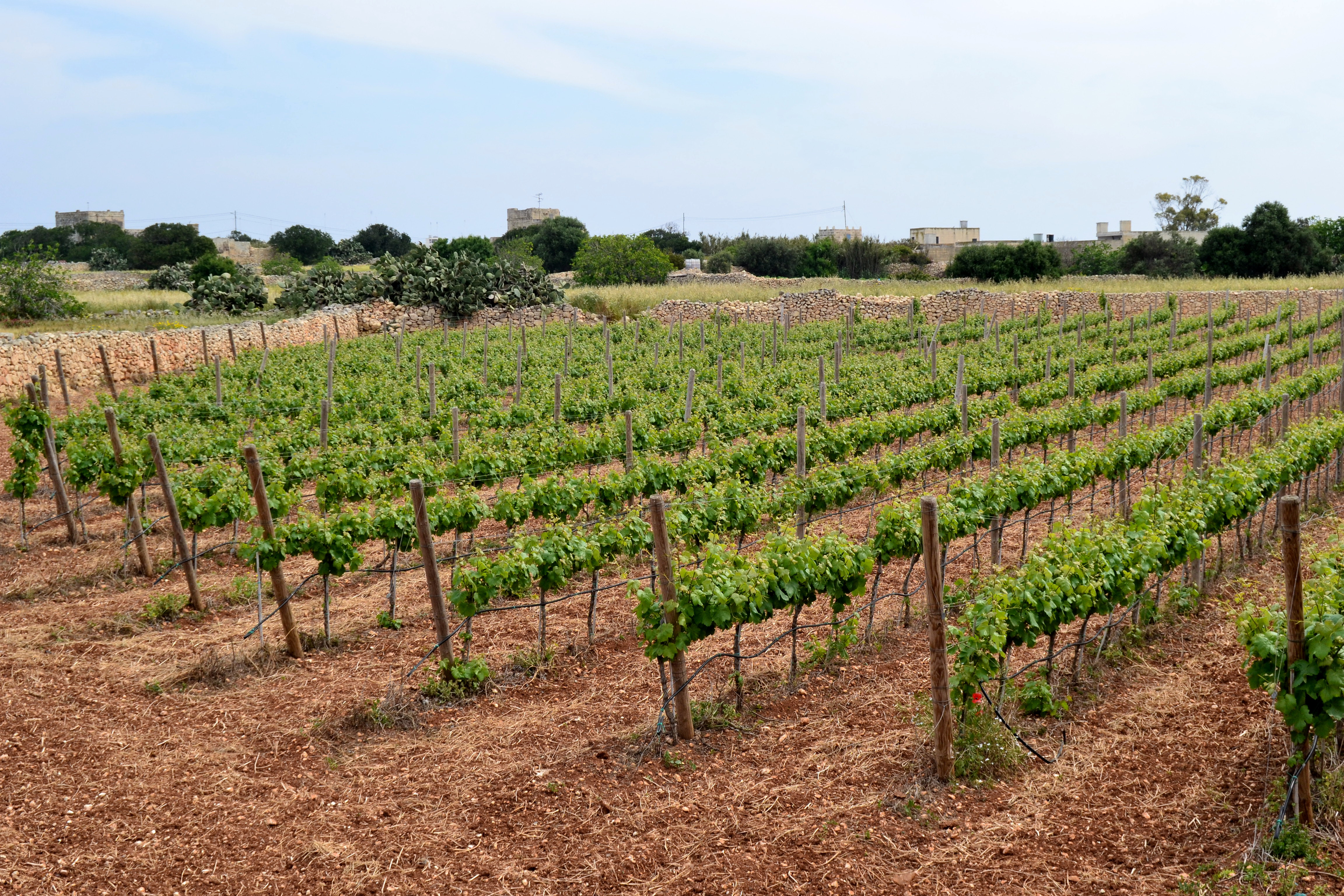
Vignoble près de Żejtun

La viticulture à Malte a des origines aussi anciennes que prestigieuses. Introduite par les Phéniciens, développée par les Grecs et les Romains, mise en sommeil lors de l'occupation musulmane, elle retrouva tout son lustre avec l'arrivée des chevaliers de l'ordre de Saint-Jean de Jérusalem. Mais les britanniques qui firent arracher la vignes pour y substituer du coton et l'épidémie de phylloxéra mirent à mal la qualité des vins de Malte.
Il y a cinq producteurs de vin majeur sur l'île, Emmanuel Delicata le plus vieux producteur maltais, Marsovin, Meridiana, Camilleri Vins et Montekristo. Delicata et Marsovin ont été établis en 1907 et 1919 respectivement, et les deux sont basés près de Paola. Les trois autres caves ont été fondées dans les années 1990/2000, période où la viticulture maltaise s'est orientée vers une production de qualité.

#### Moldavie

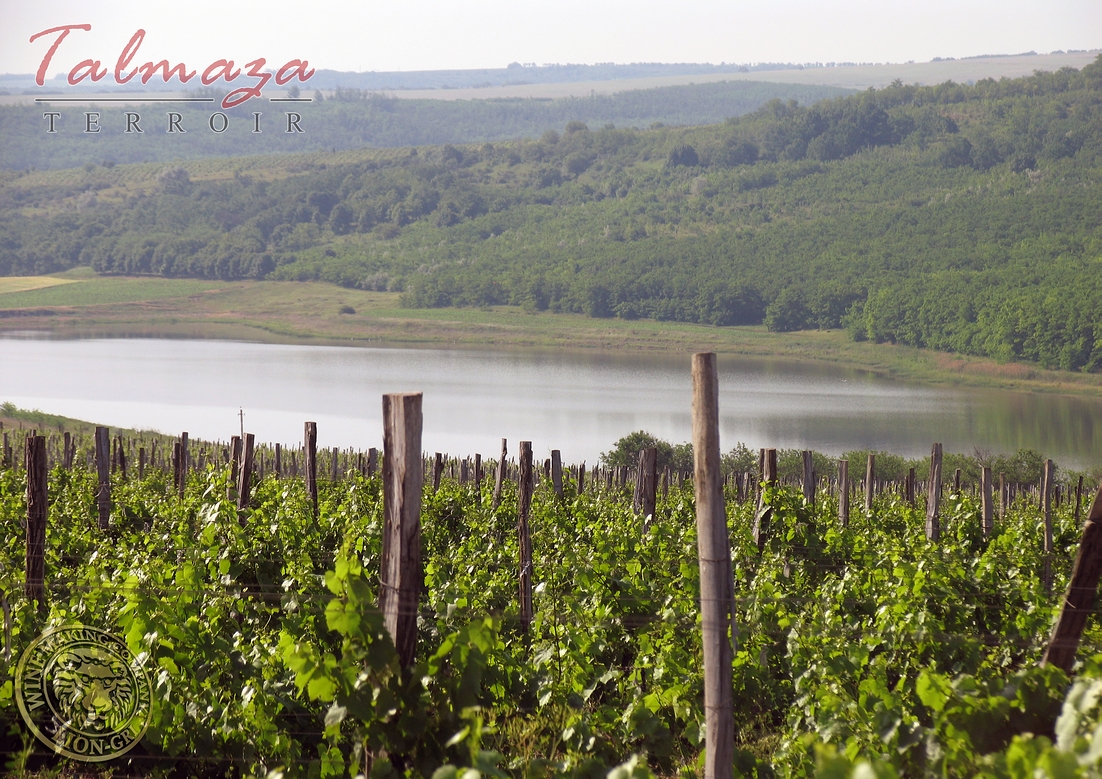
Vignoble de Talmaza

La viticulture en Moldavie bénéficie à la fois d'un climat continental, d'un sol fertile et d'une topographie des collines très favorables à la vigne. Elle est à la même latitude que la Bourgogne en France (45 à 48° nord) avec les influences de la mer Noire. La superficie du vignoble moldave était de 147 000 hectares en 2007, soit une diminution de 25,2 % par rapport à 1995. La superficie totale des vignobles en Moldavie représente 1,9 % de la superficie du vignoble mondial total.

#### Pays-Bas

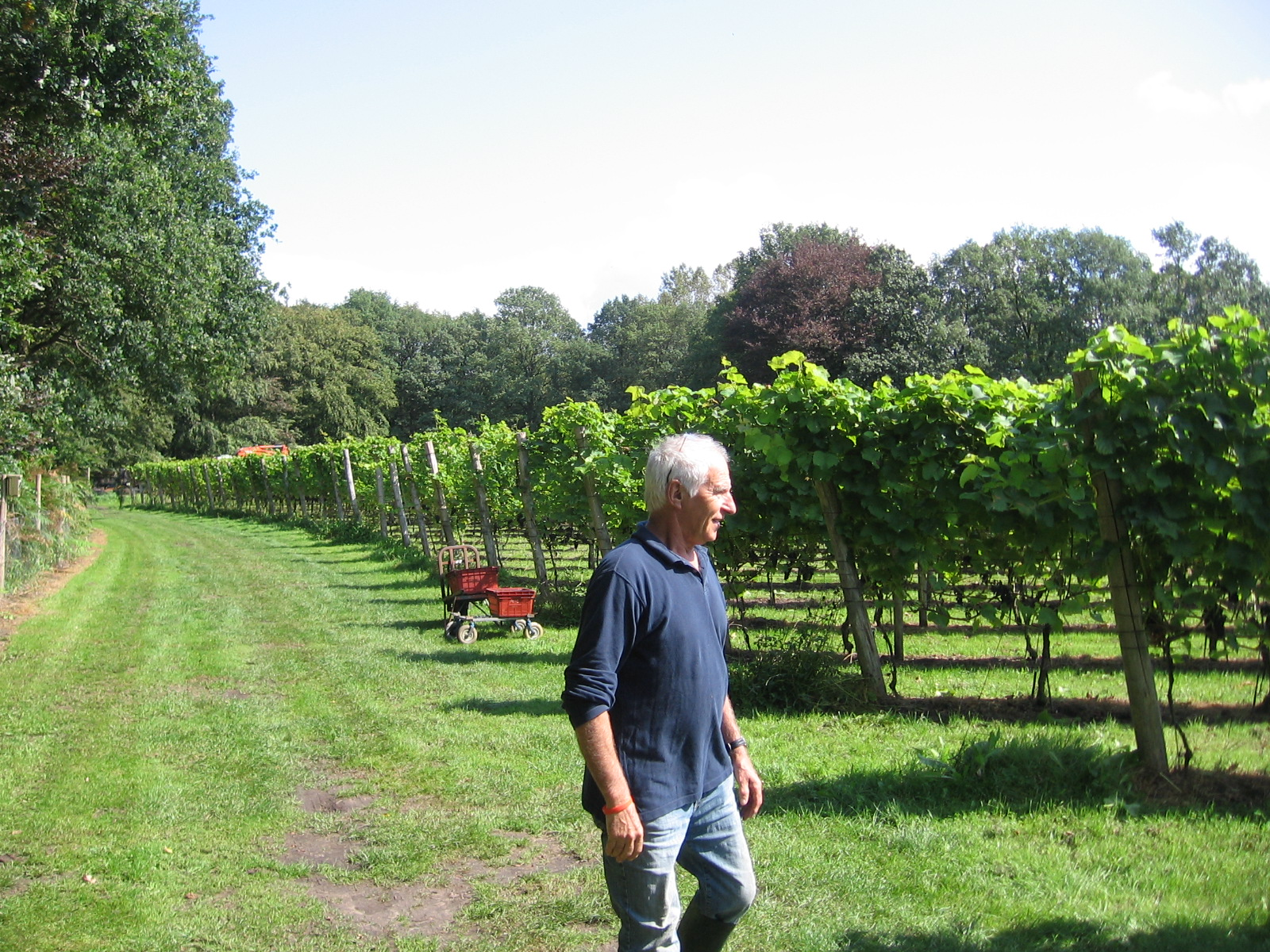
Domaine de Breede Beek

La viticulture aux Pays-Bas est attestée dès le haut Moyen Âge. Elle atteint son apogée au cours des XIVe et XVe siècles. Puis elle se mit à décliner à partir de la fin du XVIe siècle avant d'être anéantie par le phylloxéra. Elle a, à nouveau, été développée dans les années 1970 et est devenue un fort secteur de croissance de l'agriculture néerlandaise. Le vignoble néerlandais, qui couvrait 160 hectares en 2007, se trouve essentiellement dans les provinces de Gueldre et du Limbourg. Quelques vignes sont cultivées dans le Brabant-Septentrional, la Hollande du nord, la Zélande ainsi que dans le nord de Drenthe, Overijssel et Groningue.

#### Pays basque

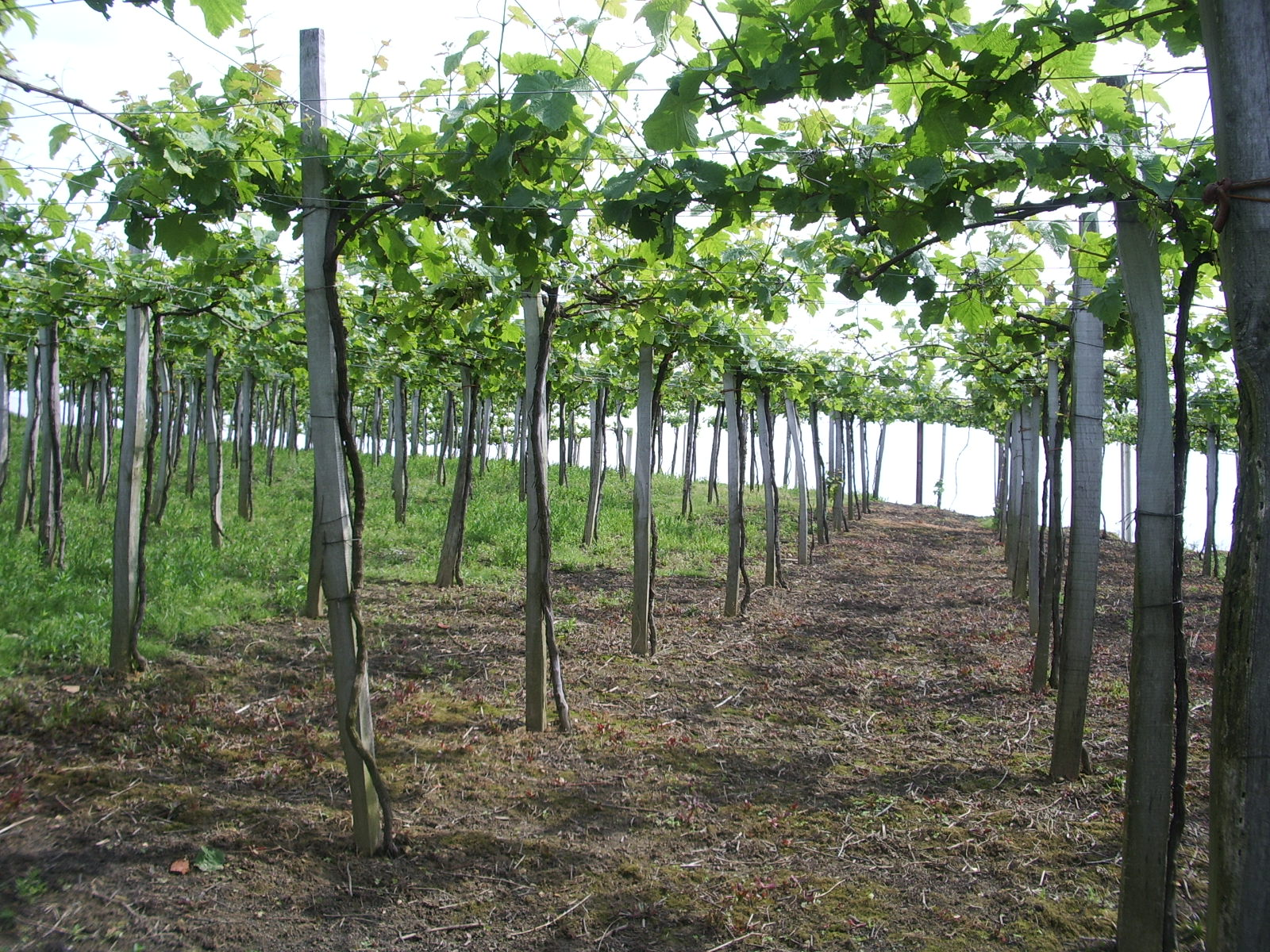
Les vignes en demi-hautains du vignoble de Getariako Txakolina.

Les vignobles du Pays basque (Euskal herriko mahastiak en basque) s'étendent, historiquement, aussi bien sur le Pays basque français (ou Iparralde) que sur le Pays basque espagnol (ou Hegoalde). Tous deux possèdent une longue tradition viticole, qui se traduit par une multitude d'appellations d'origine et des caractéristiques spécifiques à ces terroirs. Ce furent initialement les Bituriges Vivisques qui implantèrent un vignoble dans la région comprise entre l'embouchure de la Gironde et le piémont pyrénéen. L’abondance de vignes sauvages dans les vallées de Cantabrie, du Pays basque ou du Béarn leur permit de sélectionner des variétés spécifiques, dites pyrénéo-atlantiques, et cette viticulture indigène, fait exceptionnel en Europe occidentale, ne doit rien à la colonisation romaine. Au cours du Moyen Âge, les chemins de pèlerinage de Saint-Jacques-de-Compostelle, qui convergeaient vers cette zone, obligèrent les moines de l’abbaye de Roncevaux, gérants de l'hospitalité, à développer leurs vignobles du prieuré d’Irouléguy jusqu'à Fontarrabie. On y trouvait déjà des variétés proches des cépages actuels. C'est ce vieil encépagement, même après certaines mutations, qui est toujours présent dans les vignobles du Pays basque que sont l'Irouléguy, la Rioja, le Txakoli et la Navarre. Ces vignobles, où les ceps sont conduits en hautains ou semi-hautains donnent une spécificité à leurs vins qui ne se différencient que par les variétés de leurs terroirs.

#### Pologne

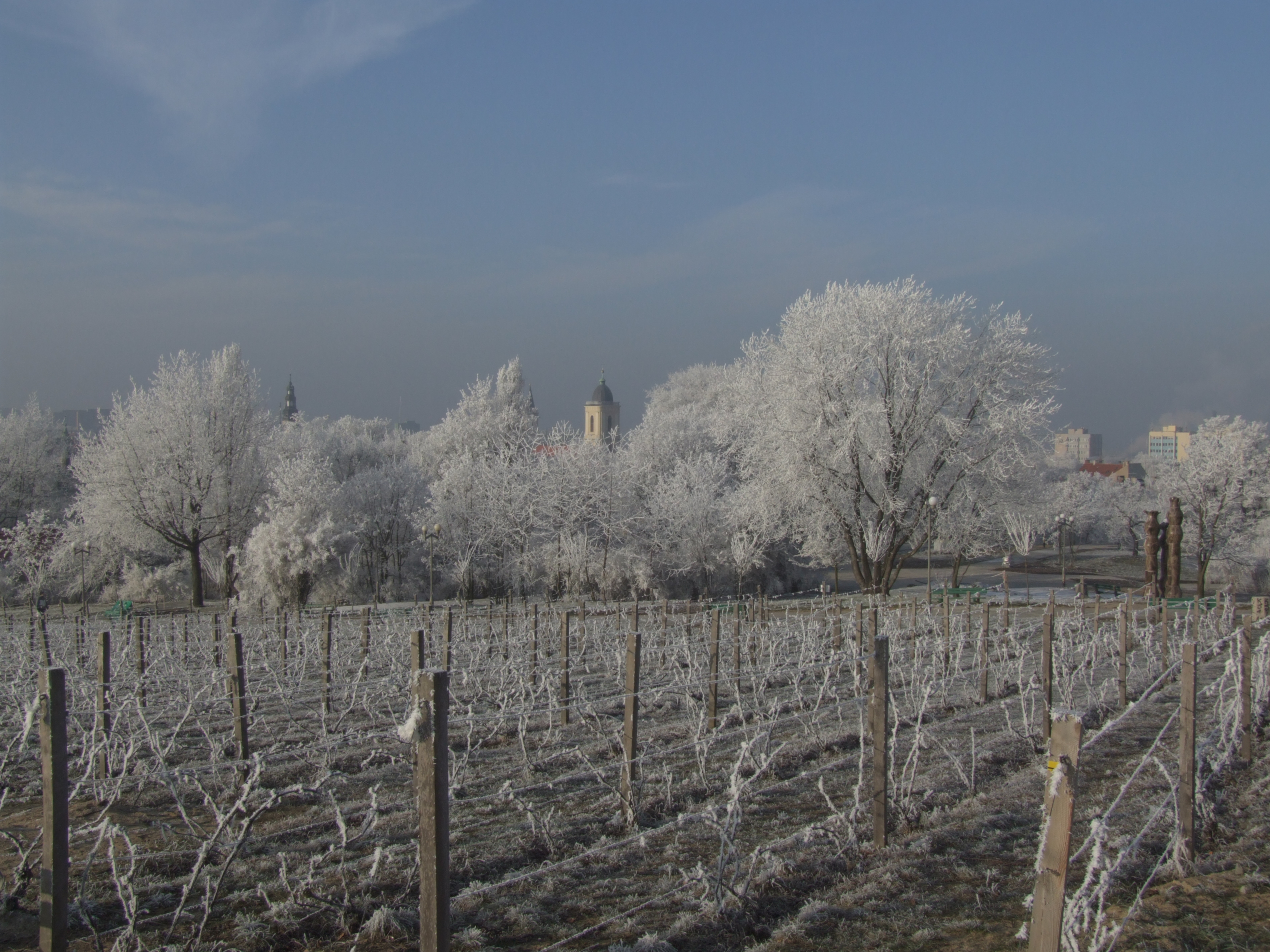
Le vignoble de Zielona Góra en hiver

C'est une viticulture renaissante depuis 2005. Depuis longtemps toute tradition viticole avait été perdue. De plus, le vin n'avait jamais été populaire, les Polonais lui préférant la vodka, la bière ou à défaut des vins de fruit. Une première viticulture fut développée dans la région de Zielona Góra, au XIe siècle par les bénédictins et les cisterciens, l'Église encouragent la production de vin locale pour célébrer la messe.
De cette période, il subsiste le Jutrzenka, un cépage typiquement polonais. Après avoir obtenu en décembre 2004 l'accord de la Commission européenne pour développer leur production, les viticulteurs eurent l'ambition de la vendre. Mais ils ne purent commercialiser leurs vins car il n'y avait pas de législation adéquate. Un projet de loi fut déposé au ministère de l'Agriculture.
Il fallut attendre quatre ans et la menace des viticulteurs impatientés de déposer plainte contre leur gouvernement auprès du tribunal de Strasbourg pour que la loi polonaise n'interdise plus la vente du vin polonais élaboré à domicile. Sans cette autorisation de mise sur le marché, la Pologne restait l'un des rares pays européens à interdire à ses vignerons d'embouteiller le vin de leur terroir et de le commercialiser. En 2008, le Parlement vota la loi attendue, ce qui permet, depuis mai 2011, que les producteurs de vins ne sont plus contraints de s'enregistrer en tant que commerçant pour vendre leur production.

#### Portugal

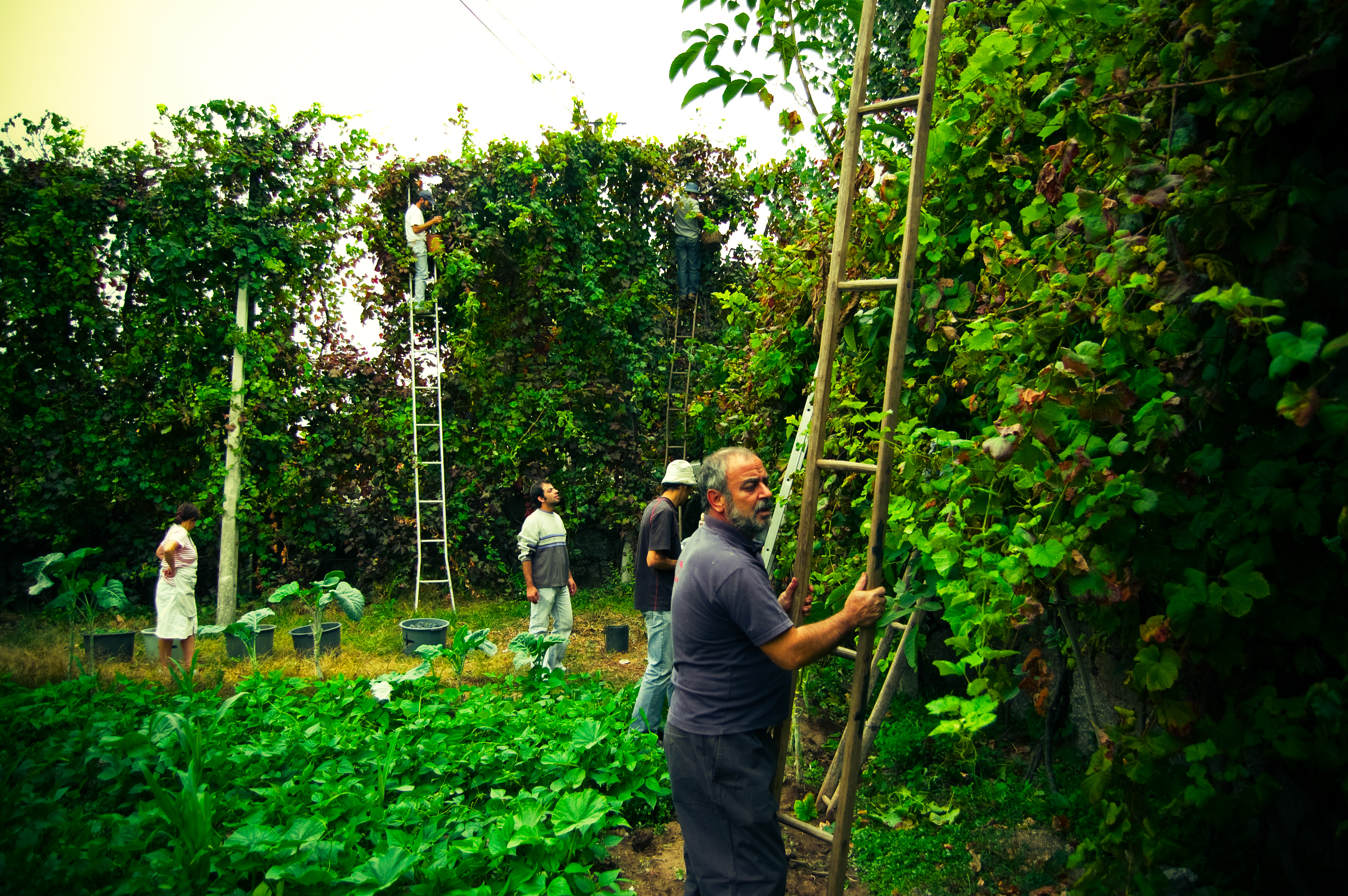
Vendanges dans la région du vinho verde

La viticulture au Portugal a été introduite au cours de l'Antiquité par les marchands phéniciens, carthaginois, grecs et romains. Ses différents terroirs, dans leurs traditions vitivinicles et leur encépagement, reflètent ces influences. Sans oublier l'importance qu'a eue sur l'élaboration des vins du Portugal, dès le Moyen Âge, le négoce avec l'Angleterre en particulier pour le porto puis le madère. La viticulture la plus originale reste celle produisant le vinho verde (vin vert) dans la région de Minho. Son nom fait référence à la fraîcheur de sa jeunesse plus qu'à sa couleur puisque cette appellation produit des vins rouges, des vins blancs et quelques vins rosés. Ces vins doivent se boire dans leur prime jeunesse. Leur zone de production s’étend sur 160 kilomètres et représente 15 % de la superficie du vignoble portugais. C'est un vignoble morcelé à l'extrême où, d'une façon générale, chaque producteur ne possède guère plus d’un hectare. Ses vignes, longtemps cultivées en hautain sont maintenant conduites sur cruzeta.

#### Roumanie

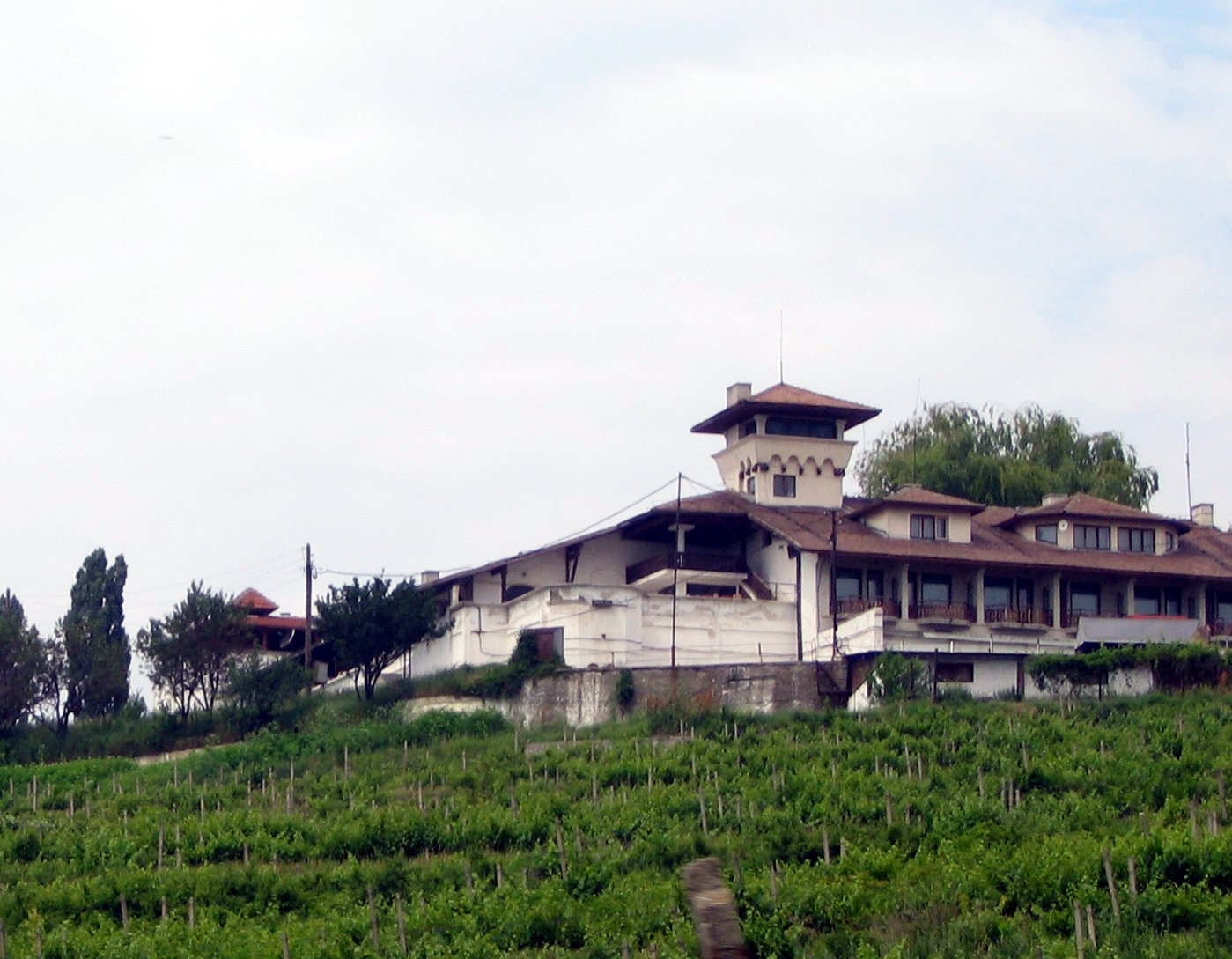
Vignoble de Boldeşti-Scăeni.

La viticulture en Roumanie date de plus de 3 000 ans. Il existe huit grandes régions viticoles : plateau de Transylvanie, plateau de la Moldavie, piémont des Carpates, plateau Génique, Banat-Crișana-Maramureș, sables du sud d'Olténie, plaine roumaine et plateau de la Dobroudja. C'est le premier producteur parmi les anciens pays du bloc de l'Est. La production était de 5 089 800 hectolitres de vin pour l'année 2002, soit 2 035 500 en Moldavie, 1 530 000 en Munténie, 492 200 en Olténie, 400 800 en Dobroudja, 621 300 en Crișana-Muramures, 312 300 en Transylvanie et 57 700 hectares dans le Banat. 68,5 % des vins produits en 2002 sont blancs, 31,4 % sont rouges ; 71,5 % sont des vins de consommation courante, 28 % sont des DOC. Tandis que les importations sont réduites (7 770 hectolitres), un dixième de la production roumaine est exporté, vers la Moldavie (218 110 hectolitres), l'Allemagne (152 360), la Tchéquie (35 180), l'Italie (23 270), le Royaume-Uni (11 230) ou Israël (8 820).

#### Royaume-Uni

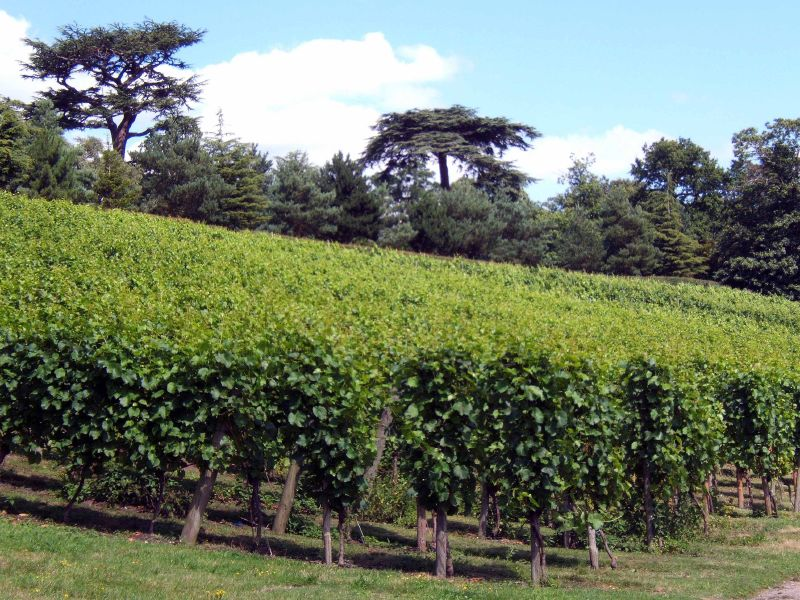
Vignoble de Painshill Park

Il y a eu une véritable viticulture au Royaume-Uni il y a quelques centaines d'années, mais il n'en reste que peu de chose actuellement. Mais les Britanniques restent vraiment très intéressés et passionnés par tout ce qui concerne le vin depuis des siècles. On peut citer Hambledon vineyard comme le précurseur de la viticulture moderne anglaise dans les années 1950. Malheureusement cette zone géographique, climatique donc viticole n'est pas la meilleure pour la culture de la vigne (très froid et humide). Néanmoins quelques vignobles ont été créés. Actuellement[Quand ?], on recense 115 producteurs et environ 400 vignobles. Bien que la majeure partie du vignoble se trouve dans le sud dans l'Angleterre, on peut trouver quelques vignobles au Pays de Galles, dans le Yorkshire et jusqu'à Durham.

#### Russie

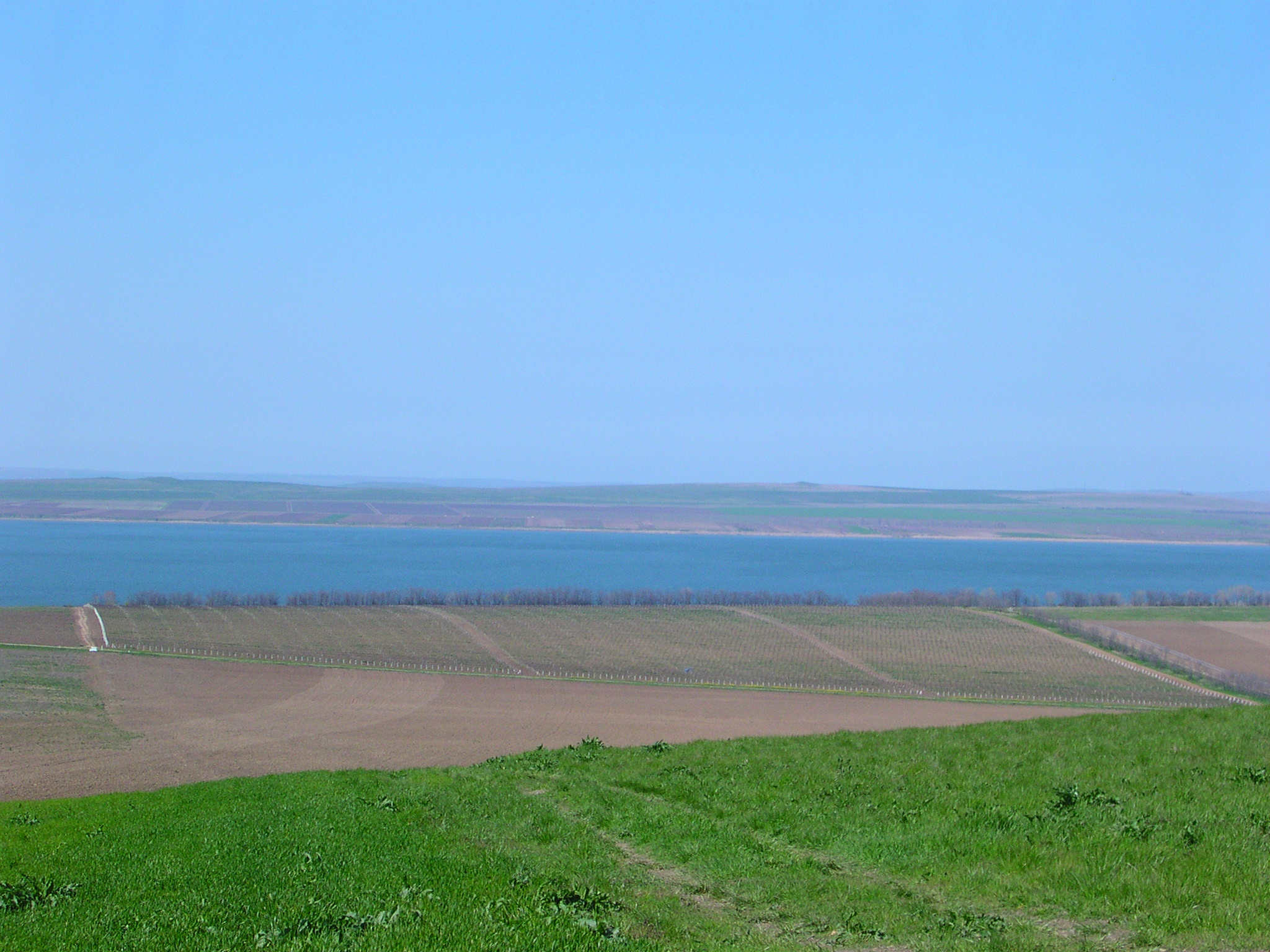
Paysage en hiver des vignobles sur la péninsule de Taman', lieu-dit Yantar

La viticulture en Russie a commencé avant notre ère grâce aux vitis vinifera qui existent toujours sous la forme de lambrusques dans les monts du Caucase.
Les découvertes archéologiques ont montré qu'elle a été initiée par des colons grecs, entre mer Noire et mer d’Azov, et principalement dans la péninsule de Taman, où ont été retrouvées les ruines de leurs caves. Après les Grecs, ce furent les Khazars, les Adyguéens et les Cosaques qui continuèrent la viticulture. Prospère sous les tsars, cette viticulture fut négligée par les Soviétiques et même menacée de disparition pendant la campagne anti-alcool de Gorbatchev. Elle redémarre lentement depuis les années 2000.
Ce renaissance est due à des hommes comme l'œnologue Frank Duseigneur qui s'est installé depuis 2003, avec Gaëlle Brullon, dans la région de Kouban. Ils y cultivent des sauvignons, des chardonnays et produisent des vins d'assemblages comme dans le bordelais. Ils ont été rejoints par Jérôme Barret, œnologue champenois, qui s'occupe du château Tamagne, au nom de la société Kubanivo. Quant à Hervé Jestin, venu de chez Duval-Leroy, il élabore des vins effervescents pour Abraü-Durso, une firme de mousseux fondée par le tsar Alexandre II.
Plus récemment, Alain Dugas, venu du château la Nerthe, à Châteauneuf-du-Pape, avec la collaboration de partenaires russes, a créé, à Anapa (le village des Arméniens), le domaine Gaï Kodzor, sur les rives de la mer Noire. Après une analysé pédologique et microclimatique, partant du constat que ces terroirs se situent autour du 45e parallèle, comme les côtes-du-rhône et le bordeaux, il a adapté des cépages rhodaniens en Russie comme le grenache, le caladoc, le cinsault et le viognier. Enfin, Patrick Léon, qui fut le directeur technique du château Mouton Rothschild, Opus One et Almaviva, s'est fixé près de Grand Vostock, au domaine Lefkadia, où il vinifie des cépages locaux et français. Il est à souligner que la législation russe n'a pas encore statué ni sur la qualité du vin ni sur la délimitation des zones viticoles.

#### Saint-Marin

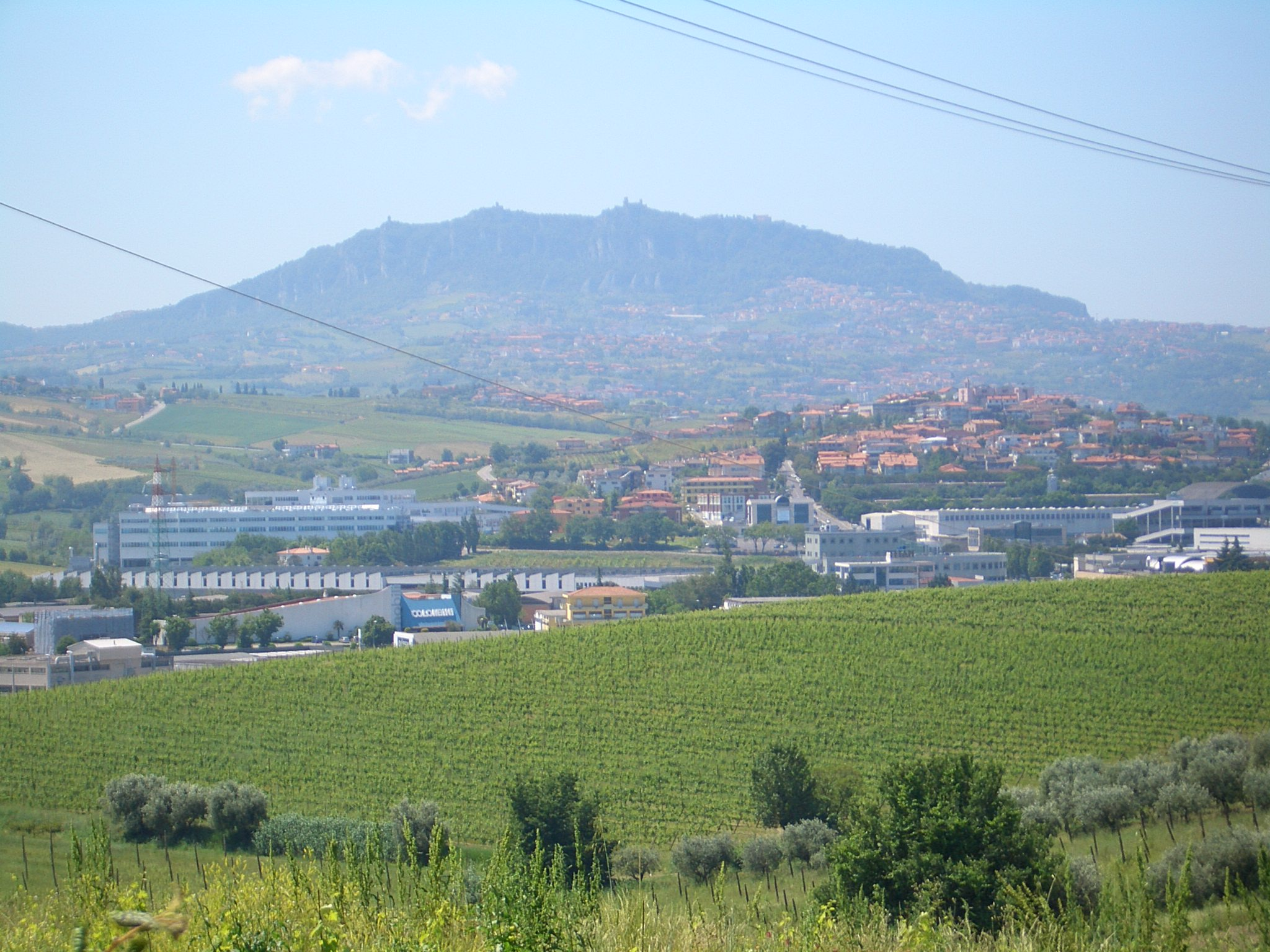
Au premier plan le vignoble dominé en fond par le Mont Titano

La viticulture à Saint-Marin est l'une des plus dynamiques de la péninsule italienne. Elle le doit tant à son climat, qu'à son terroir et à une sélection de cépages entreprise par les vignerons de la République regroupés en Consortium. Sa réglementation sévère pour pouvoir présenter des vins typiques lui permet de récolter de prestigieuses récompenses aux concours internationaux.
Si la présence de vignes dans le territoire de Saint-Marin remonte à l'Antiquité, les restes d'un pressoir et d'autres objets de vinification datant du Ier siècle ont été identifiés par les archéologues, le premier document qui atteste la vente des vignobles de Saint-Marin est daté 1253, il s'agit d'un contrat concernant le vignoble du Castello di Casole, entre le comte Taddeo de Montefeltro et le sindaco (maire) Odo Scarato.

#### Serbie

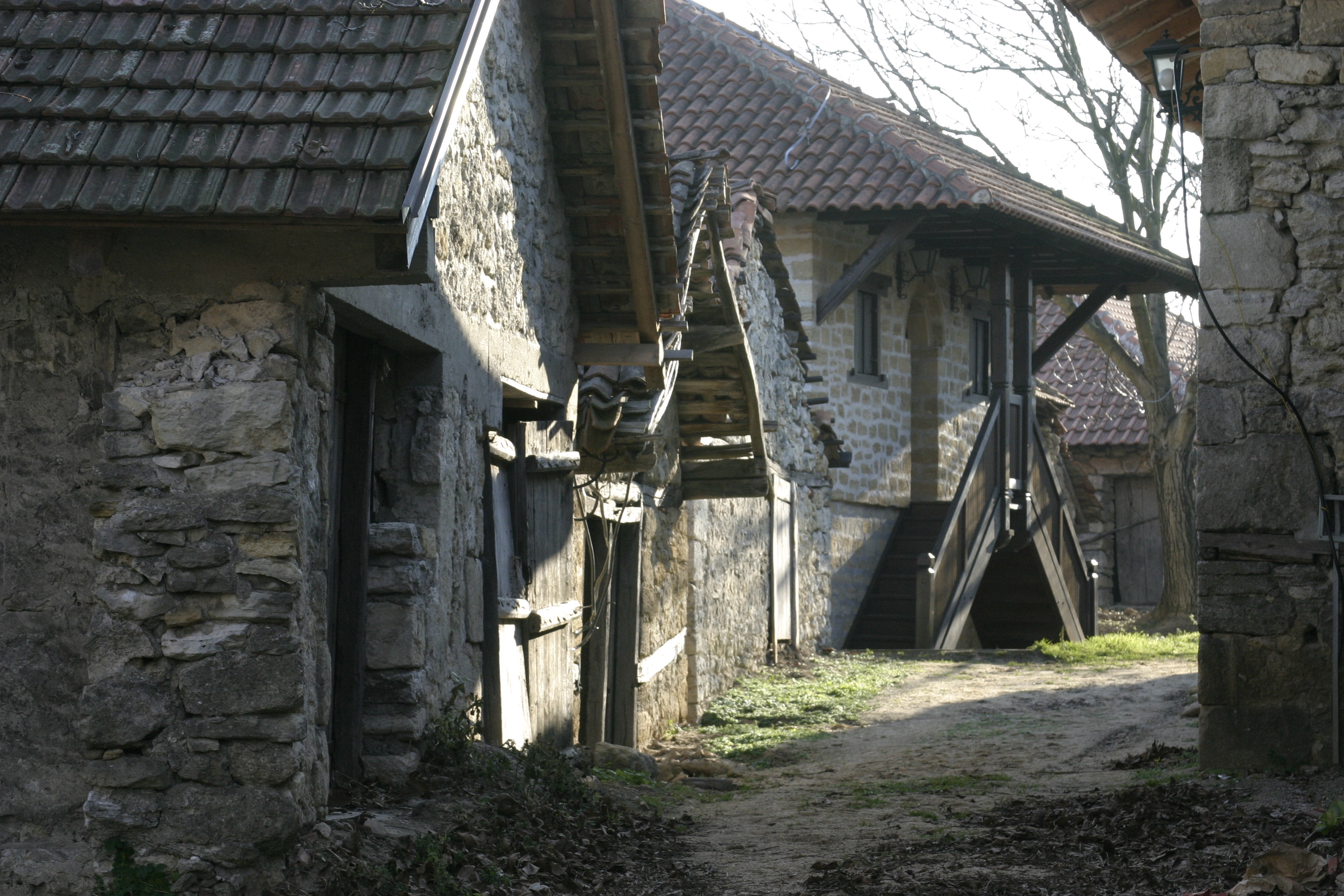
Cave vinicole à Rajac

La viticulture au Kosovo.

#### Slovaquie

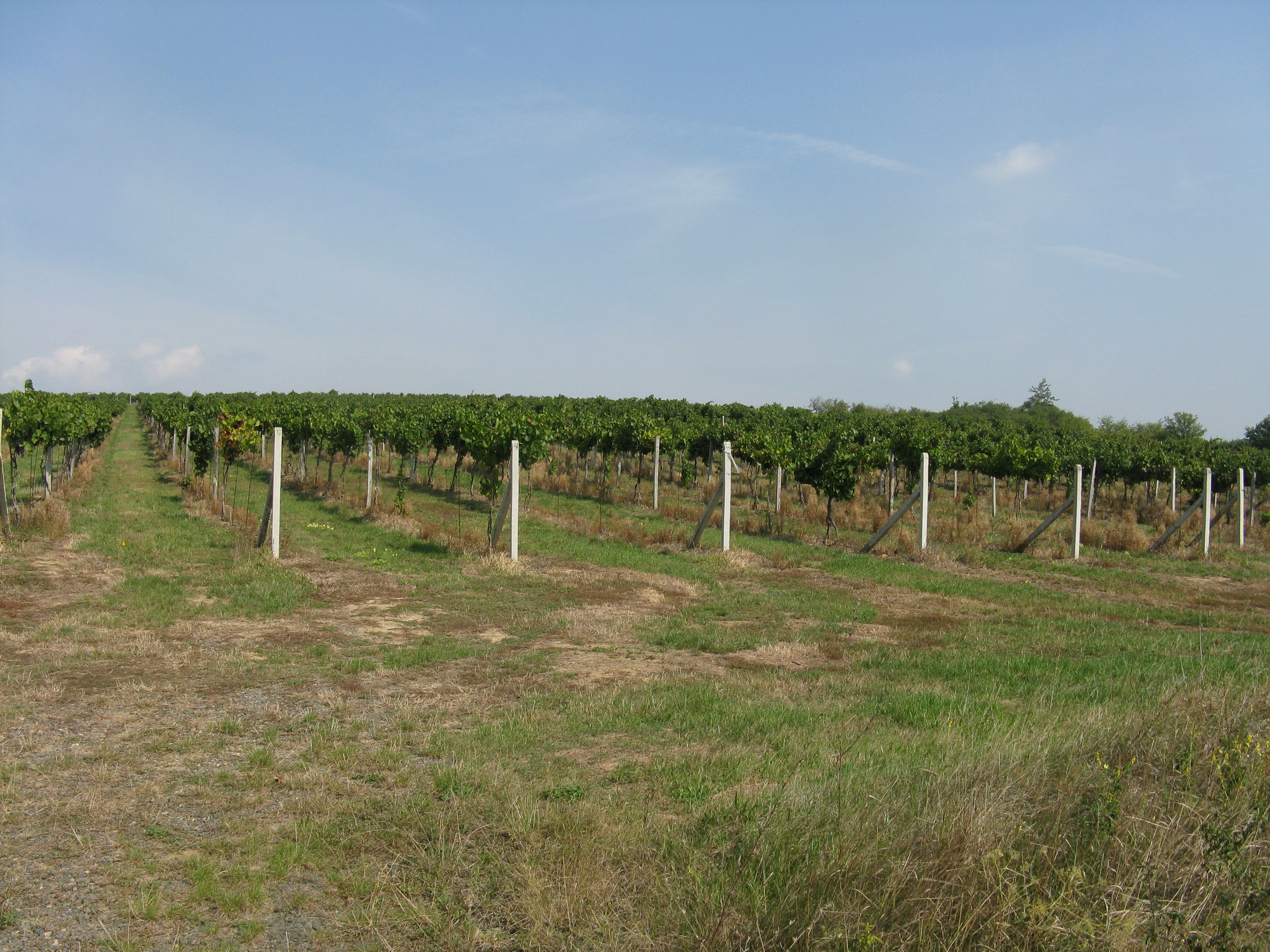
Vignoble de Brhlovce, producteur de l'appellation Tokaj slovaque.

La viticulture en Slovaquie commence au 1er millénaire avant notre ère. La seconde moitié du Moyen Âge peut être considérée comme une période particulièrement bénéfique pour le développement de la viticulture, le seul événement désastreux pour la région ayant été l'invasion des Tatars en XIIe siècle. La viticulture est concentrée dans le sud du pays, en particulier sur les versants sud, sud-ouest et sud-est des Carpates, qui occupent deux tiers du territoire slovaque. Après avoir obtenu son indépendance en 1993, la Slovaquie a pris la décision d’appliquer une politique protectionniste sur les vins à l’importation, afin d’encourager une progression qualitative de la production locale et permettre aux vignerons slovaques de vendre toute leur production en Slovaquie à bas prix, sans concurrence étrangère. C’est au moment de l’adhésion de la Slovaquie à l’UE (1er mai 2004) que les producteurs ont dû rapidement affronter une concurrence internationale importante.

#### Slovénie

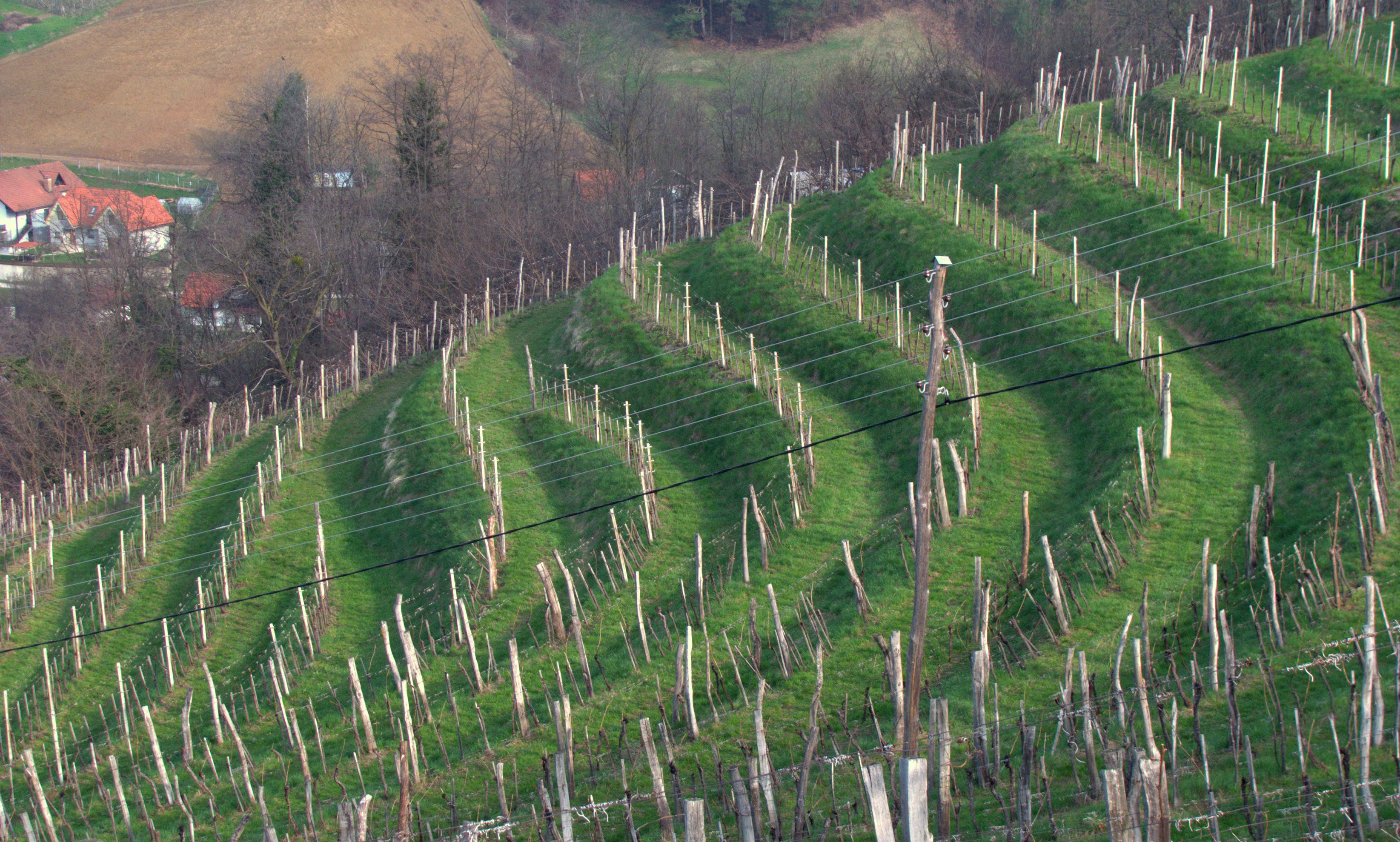
Vignoble à Hrastju

La viticulture en Slovénie existe depuis l'époque des Celtes et des tribus illyriennes, longtemps avant que les Romains ne développent des vignobles en Gaule, dans la péninsule ibérique et en Germanie. Elle a fait de très rapides progrès après l'effondrement de la Yougoslavie indépendante. Aujourd'hui la Slovénie est l'une des plus prospères régions viticoles d'Europe centrale. Aujourd'hui la Slovénie a plus de 28 000 caves de vinification produisant entre 800 000 et 900 000 hectolitres par an pour une superficie totale de 22 300 hectares. Le vin blanc représente environ 75 % de la production. Presque tout le vin est consommé sur place avec seulement 61 000 hectolitres exportés chaque année principalement vers les États-Unis, la Bosnie-Herzégovine, la Croatie et la République tchèque. La Slovénie a trois principales régions viticoles : la vallée de la Drave, la Basse-Vallée de la Sava et le Littoral slovène.
Le vignoble le plus ancien du monde se trouve à Maribor, en Slovénie, où il a été planté il y a 400 ans. Il ne produit que 35 à 55 kilogrammes de raisins par vendange. Le vin est conditionné dans une centaine de bouteilles mignonettes,.

#### Suède

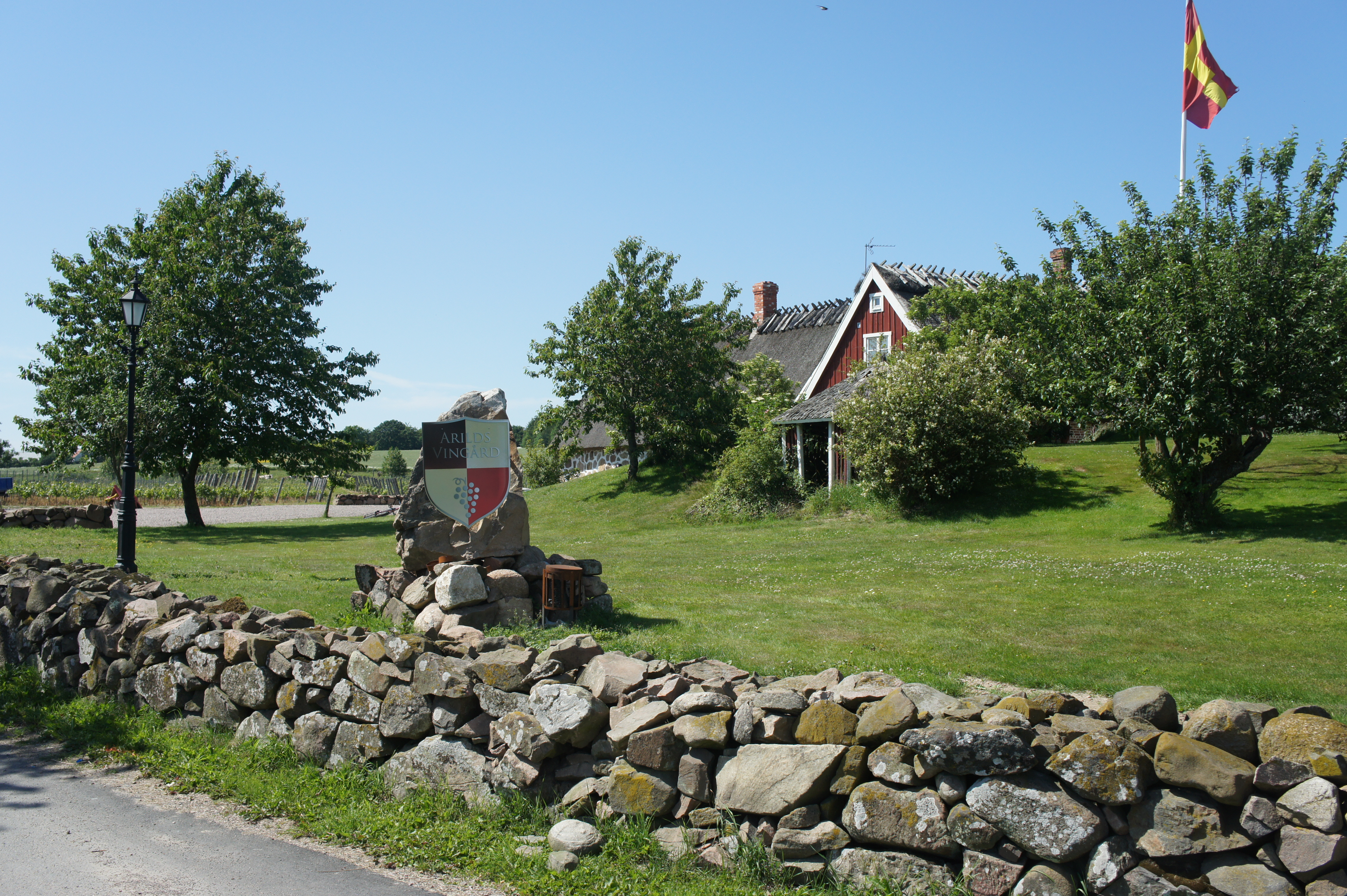
Propriété viticole à Arilds

La vigne en Suède, si elle reste marginale dans l'économie du pays, couvrait une douzaine d'hectares et produisait, en 2006, 5 617 litres de vin, dont 3 632 litres en rouge et de 1 985 litres en blanc. D'une culture expérimentale, la vigne, classée en zone viticole A par l'Union européenne, est passée dans des domaines commerciaux en particulier dans le Gotland et l'Öland. La plus grande concentration de vignobles se trouve en Scanie.

#### Suisse

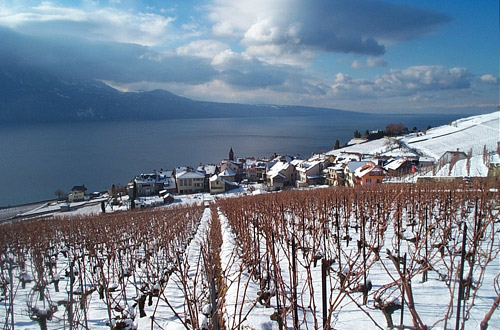
Village de Rivaz, région de Lavaux, dans le Canton de Vaud.

La Suisse est un petit pays viticole mais légitime. Historiquement la viticulture remonte à l'époque romaine et aujourd'hui c'est une activité économique aux nombreuses ramifications sociales et culturelles.
La viticulture en Suisse (source: OFAG - Office fédéral de l'agriculture) s'étend sur près de 150 km2, elle est principalement concentrée le long du Rhône au sud ouest du pays, où les trois régions contiguës Valais (33 %), Vaud (26 %) et Genève (9 %) représente 68 % de la surface totale, la Suisse alémanique au nord et au nord est de la Suisse représente 18 % de la surface mais le vignoble y est plus dispersé. Le Tessin au sud des Alpes représente 7,4 % de la surface et enfin les vignobles des trois lacs (Neuchâtel, Bienne et Morat) au pied du Jura représente 6,4 % de la surface.
Globalement, la Suisse est un territoire tourmenté où les Alpes représentent les deux tiers du pays, suivies par le Plateau et le Jura. Les vignes sont d’ailleurs réparties selon cette même clef. Par comparaison aux vignobles européens les vignes sont relativement hautes en altitude - entre 270 m au plus bas (au Tessin) et 1 100 m au plus haut (en Valais) – et souvent dans des zones à forte déclivité. En hiver il n’est pas rare de voir de la neige dans les vignes et les températures annuelles moyennes se situent entre 9 degrés (Suisse alémanique) et 12 degrés (Tessin). De fait la Suisse fait partie des producteurs de vin dit de régions fraîches.
Une particularité de la viticulture suisse est que la production ne satisfait qu'un tiers des besoins du marché intérieur, par conséquent elle est peu exportée mais néanmoins c'est une production de qualité.

#### Ukraine

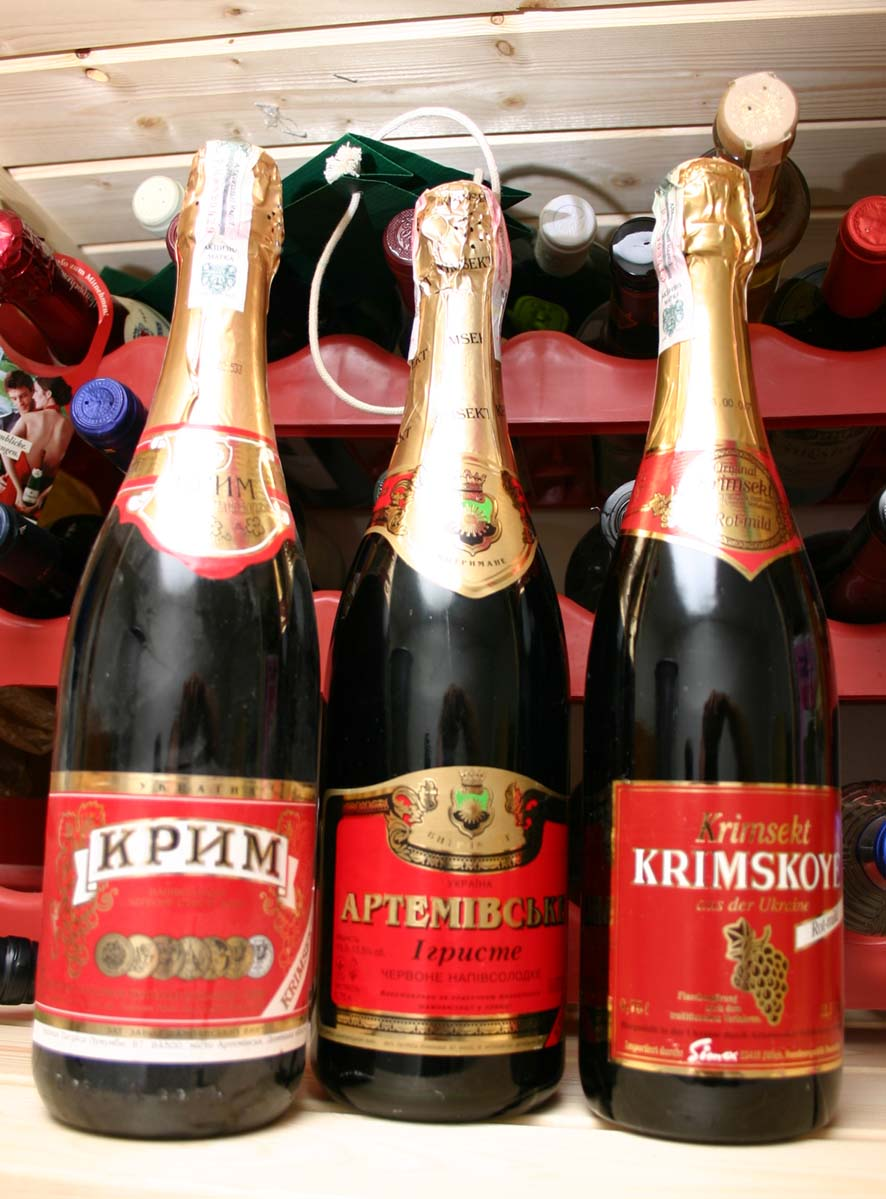
Vin effervescent produit à Bakhmout.

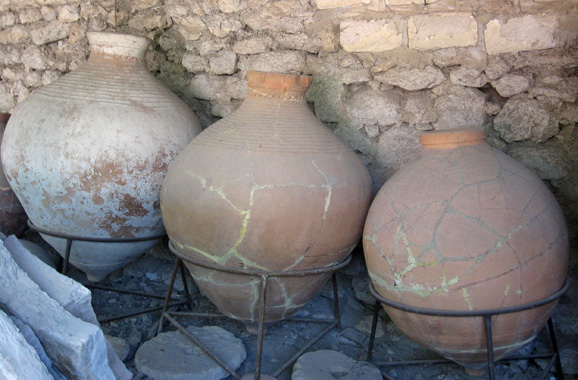
Poteries grecques,
site archéologiques de Kherson

La viticulture en Ukraine est héritière d'une longue tradition. La vigne introduite par les Grecs a prospéré avec l'appui du christianisme. Des restes d'amphores et de pressoirs à vin permettent d'affirmer que la production de vin existait déjà au IVe siècle av. J.-C. Les Scythes, habitants de l'actuelle Ukraine, buvaient leur vin pur, au grand dam des Grecs et Romains, qui coupaient le leur d'eau. À partir du XIe siècle, les moines cultivent la vigne plus au nord dans les environs de Kiev pour assurer leur approvisionnement en vin de messe.
En 1818, une colonie de vignerons suisses du canton de Vaud s'implante en Ukraine pour produire du vin destiné à la cour du Tsar. Elle reçoit une exonération d'impôt et de service militaire et prospère rapidement. Le vignoble de 500 hectares qu'ils ont créé est divisé entre un kolkhoze et un sovkhoze lors de la nationalisation des terres. Le comte Vorontsov encourage la plantation de vigne au début du XIXe siècle, créant un grand domaine à Yalta en 1820 et un centre de recherche viti-vinicole en 1823. Après la guerre de Crimée, le prince Lev Sergueïevitch Golitsyn initie la fabrication d'un vin mousseux qu'il baptise « champagne » en référence à l'illustre vin français. Le vignoble subit une attaque administrative en 1986, lorsque Gorbatchev ordonne un arrachage massif de vignes pour lutter contre l'alcoolisme (et réguler (au niveau russe) la production de boissons alcoolisées. Sur 2 500 km2, 800 disparaissent ainsi. Les plantations ont repris de manière importante depuis 2000. Dans les années 2000, le secteur viticole est en core essentiellement un marché fermé, mais son avenir est probablement tourné vers l'internationalisation comme l'ouverture d'un salon à Odessa le laisse entrevoir. Cependant l'usurpation de noms d'AOP reconnues pourrait, à terme, gêner un certain nombre d'opérateurs européens et poser un problème dans son développement extérieur.

### Amérique du Sud

#### Argentine

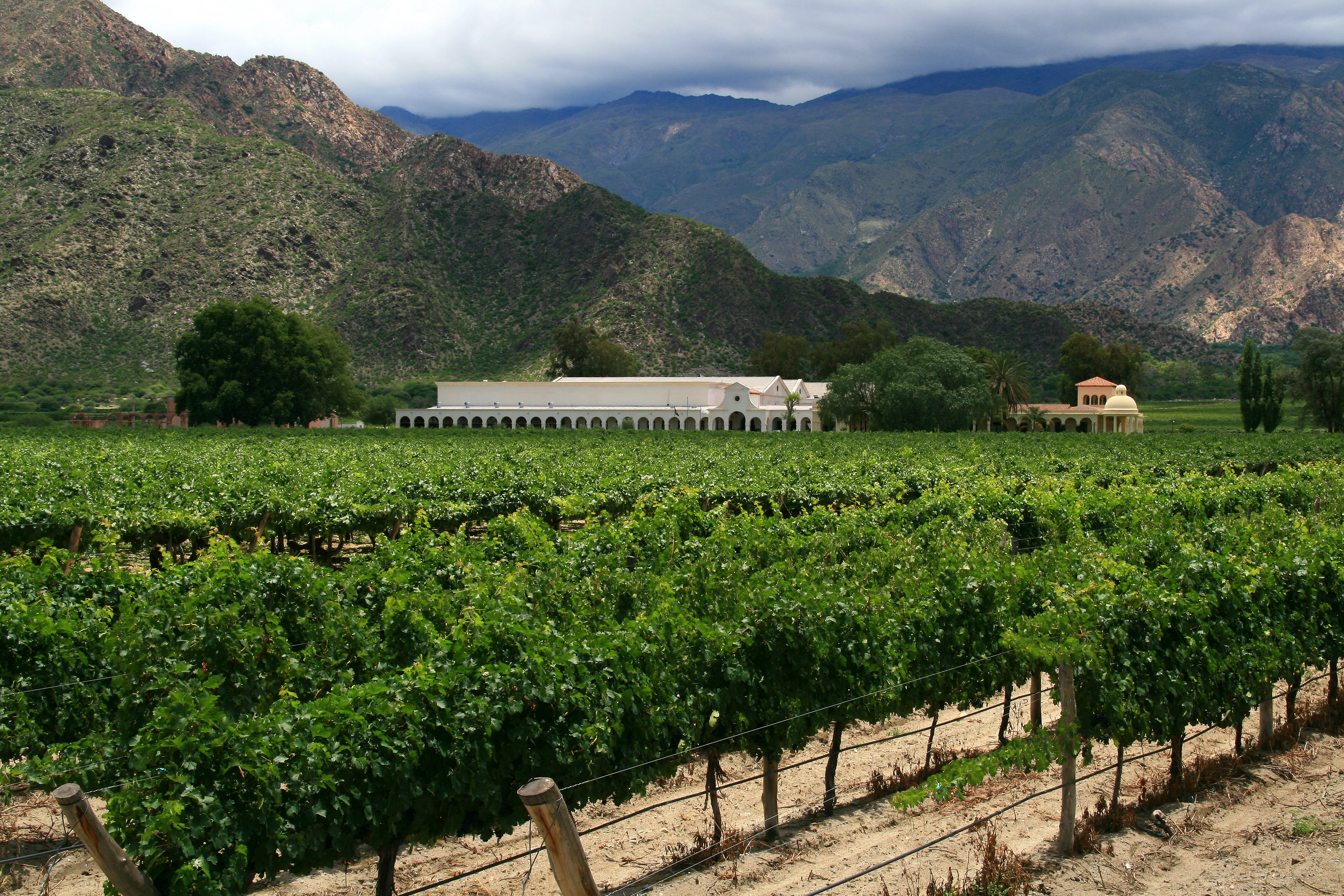
Vignoble de Cafayate

La viticulture en Argentine est originaire d'Espagne. En 1557 pendant la colonisation des Amériques, un certain Juan Cedrón (ou Cidrón) amena les premiers ceps de vigne à
Santiago del Estero et la culture du raisin ainsi que la production de vin commença dans les environs puis s'étendit progressivement à d'autres régions du pays. Comme dans beaucoup de pays d'Amérique elle fut d'abord tentée avec des cépages locaux (Vitis labrusca, Vitis rupestris) qui ne sont pas de la même souche que les cépages européens (Vitis vinifera). Ces cépages locaux donnent au vin un goût foxé (très rude et acide), qui n'est généralement pas très apprécié ; rapidement les moines franciscains firent venir d'Europe les meilleurs cépages. Déjà vers le milieu du XIXe siècle, le vignoble était important et n'a cessé de se développer, même si, de nos jours, les surfaces exploitées sont inférieures à celles des années 1970. Cette diminution est compensée grandement par l'accroissement du rendement.
Les vignes en hautains, sur espaliers ou en gobelets furent les trois méthodes les plus utilisées en viticulture à Mendoza et à San Juan, dès 1561, date de leurs fondations par les conquérants espagnols, et jusqu'à la modernisation de la viticulture argentine, dans les années 1870. L'étude menée par Pablo Lacoste a révélé que 97 % des ceps ont été cultivés en vignes basses et seulement 3 % en vignes hautes. Dans le premier cas, les trois-quarts étaient conduits en gobelet, pour le quart restant les sarments étaient liés à des tiges de saule et peuplier. Habituellement les cépages noirs étaient conduits en gobelets et les muscats blancs sur espaliers ou sur hautains.

#### Brésil

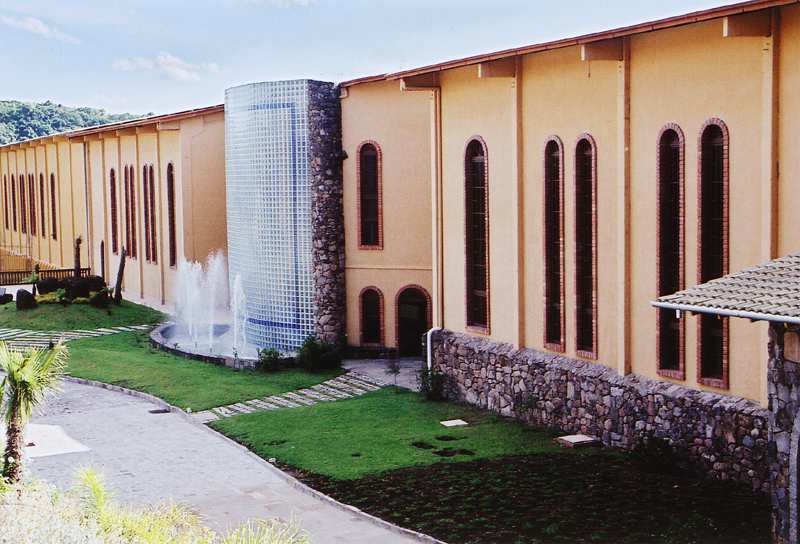
Cave de la Casa Valduga dans la Vale dos Vinhedos à Bento Gonçalves, Rio Grande do Sul.

La viticulture au Brésil a été introduite au XVIIe siècle avec l'arrivée des colons européens, portugais, italiens et allemands. La fondation de missions catholiques et le besoin en vin de messe dynamisa la culture de la vigne au Brésil, essentiellement dans le sud (aujourd'hui le Rio Grande do Sul). Le vignoble couvre près de 50 000 hectares, soit près de vingt fois moins qu'en France. La capitale viticole brésilienne est Bento Gonçalves, située à près de 400 km de l'Argentine. Un vin (le Muskatel de la Miolo) est élaboré dans une région très proche de l'équateur, défiant ainsi les principes géographiques classiques de la viticulture.
Le vignoble est conduit en latada, c'est-à-dire sur treillis ou pergola. Dans ce mode de conduite, hérité du Portugal, les sarments sont placés à l'horizontale, comme sur une tonnelle. Le rendement est élevé, et la productivité l'emporte sur la qualité. Les grappes de raisin pendent sous les feuilles et sont moins exposés au soleil. Or le raisin a besoin du soleil pour mieux mûrir, produire du sucre et développer ses arômes. Dans les régions très chaudes et ensoleillées, cet inconvénient est minime, mais dans les régions plus humides la maturation reste insuffisante. Ce problème est courant dans le sud du Brésil, une région de fortes précipitations, ce qui impose de replanter les vignobles avec conduite en espalier.
Dans ce mode de conduite, dit espaldeira au Brésil, les vignes sont plantées verticalement et en rangées parallèles. C'est ici le meilleur système pour obtenir des raisins de qualité. Les grappes conduites en espalier sont non seulement bien exposés au soleil mais n'accumulent pas ou peu d'humidité. Ce type de conduite de la vigne permet une meilleure maturation des baie/s.

#### Chili

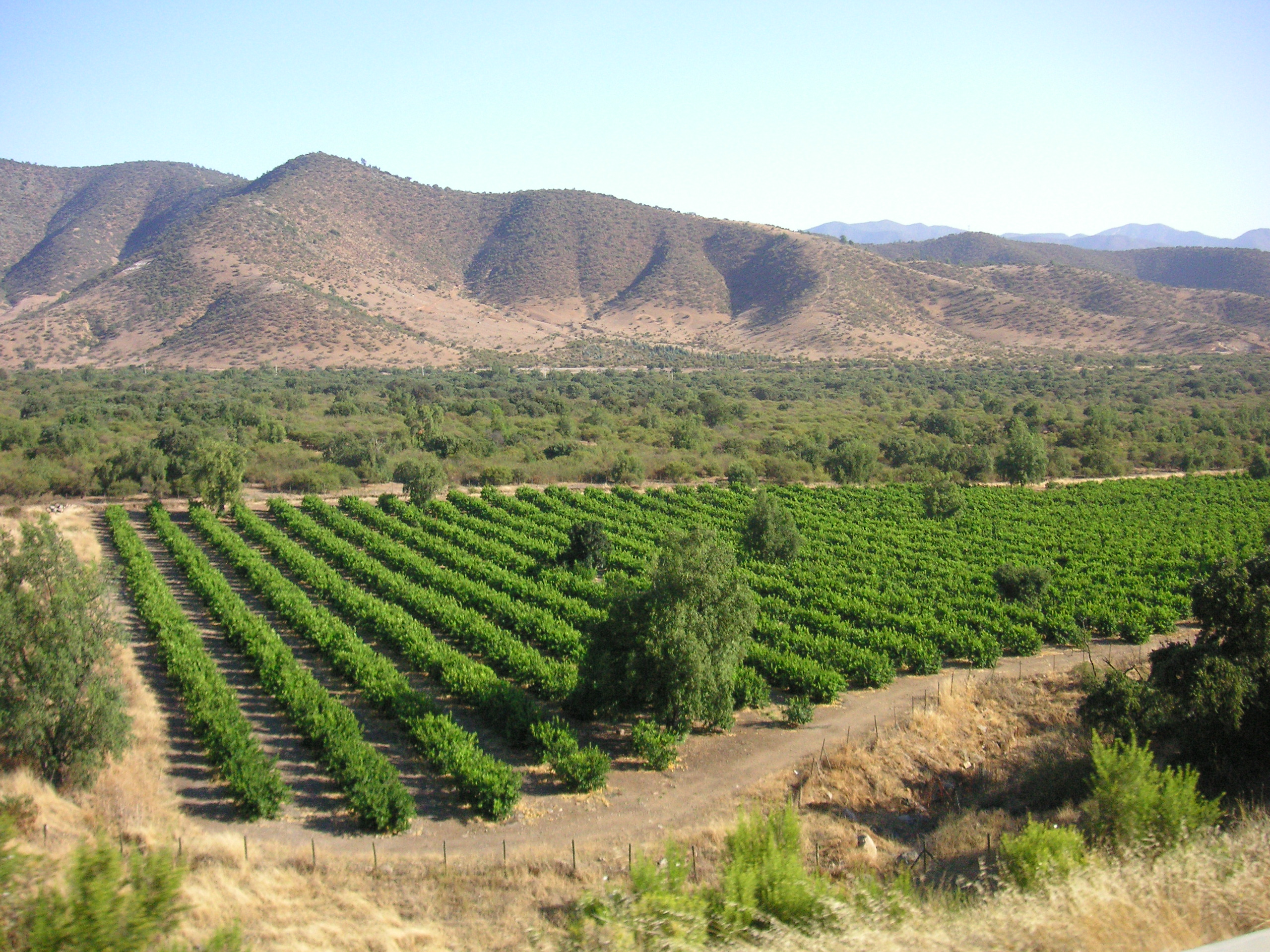
Vignoble sur le piémont des Andes

La viticulture au Chili commença au XVIe siècle. En 1551, un commerce de raisins existait à Santiago et à la Serena. Puis, en 1594, un document signala un grand développement des vignes. C'était vignoble colonial, dont la vigne provenait d'Espagne via le Pérou. D'abord plantée autour de Santiago, elle va s'étendre vers Conception et Angol. En dépit d'un climat très favorable, elle resta cantonnée dans ces secteurs pour que ses vins ne concurrencent ceux de sa métropole. Pour ce faire l'Espagne édicta restrictions et interdits, les viticulteurs locaux furent taxés, les licences de plantation et de vente refusées.
Au début du XIXe siècle l'Indépendance permit un bond à la viticulture chilienne. Le système colonial faisait venir des cépages espagnols, la décolonisation les fit chercher en France. En 1838, les propriétaires de vignobles rejoignirent la Société d'agriculture du Chili et celle-ci améliora le vignoble. Les cépages bordelais alternèrent avec ceux de Bourgogne. Un tiers du vignoble en fut changé. Seules les anciennes vignes persistèrent dans les secteurs les moins rentables, au nord dans les vallées de Copiapo, d'Huasca et d'Elqui ; au sud jusqu'à Bio-Bio. Dans un pays exempt de maladies cryptogamiques et du phylloxéra, leur vitalité fut telle que certaines devinrent de « vraies vignes sauvages accrochées aux arbres des forêts et fructifiant ».

#### Uruguay

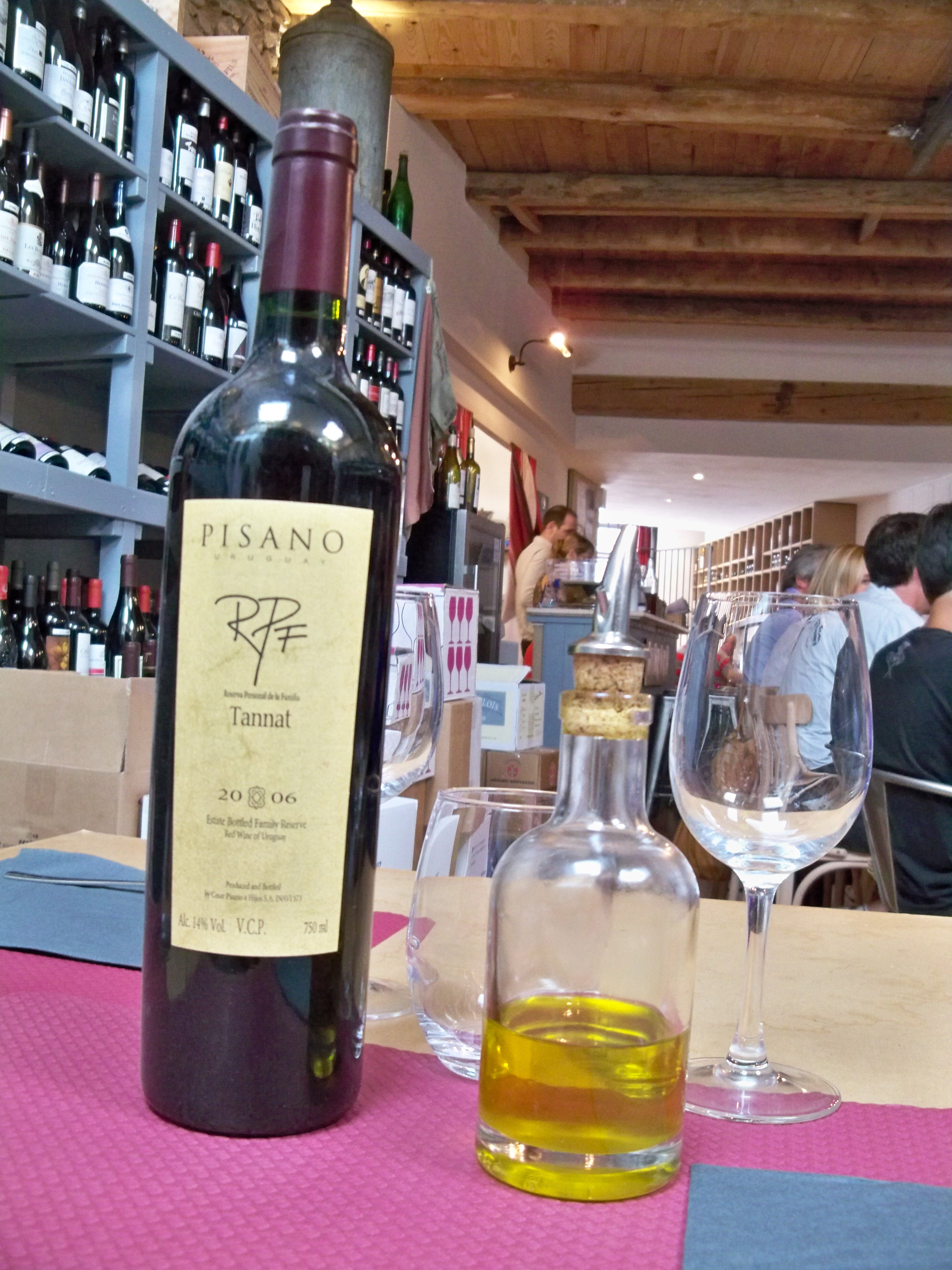
Pisano, tannat, 2006

La viticulture en Uruguay fut implantée par les colons espagnols au XVIIe siècle mais c'est dans la seconde partie du XIXe siècle qu'un basque du nom de Pascual Harraigue introduisit le tannat, originaire de Madiran, qui allait devenir le cépage emblématique de ce pays. Celui-ci produit des vins puissants aux tanins parfois agressifs. Les vignobles sont essentiellement implantés au nord et nord-ouest de Montevideo où la Rio Plata apporte une chaleur modérée. Ils sont situés aux mêmes latitudes que ceux de ses voisins argentins et chiliens. Le climat y est de type méditerranéen. Le vignoble au nord de Montevideo (département de Canelanos) repose sur un sol argileux et un climat tempéré. Il représente à lui seul 60 % de la production nationale.
Le vignoble su sud-ouest est implanté sur des sols de roche détritique (alluvions récentes) et bénéficie d'un climat local favorable créé par la confluence entre les fleuves Uruguay et Paraná. Ce terroir accélère la maturation du raisin et permet de récolter une vendange riche en alcool. Le vignoble du centre du pays pousse sur un sol sableux. Le climat local très contrasté entre températures diurnes et nocturnes, donne des vins puissants. Au nord-ouest du pays, l'éloignement de la mer crée un climat contrasté avec de fortes amplitudes thermiques quotidiennes. Le sol est argileux.

### Amérique du Nord

#### Canada

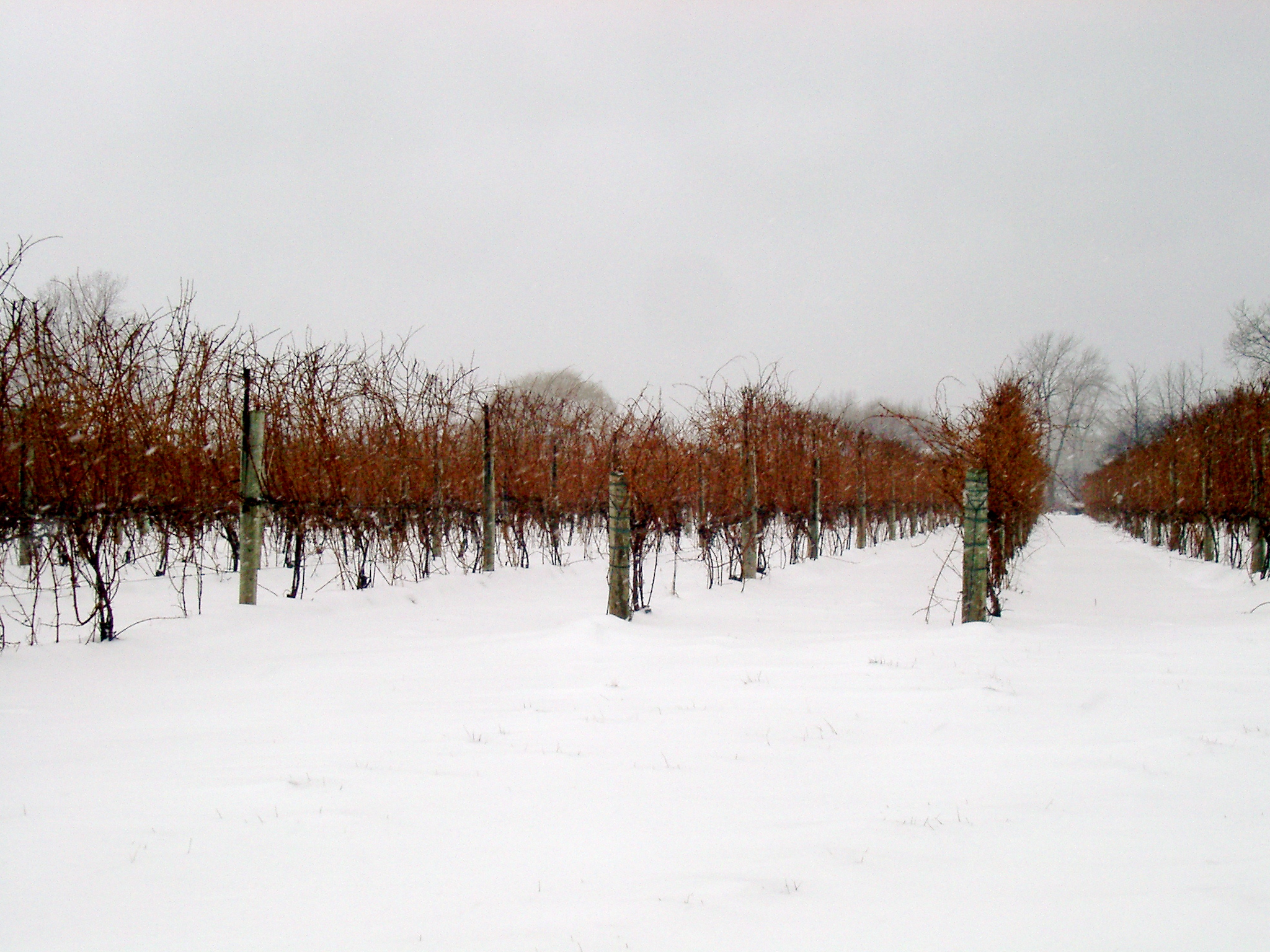
Vignoble près des chutes du Niagara pour élaborer du « vin de glace ».

La viticulture au Canada est le résultat des explorations de Jacques Cartier. Le 7 septembre 1535, il notait sur son cahier de bord : « Après que nous fumes arrivez avecques les barques ausdictz navires, et retournez de la ripvière saincte Croix, le cappitaine commanda aprester lesdictes barques, pour aller è terre à ladicte ysle veoyr les arbres qui sembloient a veoir fort beaux, et la nature de la terre d'icelle ysle ; ce qui fut faict. Et estans à ladicte ysle, la trouvasmes plaine de fort beaulx arbres, comme chaisnes, hourmes, pins, seddrez et aultres boys de la sorte des nostres ; et pareillement y treuvasme force vignes, ce que n'avyons veu, par cy-devant à toute la terre ; et pour ce, la nommasmes l'Isle de Bascus ». Longtemps méprisée, la viticulture connaît un essor sans précédent. Deux régions sont particulièrement propices : la vallée de l'Okanagan, en Colombie-Britannique, et la péninsule du Niagara, en Ontario. Le principal vin exporté est le vin de glace, appelé en anglais icewine. La vente du vin au Canada est régie par des monopoles d'État, tels la Société des Alcools du Québec (SAQ) et la Commission des liqueurs de l'Ontario (LCBO). Les viticulteurs peuvent toutefois vendre sur place. Le succès des vins canadiens lors de concours internationaux témoigne de l’essor qualitatif consenti par les vignerons depuis maintenant un demi-siècle.

#### États-Unis

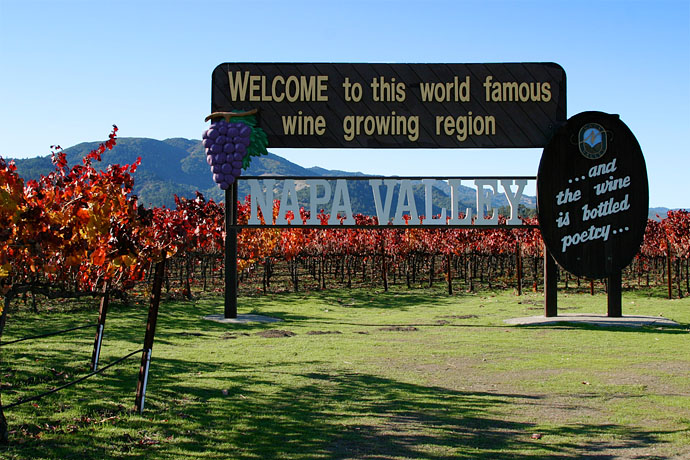
Napa Valley, Californie, États-Unis

La viticulture aux États-Unis a été développée depuis le XVIe siècle. Au XXIe siècle, il existe des productions vinicoles dans les cinquante États de l'Union, la Californie en tête, suivie par l'État de Washington, l'Oregon et l'État de New York. Les États-Unis sont le quatrième producteur mondial de vin derrière la France, l'Italie et l'Espagne ; la production californienne à elle seule représente 90 % de la production américaine et le double de celle de l'Australie. Le continent nord-américain accueille plusieurs espèces indigènes de vignes, notamment Vitis labrusca, Vitis riparia, Vitis rotundifolia, Vitis vulpina et Vitis amurensis, mais ce n'est qu'avec l'introduction de la Vitis vinifera par un colon européen que le secteur vinicole prit son essor. Près de 450 milliers d'hectares de vignobles sont plantés aux États-Unis en 2006, en faisant le cinquième pays en termes de superficie viticole après l'Espagne, la France, l'Italie et la Turquie.

#### Mexique

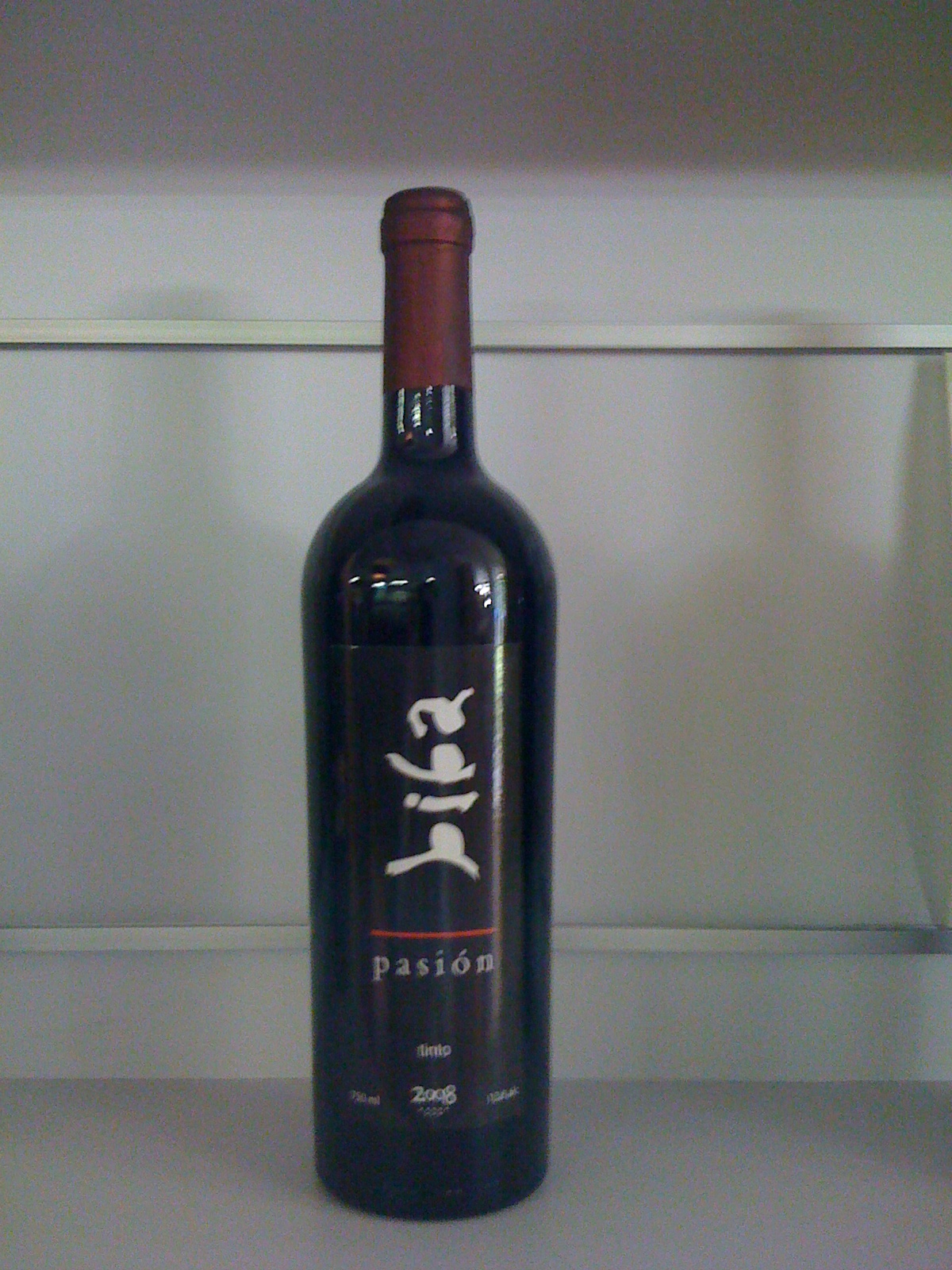
Bouteille de Pasion Biba rouge, vin mexicain

La viticulture au Mexique se pratique sur de vastes espaces dans les États de Baja California, Coahuila, Querétaro, Aguascalientes et Zacatecas mais la plus grande partie de la production est essentiellement concentrée dans la Valle de Guadalupe, en Basse-Californie. Des vignobles de plus petites tailles sont cultivés dans quelques municipalités des États de Baja California, Sonora, Baja California Sur, Durango, Chihuahua, Querétaro, San Luis Potosí, Guanajuato, Hidalgo, Puebla et Campeche que le Ministère mexicain de l'agriculture (SAGARPA) a enregistré, en 2009, comme cultivant des raisins de table.

### Moyen-Orient et Asie-Centrale

#### Afghanistan

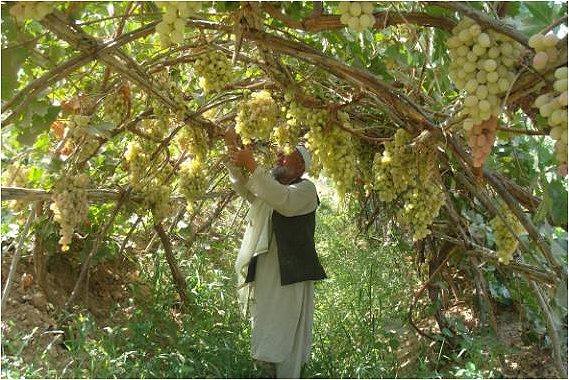
Vigne en tunnel en Afghanistan.

Pour des raisons religieuses, en Afghanistan, la viticulture se limite à la production de raisins de table destinés à la consommation et l'élaboration de raisins secs. En 1999, le vignoble couvrait 51 800 hectares et cultivait majoritairement le cépage sultanine.

#### Inde

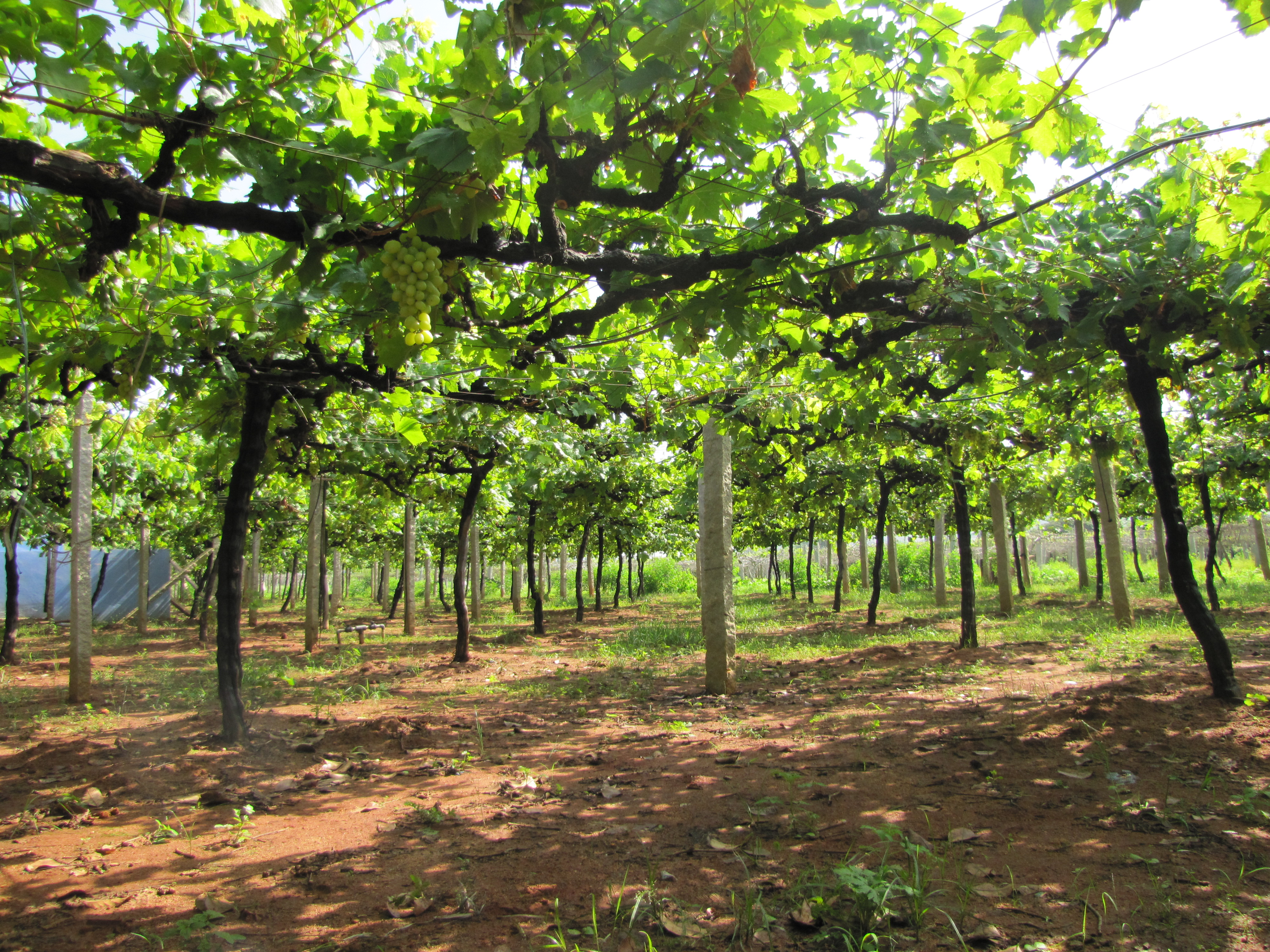
Vignoble en hautain, au Kerala, État indien situé au sud-ouest de la péninsule indienne

La viticulture en Inde est un secteur économique marginal mais en développement. La production concerne essentiellement du raisin de table. Des écrits attestent la présence de la vigne il y a trois mille ans en Inde, cependant le développement de la culture de cépages « domestiqués » date du XIVe siècle, lors de leur introduction par les Perses au nord du pays. La viticulture a lentement gagné le sud du pays, puis l'expansion s'est ensuite accélérée avec l'arrivée de missionnaires chrétiens au XIXe siècle. Le besoin de vin pour l'eucharistie a considérablement étendu l'aire de culture. Cependant, la viticulture comme entité commerciale n'a réellement débuté que dans les années 1970. Entre 1990 et 2005, la surface a plus que doublé, passant de 25 000 hectares à 58 000 hectares.

#### Iran

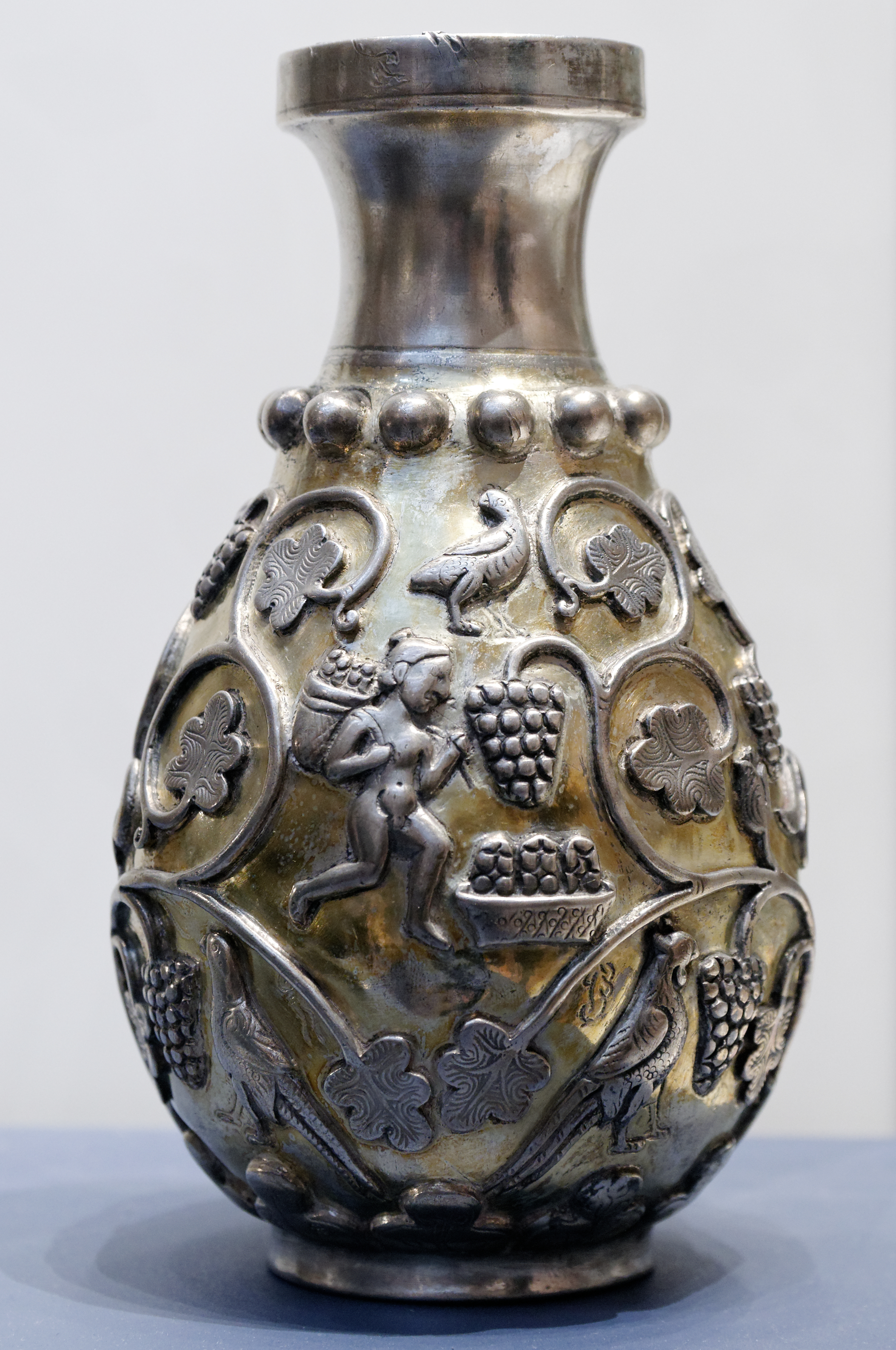
Vase d'argent avec scène de vendange, Empire sassanide

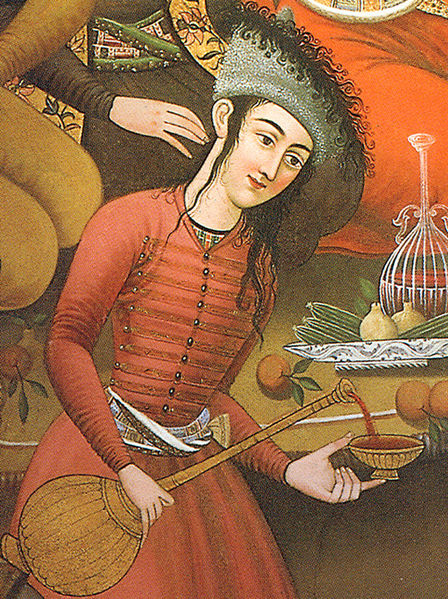
Une femme perse versant du vin durant la période séfévide, mur peint du palais de Chehel Sotoun (Ispahan)

Le vin a été un élément majeur de la culture iranienne depuis l'Antiquité, et cette tradition a perduré malgré les restrictions gouvernementales actuelles. Les plus grandes régions productrices de vin en Iran sont Qazvin, Orumiyeh, Shiraz et dans une moindre mesure, la Province d'Esfahan.
Le vin rouge est la variété la plus courante et la plus populaire, le vin blanc étant aussi dominant au nord. Les producteurs de vin sont souvent, mais pas tout le temps de culture arménienne ou zoroastrienne, puisque les minorités non musulmanes sont autorisées à produire du vin (et d'autres boissons alcoolisées) pour leur propre usage. Bien qu'il soit illégal pour eux de vendre du vin à d'autres Iraniens (et aux visiteurs étrangers), la règle n'est généralement pas suivie et on peut trouver du vin partout où il est produit et distribué dans le pays. Les producteurs de vins arméniens d'Orumieh et d'Ispahan sont particulièrement connus pour leurs vins rouges pétillants et doux.

#### Kazakhstan

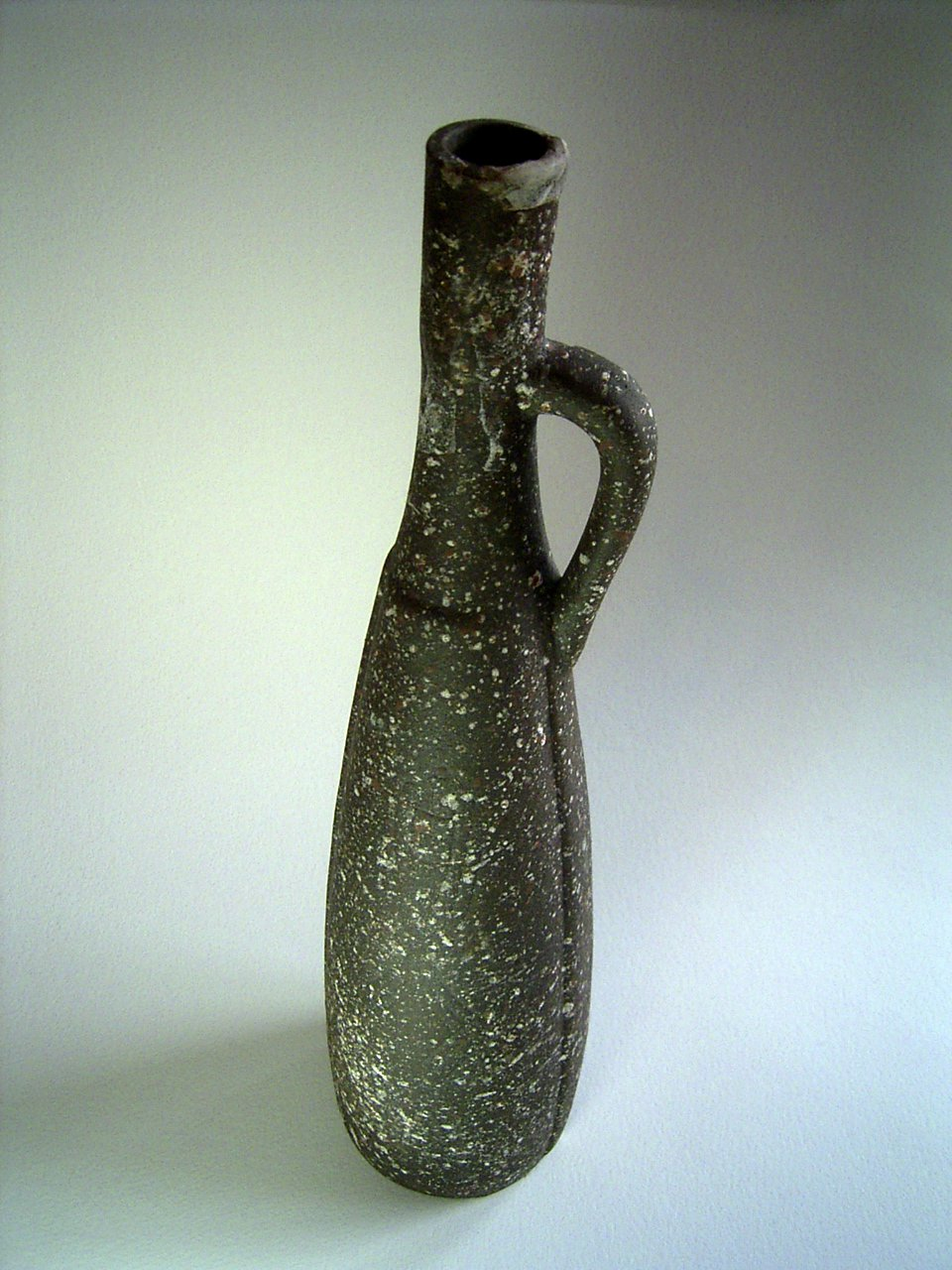
Vue d'une antique jarre de vin kazakhe

La viticulture au Kazakhstan a une histoire peu connue. Pourtant, les origines de la viticulture dans cette contrée d'Asie centrale remontent au VIIe siècle quand les premières vignes furent apportées de Chine voisine et de l'actuel Ouzbékistan. Les premiers vignobles se situaient dans les environs de Chimkent et dans le piémont du Tian Shan, ainsi que le long de la frontière actuelle avec la Kirghizie et autour d'Almaty. Les premiers cépages provenaient des régions de Ferghana, de Samarcande et du Xinjiang. Cependant la culture est très réduite à cause de la culture musulmane qui est introduite par les Turcs au cours des siècles suivants et qui proscrit le vin. C'est à la fin du XIXe siècle avec l'arrivée des Russes que la viticulture reprend, mais surtout après la révolution, lorsque de grands combinats s'installent en république socialiste soviétique kazakhe et que des kolkhozes sont créés pour la viticulture avec des unités de production ouvertes à Almaty (alors Alma-Ata), Chimkent et Taraz. Après la dissolution de l'URSS, ces compagnies privatisées se tournent vers la nouvelle Russie, comme partenaire commercial principal. La production se concentre sur des vins de table bon marché. Il n'y a pas de système de classification et d'appellation dans ce pays. Avec 4 % de sa surface propice à la culture de la vigne par ses qualités minérales, le pays produit en moyenne 230 000 hectolitres de vin par an sur 13 000 hectares cultivés. Chiffre insuffisant pour sa consommation nationale, le Kazakhstan importe plus de 80 % de sa consommation de vin représentant 30 millions de bouteilles par an.

### Extrême-Orient

#### Chine

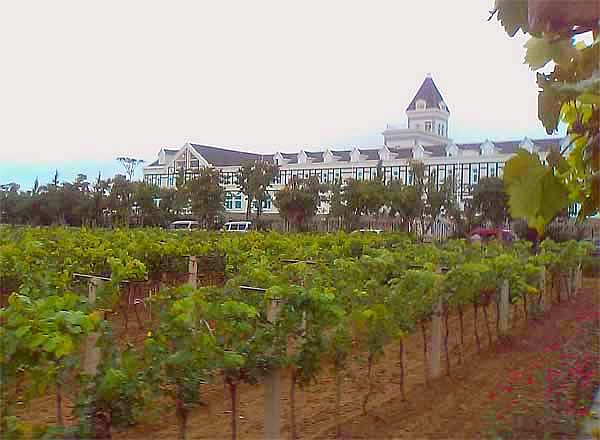
Château Changyu, Vignoble de Beiyujia, Shandong

La viticulture en Chine est un secteur économique marginal jusque dans les années 1980, mais depuis, la plantation de vignes sur de grandes surfaces a haussé ce pays parmi les acteurs importants de la filière. Le début de la viticulture en Chine est daté d'avant la dynastie Han qui régna à partir de 206 av. J.-C. mais la consommation de vin très limitée concernait essentiellement la classe dirigeante. Le vin avait une grande valeur et était utilisé pour corrompre les responsables locaux ; les premiers pots-de-vin en somme... La culture du raisin à une grande échelle a débuté dans la province de Shaanxi.
Le vin de raisin a subi la concurrence de l'alcool de riz. Le grain stocké toute l'année est abondant et permet de produire une boisson à volonté, quand la vigne pousse avec plus de difficulté et demande de la capacité de stockage, la boisson devant être fabriquée en totalité dès la récolte. La consommation de vin va ainsi fluctuer selon les modes et les maîtres du pays : durant la dynastie Yuan, XIIIe et XIVe siècles, les dirigeants Mongols qui aiment le vin, le remettent au goût du jour.
Tombé dans l'oubli, ce n'est que la dynastie Qing qui le réhabilite en important des vins européens. En 192? s'ouvre la première cave de vinification de Chine, dont les capitaux appartiennent à des Chinois. Durant la période amicale avec l'URSS, la Chine importe des vins des pays d'Europe de l'Est. Ce n'est que depuis la libéralisation économique des années 1980 que de vastes surfaces viticoles sont plantées.

#### Japon

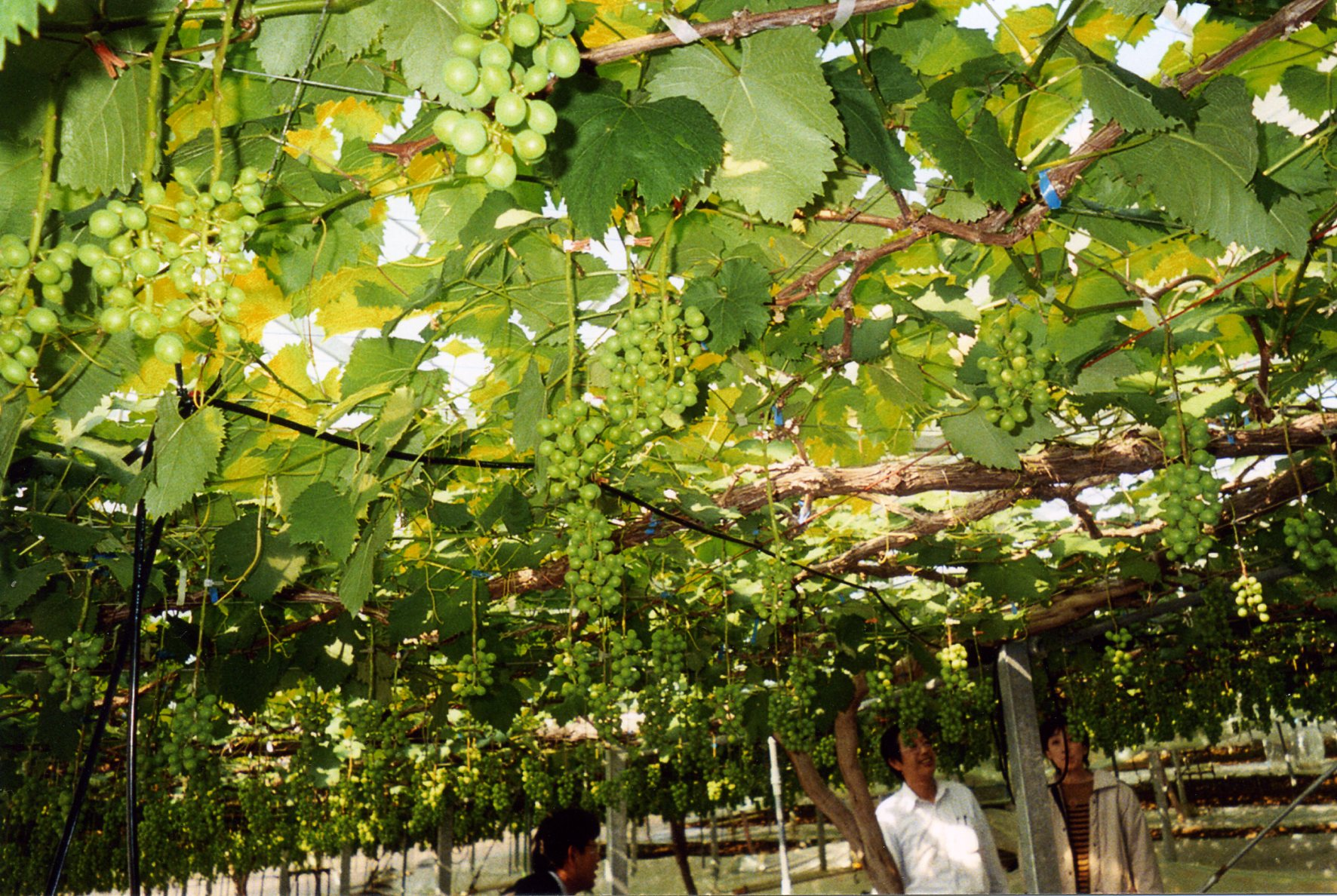
Treille de koshu, cépage local japonais

La viticulture au Japon couvre une zone allant de l'île de Kyo-Shu, dans sa partie méridionale, jusqu'à l'île de Hokkaïdo dans sa partie le plus septentrionale. Elle couvre une superficie de 30 000 hectares. Elle produit aussi bien des raisins de table que des cépages à vinifier. Le volume de sa production est de 370 000 hectolitres. La vigne a été importée par des missionnaires de la Compagnie de Jésus, disciples d'Ignace de Loyola. La région viticole la plus connue est celle de la Yamanashi et de Osaka. Dans une moindre mesure s'y ajoutent celles de Yamagata et de Nagano. L'un des cépages indigènes les plus connus est sans doute le koshu. Les vignes sont plantées à raison de 250 pieds à l'hectare, les ceps étant séparés de 6 mètres et conduits en hautain pour former des treilles ou des pergolas dans les potagers. Le marché japonais est très ouvert et apprécie particulièrement les vins européens dont les grands vins français qui arrivent en tête. Cet engouement dope le marché à l'importation puisque ce sont chaque année près de 196 000 hectolitres de vins et spiritueux japonais qui approvisionnent les marchés extérieurs.

#### Viêt Nam
| Vins du Vietnam : Vang Đà Lạt |  | Vins du Vietnam : Vang Đà Lạt |  | Vins du Vietnam : Vang Đà Lạt |
| Vins du Vietnam : Vang Đà Lạt |  |                               |  |                               |

### Océanie & Madagascar-Réunion

#### Australie

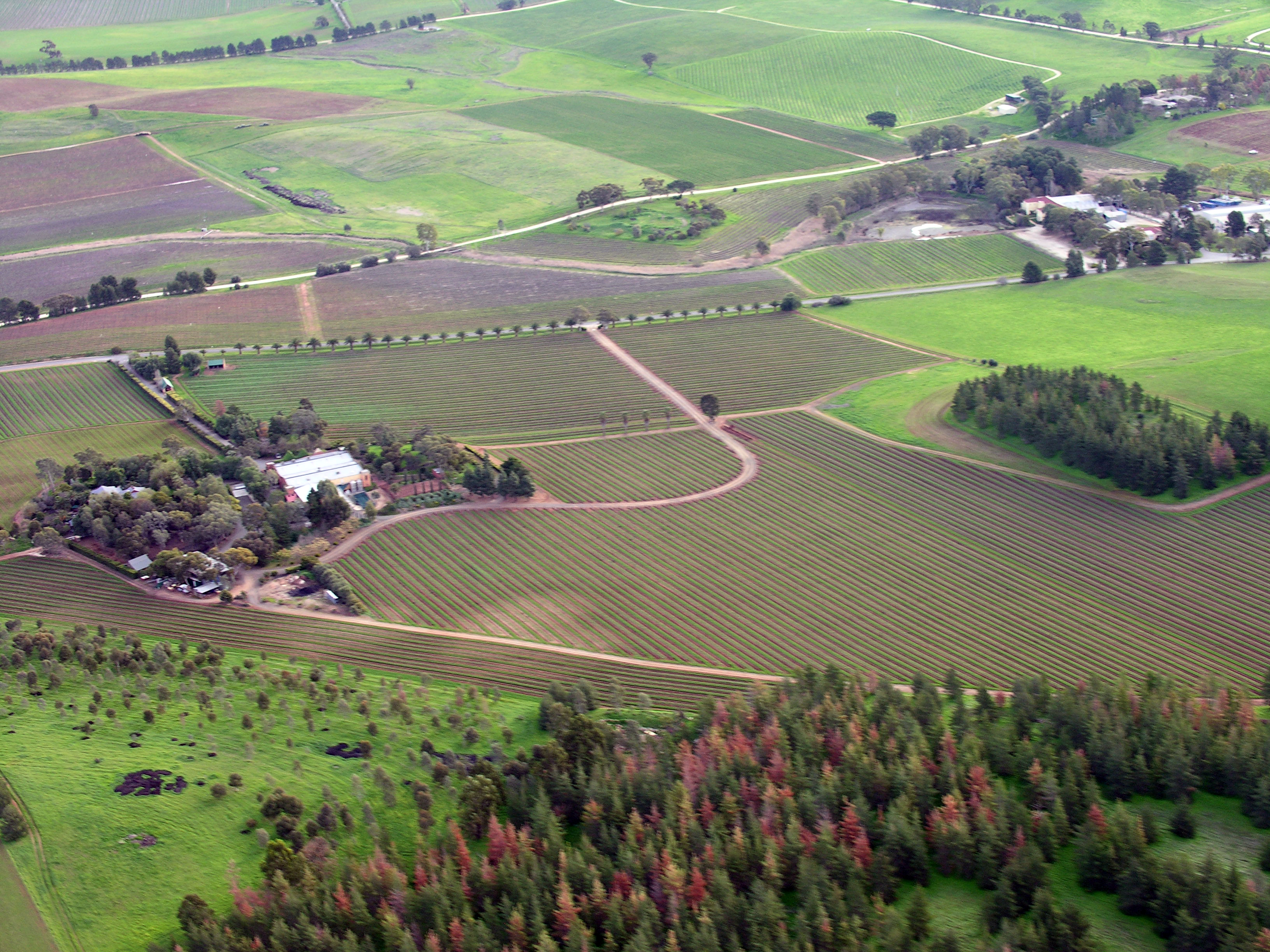
Vignoble de la Barossa Valley

La viticulture en Australie a été introduite en 1788, en Nouvelle-Galles du Sud, la vigne se répandit au XIXe siècle dans beaucoup de régions du pays mais le vignoble demeure concentré dans le sud-est et l'extrême sud, des régions ensoleillées mais relativement fraîches. La viticulture australienne est en 2005 la quatrième exportatrice avec une croissance de 80 % lors des cinq dernières années. Les australiens semblent avoir assimilé mieux que quiconque les règles du marketing. Leurs vins d'exportation, dont la production est à 80 % dans les mains de quatre grandes entreprises vinicoles, sont issus majoritairement de mélanges provenant des diverses régions de production. La concentration capitalistique dans ce secteur atteint, comme en Californie un niveau inégalé.

#### Madagascar

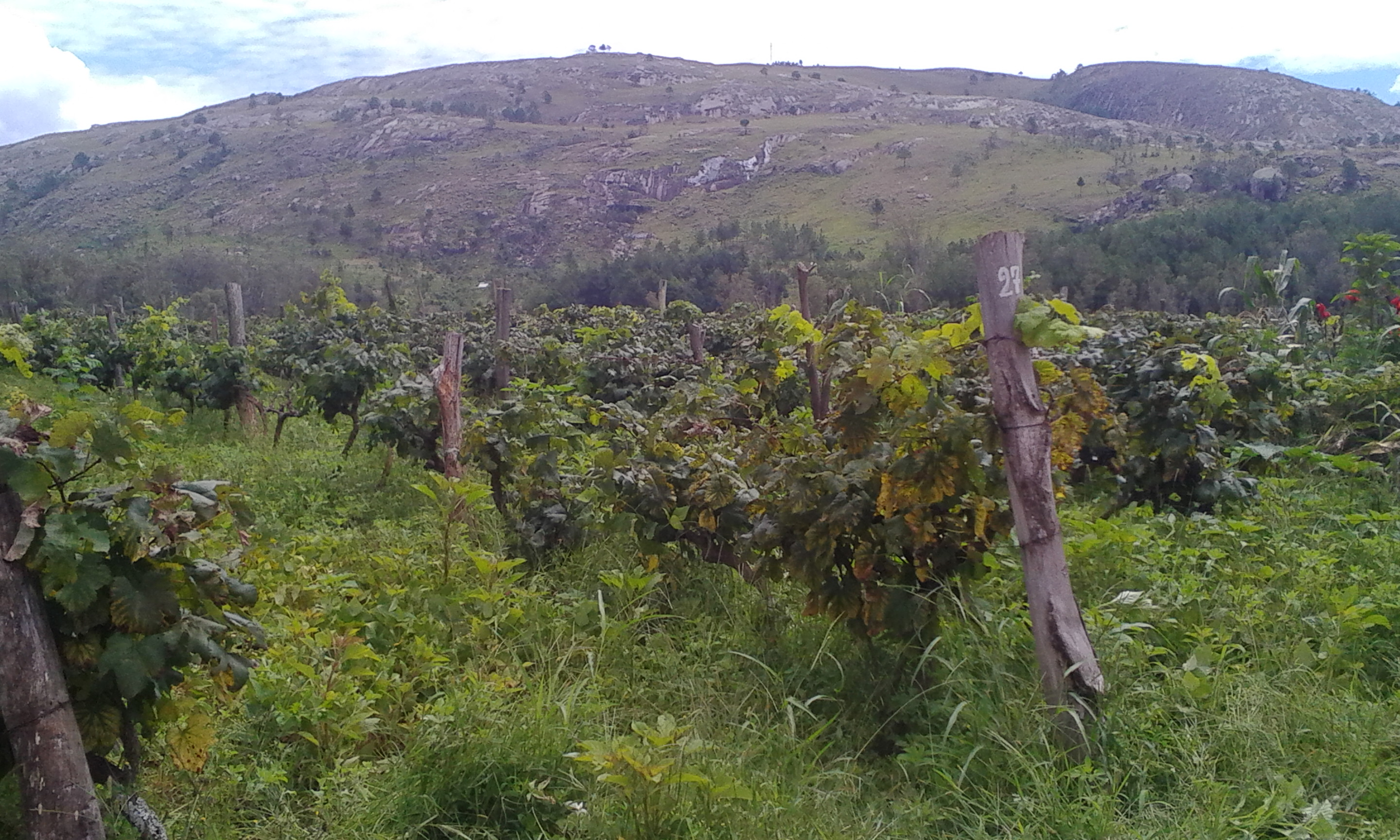
Vignoble à Andoharanomaintso.

La viticulture est présente à Madagascar depuis le XIXe siècle, importée par les colons français. Celle-ci est principalement répartie sur les hauts plateaux du pays betsileo dans le sud-est de l’île, autour de Fianarantsoa, et reste limitée à une dizaine de domaines.

Le vin local est fortement concurrencé par des importations de vins du nouveau monde, ainsi qu'européens. Par ailleurs, il reste réservé à une minorité de malgaches, du fait de son prix relativement élevé en comparaison du pouvoir d'achat local. 

#### Nouvelle-Zélande

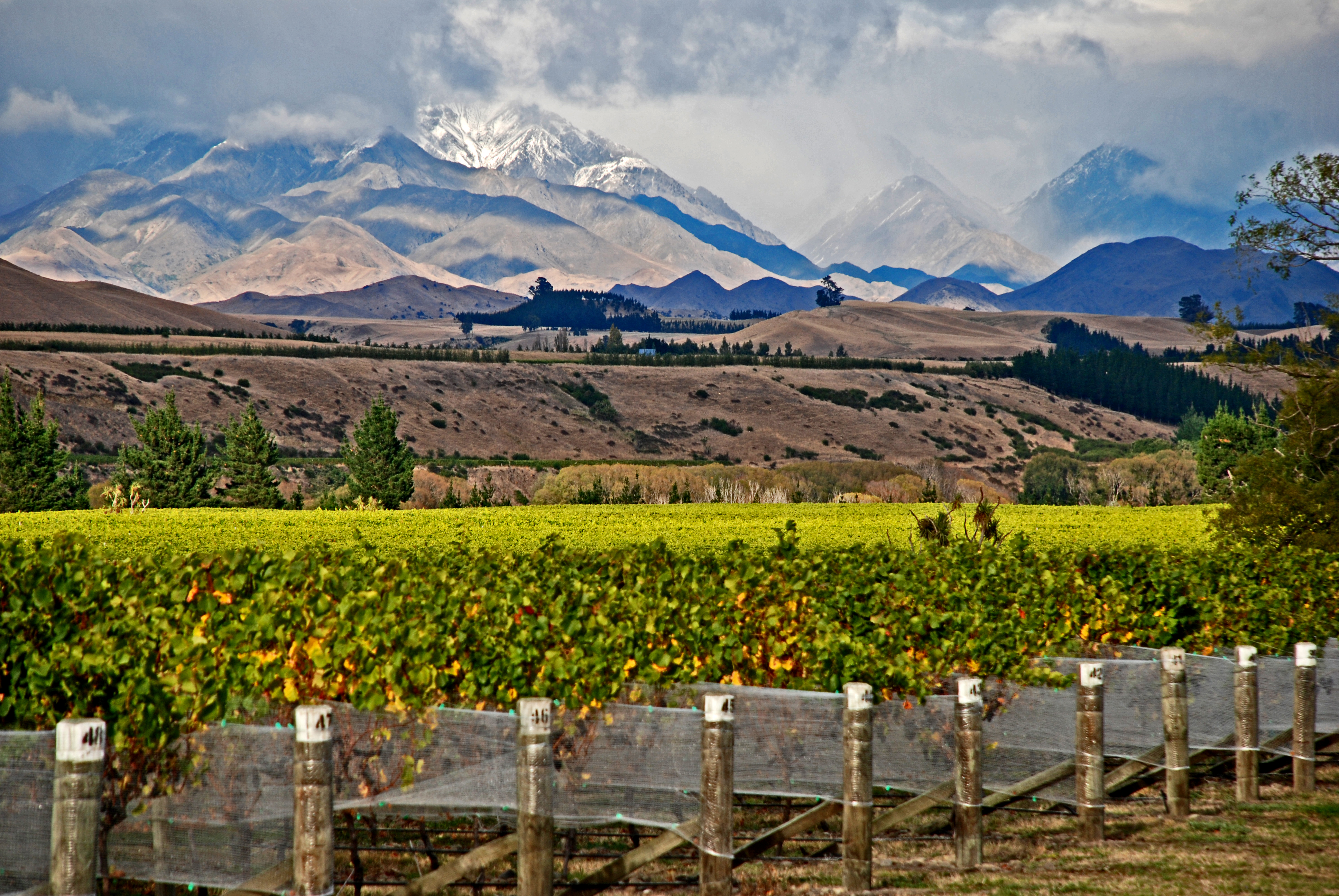
Vignoble d'Awatare Valley en automne

La viticulture en Nouvelle-Zélande est implantée sur dix grandes régions viticoles situées entre le 36e et le 45e parallèle sud. Elle s'étend sur 1 600 kilomètres de long. Du nord au sud on trouve Northland, Auckland, Waikato/Bay of Plenty, Gisborne, Hawke's Bay, Wellington, Nelson, Marlborough, Canterbury et Central Otago. Introduite en 1819, la culture de la vigne fut grandement développée par Jean-Baptiste Pompallier, missionnaire mariste français. Envoyé en Océanie en 1837, il s'installa à partir de janvier 1838, développa le vignoble néo-zélandais, devient le premier vicaire apostolique en 1842 puis en 1848 le premier évêque d'Auckland. Après les aléas de production dus d'abord au phylloxéra puis à la Première Guerre mondiale, ce vignoble recommença à reprendre de l'extension au cours de la Seconde Guerre mondiale où sa superficie doubla. Puis de 1973 à 1980, il passa de 2 000 à 5 000 hectares. En 1995, 185 producteurs contrôlaient 85 % d'une production de 560 000 hectolitres. L'influence omniprésente de l'océan Pacifique a fait que les vignes se sont développées à l'est des montagnes à l'abri du vent humide de l'ouest. Ce fut un véritable défi pour produire du cabernet sauvignon en raison du climat. La région de Hawke's Bay fut la première à tenter de vinifier ce cépage mais son climat, ses récoltes excessives ainsi que ses sols fertiles engendrèrent des vins marqués par des arômes végétaux. L'effeuillage et l'utilisation de porte-greffes moins productifs ont permis d'obtenir de meilleurs résultats. Le cépage est parfois mélangé à du merlot pour compenser le manque d'ensoleillement et de terroir. D'autres régions se sont ensuite lancées avec des clones de cabernet sauvignon typiques du pays. Les vignobles de Gimblett Road et d'Havelock North à Hawke's Bay ont obtenu d'excellents résultats grâce à leurs sols chauds composés de graves. Le cabernet sauvignon arrive pourtant loin derrière le pinot noir, le cépage rouge le plus planté en Nouvelle-Zélande.

#### Réunion

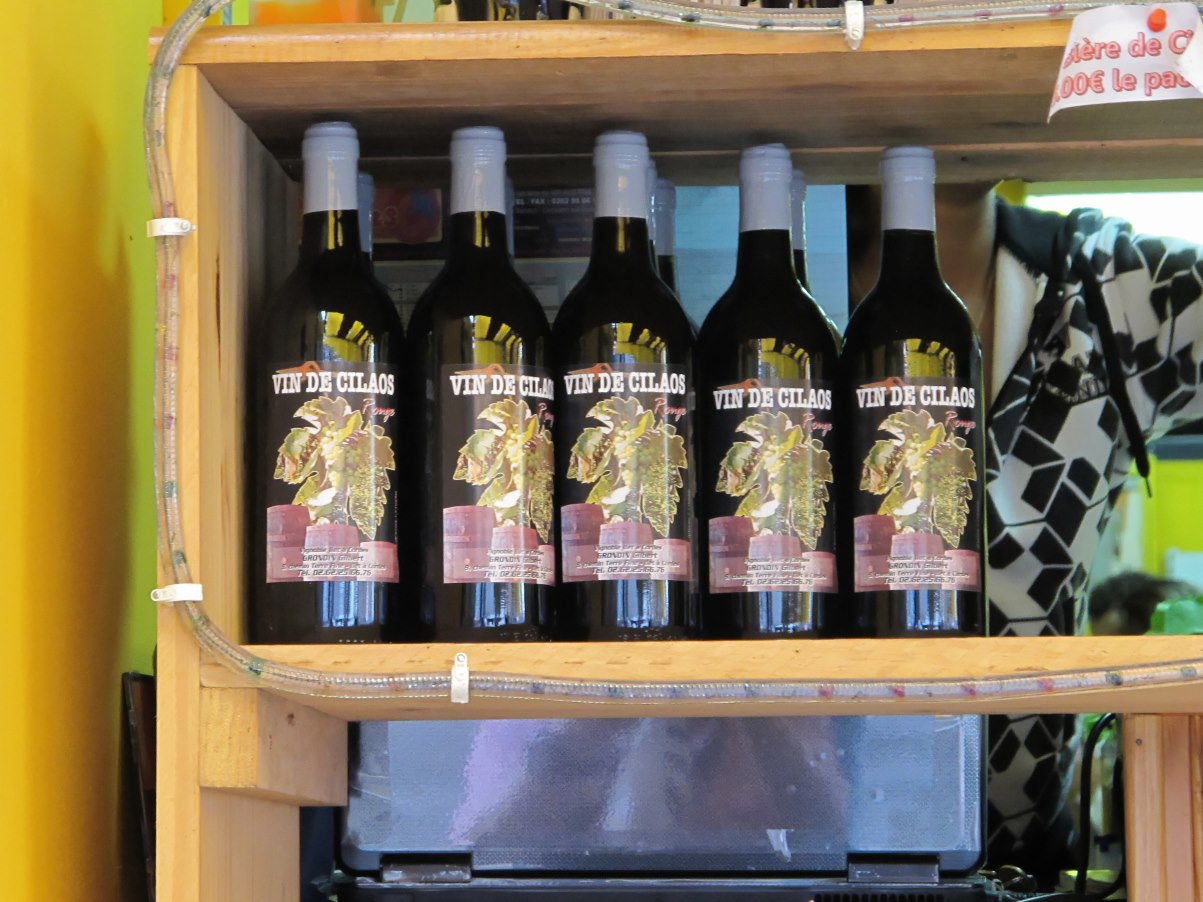
Vin de Cilaos

Le vin de Cilaos est le vin de montagne produit depuis quelques années dans le cirque de Cilaos, à La Réunion. Introduite dans l'île dès 1665 par les premiers colons, la vigne ne fut longtemps plantée que dans les régions de Saint-Paul et Saint-Denis. Elle finit par gagner les Hauts au milieu du XIXe siècle à la faveur de leur peuplement par les petits Blancs. L'attaque de phylloxéra qui frappe le vignoble métropolitain en 1868 amène les autorités locales à interdire l'introduction sur place des cépages nobles, sensibles à la maladie. Aussi, le vin de Cilaos n'a longtemps été qu'un apéritif fabriqué artisanalement à partir d'un cépage médiocre introduit dans la commune vers 1860 et jamais remplacé par la suite, l'isabelle. Vendu en bord de route ou dans les petites épiceries, il avait la réputation de rendre fou.
En 1975, ce cépage est finalement interdit et l'organisme qui est aujourd'hui le CIRAD prend l'initiative d'une introduction de meilleurs cépages. Bientôt, le vin de Cilaos gagne en qualité et évoque de moins en moins le sherry ou le porto. La coopérative du Chai de Cilaos est créée en 1992, date de la plantation des premiers cépages nobles dans le cirque. La première vendange est celle du chenin en 1996. On en tire alors un vin blanc sec ou moelleux. Le premier vin rouge produit à Cilaos ne l'est qu'en 1998, à partir d'un mélange de pinot noir et de malbec.

#### Tahiti
Le vin de Tahiti est produit en Polynésie française dans le Pacifique Sud, sur l'atoll de Rangiroa, à 355 km de Tahiti. Vignoble de Rangiroa - un domaine: Dominique Auroy. Cépages cultivés : carignan, muscat de Hambourg, l'italia (créé en 1911 par croisement entre les cépages bicane (de) et muscat de Hambourg, il fut nommé Idéal en France). Souvent ces cépages sont "franc de pied".

### Proche-Orient

#### Israël

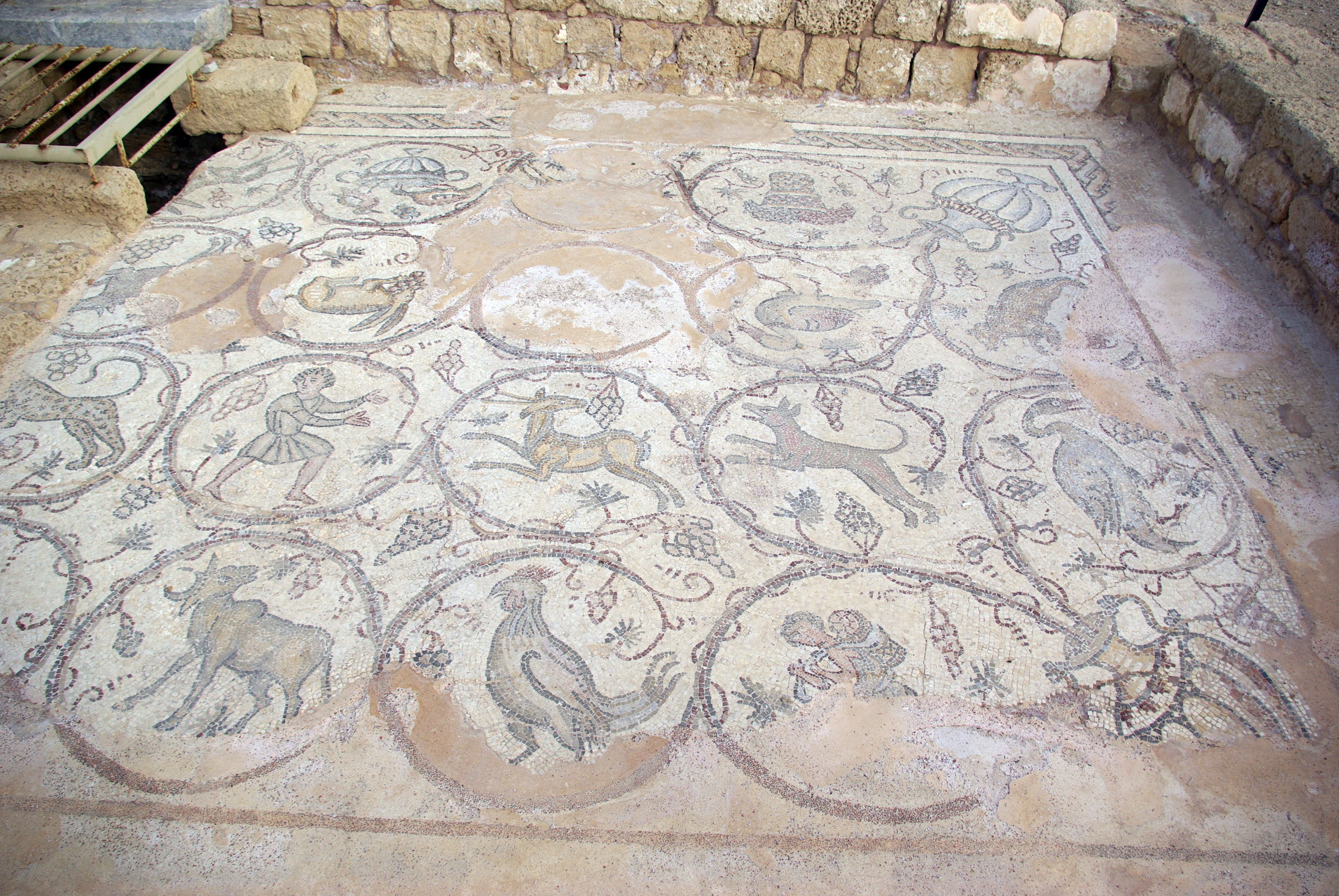
Mosaïque romaine à Césarée maritime

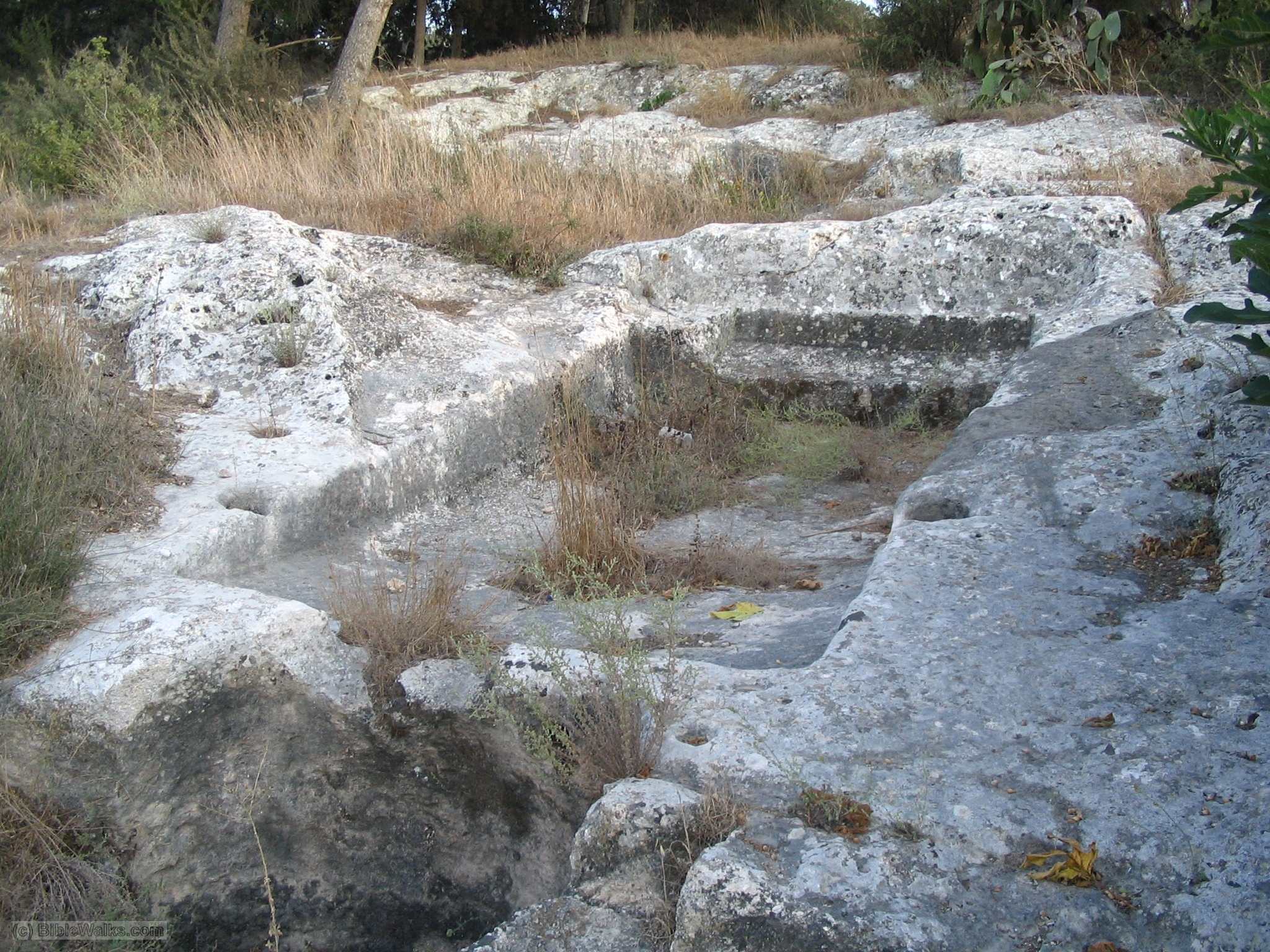
Cuve vinaire rupestre sur les collines de Migdal Haemek

La viticulture en Israël est attestée dans les différents livres de la Bible. Elle a pris un nouvel essor dans les années 1950 avec l'arrivée de nombreux viticulteurs venus d'Europe en Israël. Cette viticulture moderne doit tout au soutien technique et financier apporté par Edmond de Rothschild, propriétaire de Château Lafite Rothschild. Aujourd'hui, le pays est divisé en six régions viticoles : la Galilée (Ha-Galil הגליל), une région bien adaptée à la production de vin de qualité, en raison de son altitude, des variations de température entre le jour et la nuit et de sols bien drainés, la Judée (הרי יהודה Yehuda Harei) autour de Jérusalem, le Samson (שמשון Shimson) situé entre les montagnes de Judée et la plaine côtière, la plaine de Sharon (שרון Sharon), entre la côte méditerranéenne et le sud de Haifa, qui est la plus grande région de production de raisins dans l'État hébreu, et le plateau du Golan (רמת הגולן Ramat Hagolan). Le vignoble israélien représente 11 000 ha de vigne en 2012, et la production est d'environ 88 millions de bouteilles. Il existe aujourd'hui environ 350 domaines vinicoles en Israël, des domaines se divisent en 4 catégories, les petits qu'on appel "Yekev Boutique" qui fabriquent entre 500 et 30 000 bouteilles, les moyens qui produisent entre 30 000 et 500 000 bouteilles, les grands ou la production est de 500 000 à 1 500 000 bouteilles, et les industrielles qui produisent plus de 1 500 000 de bouteilles par an, il en existe une dizaine qui regroupent 86 % de la production vinicole du Pays, il s'agit du Domaine Carmel Winery qui produit 20 millions de bouteilles, Barkan : 12 millions, Teperberg 1880 : 7 millions, Yekev Golan : 5,4 millions, Arza : 3,6 millions, Etsion : 3,4 millions, Har Hevron, 3 millions, Binyamina : 2 600 000, Galil montain : 2 100 000, Jerusalem winery : 2 000 000 de bouteilles chaque année
Depuis une vingtaine d'années, les vins israéliens deviennent de plus en plus connus, de nombreux œnologues israéliens remportent chaque année des médailles lors de concours internationaux, la terre d’Israël n'est pas très grande, c'est pour cela que les professionnels vinicoles d'Israël préfèrent produire du vin de grande qualité, parfois un peu cher, cependant rien n'est cher pour un connaisseur, et chaque produit a son prix.

#### Liban

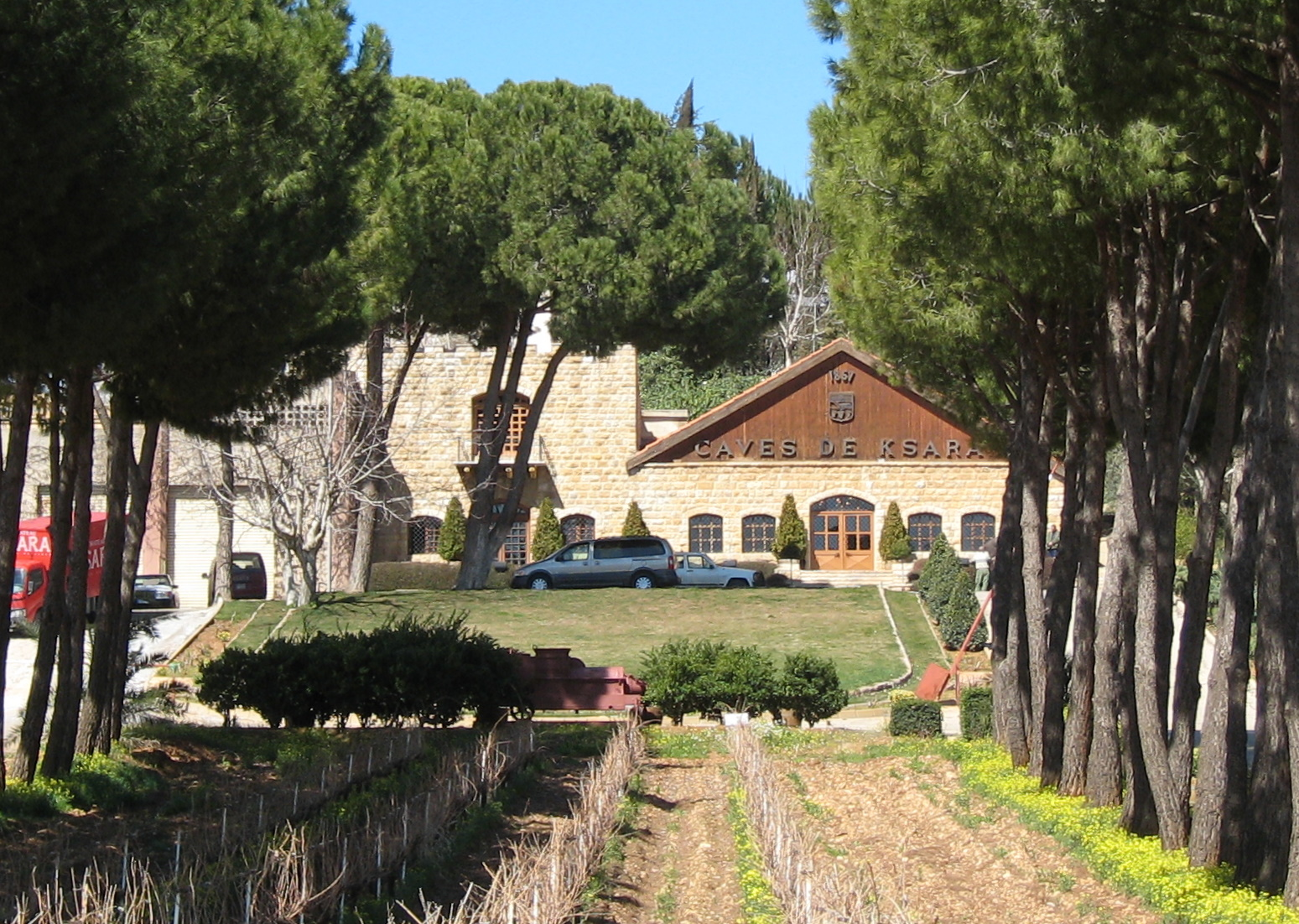
Les caves de Ksara

Dans l'Antiquité la viticulture au Liban est assez développée pour que ses négociants deviennent les premiers exportateurs historiques de vin au monde.
La plaine de la Bekaa produit actuellement huit millions de bouteilles de vin par an. La région de Zahlé, au centre de la plaine, est renommée depuis des siècles pour la qualité de son raisin. Le Liban possède 16 à 17 types de cépages.
Alors qu'il y a 50 ans, il ne comptait plus que trois producteurs de vin, aujourd'hui douze unités de vinification se partagent la production. Elles se sont réunies dans l'Union vinicole, association qui s'est donné pour mission de mettre en place une structure interprofessionnelle pour gérer le développement du marché.
Le Liban exporte principalement en Europe, aux États-Unis, au Canada, au Brésil, en Australie et dans les pays arabes.

#### Turquie

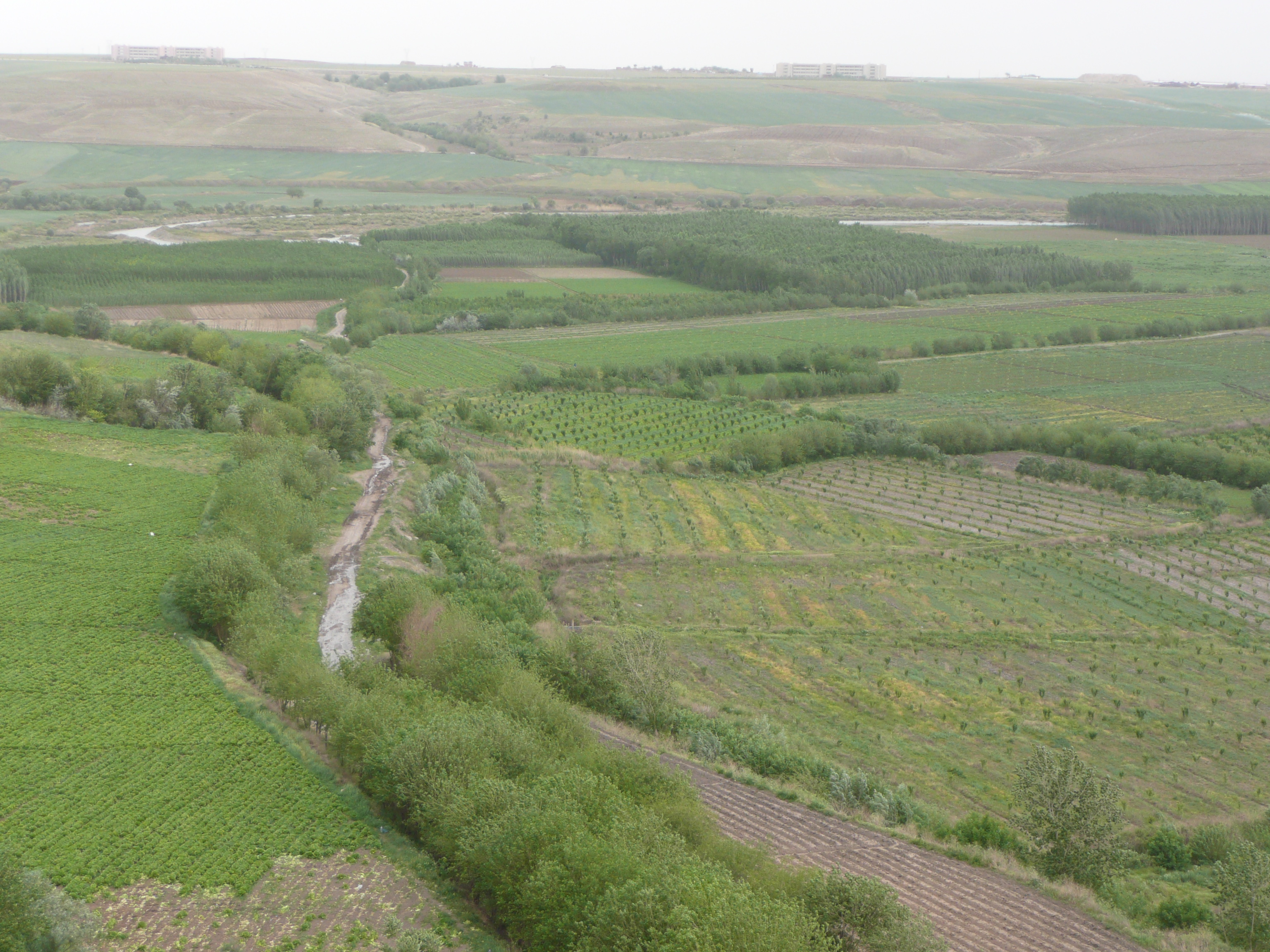
Au premier plan, le vignoble de Diyarbaki, producteur du doluca özel kav

La viticulture en Turquie, qui fut du temps de l'empire hittite, 2 000 ans avant notre ère, l'une des plus florissantes du bassin méditerranéen, disparut avec la chute de Constantinople. Seule resta une maigre culture de raisins de table qui perdura jusqu'au début du XXe siècle quand l'empire ottoman devint une république dont la législation permit à nouveau de produire du vin. Mustapha Kemal, fondateur en 1923, de la république turque, fidèle à ses principes laïques, rendit légale la viticulture. Cette décision permit, en 1929, la fondation d'un « Centre de Recherches Vinicoles » dont le but fut de moderniser dans un premier temps les méthodes ancestrales de culture de la vigne, puis de classifier les deux cents à trois cents cépages utilisés jusqu'alors en raisins de table.